# 徳川家康
徳川 家康（とくがわ いえやす、旧字体：德川 家康）は、戦国時代から江戸時代初期の日本の武将、戦国大名、江戸幕府初代将軍。徳川氏（将軍家、御三家など）の祖。三英傑の1人に数えられる。

## 概要
家系は三河国の国人土豪・松平氏の内、安祥松平家5代当主。幼名は竹千代。幼少期を織田氏ついで今川氏の下で人質として過ごし、諱は元服時に今川義元より偏諱を受けて元信（もとのぶ）、次いで元康（もとやす）と改め、通称は当初次郎三郎、元康に改名した際に蔵人佐を用いている。
当初は今川氏の配下として活動するが、永禄3年（1560年）に桶狭間の戦いで今川義元が討死したのを機に今川氏から独立して家康に改諱し、織田信長に接近して永禄5年（1562年）に清洲同盟を結ぶ。永禄9年12月29日（1567年2月18日）には徳川氏に改姓した。本拠の三河国を平定後は信長に協調、従属しながら今川氏や武田氏など周辺大名と抗争を展開、勝利して版図を遠江国・駿河国にまで広げていく。天正10年（1582年）には本能寺の変での信長死亡後に発生した天正壬午の乱も制して甲斐国・信濃国を手中に収め、5か国を領有する大大名となった。
信長没後に織田政権で勢力を伸張した豊臣秀吉とは天正12年（1584年）に小牧・長久手の戦いで対峙するが、後に秀吉に臣従し、天正18年（1590年）の小田原征伐後は後北条氏の旧領関東8か国への転封を命ぜられ、豊臣政権下で最大の領地を得る。秀吉晩年には五大老に列せられ大老筆頭となる。
秀吉没後の慶長5年（1600年）、関ヶ原の戦いでは東軍を率いて西軍に勝利し天下人の地位を獲得、慶長8年（1603年）に征夷大将軍に任命され武蔵国江戸に幕府を開く。慶長20年（1615年）の大坂の陣で豊臣氏を滅亡させ、江戸幕府が中心となって日本を統治する幕藩体制の礎を築いた。
没後は東照大権現の神号を後水尾天皇から贈られ、東照宮に祀られるなどして神格化され、江戸時代を通じて崇拝された。

## 生涯

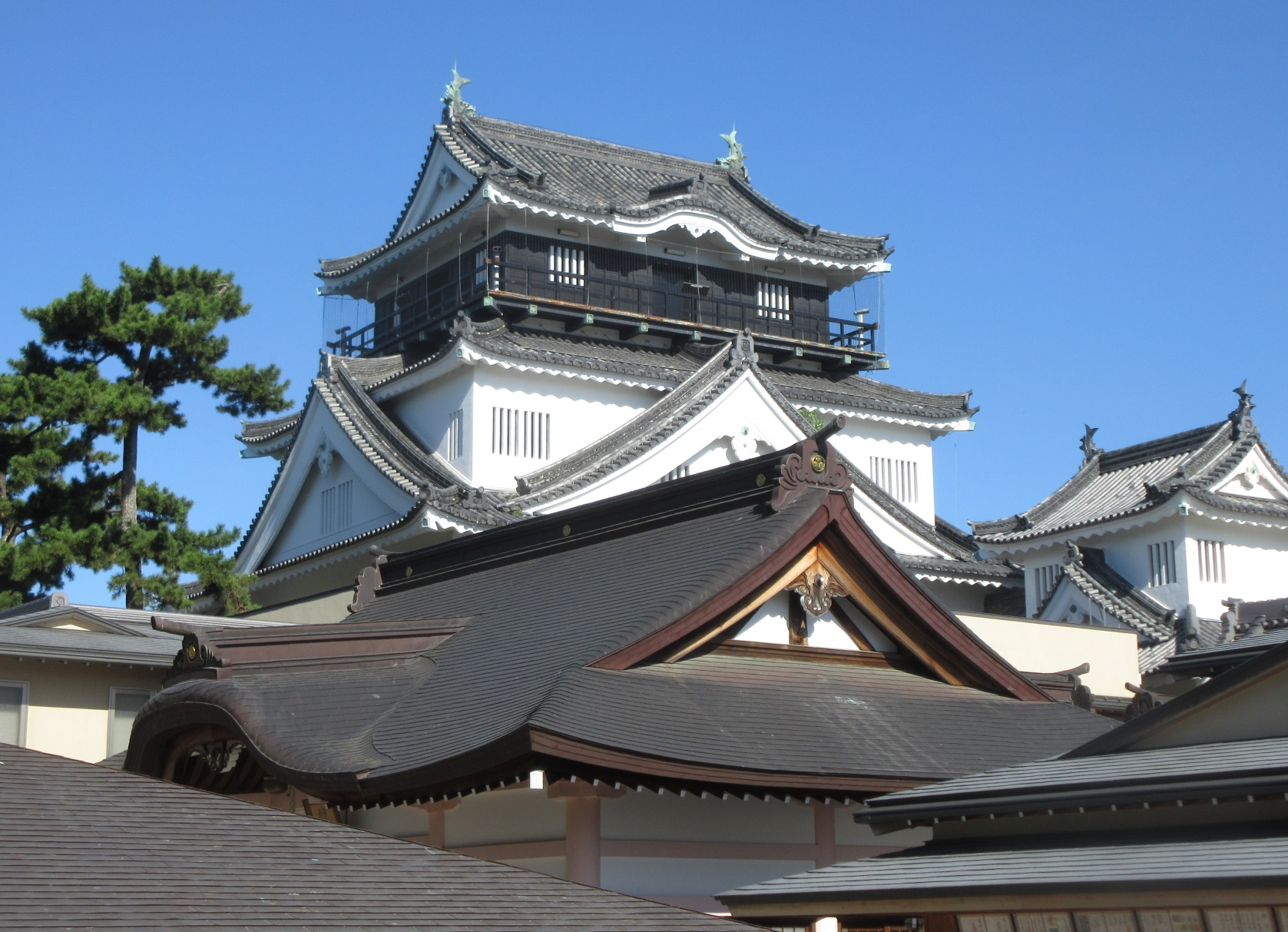
岡崎城天守

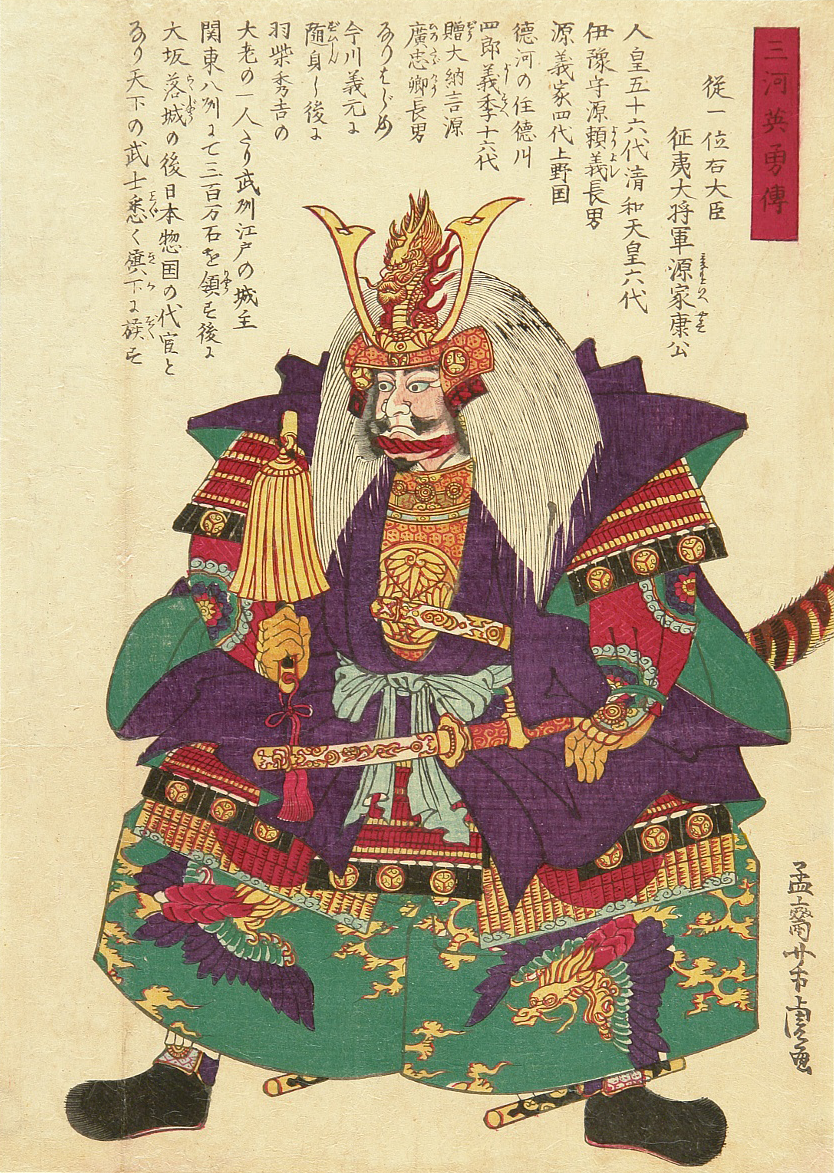
孟齋芳虎画「三河英勇傳」より『従一位右大臣 征夷大将軍源家康公』

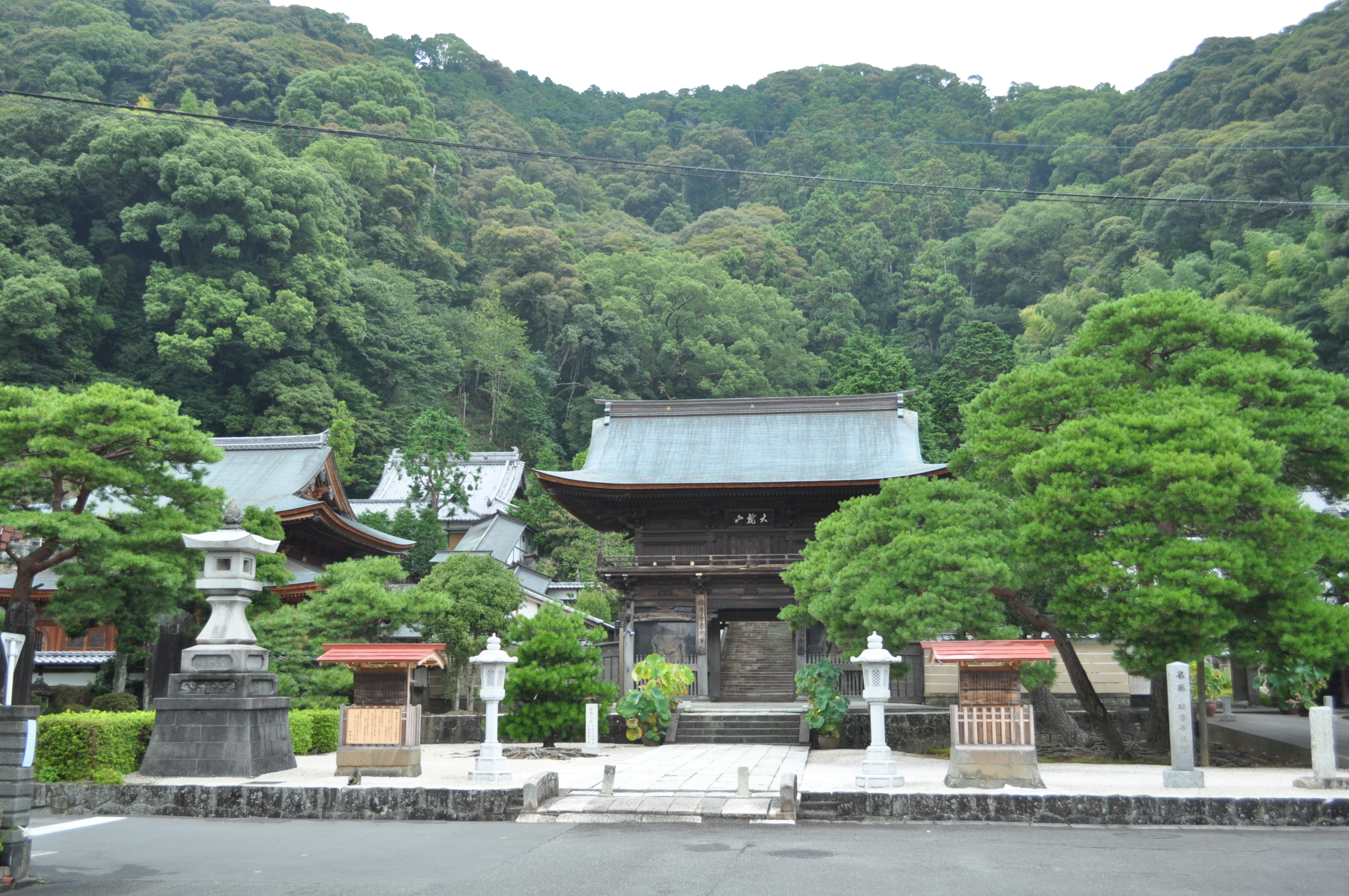
竹千代時代を過ごした臨済寺 (静岡市)（2016年8月14日撮影）

※ 日付は、太陰暦による和暦。西暦の暦法は便宜上、ユリウス暦とする。

### 生い立ち
天文11年（1542年）12月26日、岡崎城主松平広忠の嫡男として岡崎城において生まれる。生母は緒川城主水野忠政の娘・大子（伝通院）。幼名は竹千代（たけちよ）。胞刀の役は酒井政家、蟇目の役は石川清兼が務めた。
3歳のころ、水野忠政没後に水野氏当主となった水野信元（大子の兄）が尾張国の織田氏と同盟する。織田氏と敵対する駿河国の今川氏に庇護されている広忠は大子を離縁。竹千代は3歳にして母と生き別れになる。

### 人質として今川家、そして織田家へ
天文16年（1547年）8月2日、竹千代は数え6歳で今川氏への人質として駿府へ送られることとなる。しかし、駿府への護送の途中に立ち寄った田原城で義母の父・戸田康光の裏切りにより、尾張国の織田信秀へ送られた。だが広忠は今川氏への従属を貫いたため、竹千代はそのまま人質として2年間尾張国熱田の加藤順盛の屋敷に留め置かれた。このとき織田信長と知り合ったという伝説があるが、史料にはない。また、近年の研究では、天文16年9月に岡崎城が織田氏によって攻略されたとする文書（「本成寺文書」『古証文』）の存在が指摘され、松平広忠が織田氏への降伏の証として竹千代を人質に差し出した可能性も浮上している。
2年後に広忠が死去する。今川義元は織田信秀の庶長子・織田信広との人質交換によって竹千代を取り戻す。しかし竹千代は駿府に移され、岡崎城は今川氏から派遣された城代（朝比奈泰能や山田景隆など）により支配された。墓参りのためと称して岡崎城に帰参した際には、本丸には今川氏の城代が置かれていたため入れず、二の丸に入った。
なお、安城松平家の家督は、広忠が亡くなった時点で竹千代が継承していたと考えられている。そのことが今川家中において、既に領主となっていた竹千代に対する人質として扱いが領主の子に対する通常の人質の例とは異なった理由として考えられる。また、今川氏が家臣の集住政策を進めており、傘下の国衆に対しても例外ではなかったとする説もある。その場合、竹千代（元信・元康）の人質期間と家臣としての駿府滞在期間が混在していたことになる。

### 元服・初陣
天文24年（1555年）3月、14歳のとき、駿府の今川義元の下で元服し、次郎三郎元信と名乗った。義元の偏諱「元」の字を与えられており、これは改めて今川氏の配下になったことを意味した。
弘治3年（1557年）もしくは2年（1556年）、今川義元の姪とされる関口親永（氏純）の娘（築山殿）を娶る。これにより、今川一門に準じる立場となった。
弘治4年（1558年）頃に、祖父・松平清康の名の一字をとり、元康と改め、仮名も蔵人佐と改めている。
なお、松平元康（徳川家康）の今川氏との関係については吉良氏との関係を考慮する必要があるとする指摘もある。吉良氏は三河国幡豆郡を根拠とした足利氏御一家の一つで、今川氏の宗家筋であった。吉良氏は守護ではないものの、三河の国主に准じられて国内の国衆にも影響を与え、松平信忠は吉良義信、松平清康は吉良持清、松平広忠は吉良持広の偏諱を得たと推定されている。今川義元は吉良氏に代わって安祥松平氏当主に対して自らの偏諱を与えるとともに自らの一門に組み込むことによって吉良氏の三河国主としての地位を間接的に否定するとともに、今川氏の三河支配の安定化を実質上の三河最大の勢力である松平氏を介して図ったと考えられる。
当時、三河国では国衆の間で大規模な反乱が起きており（三河忩劇）、永禄元年（1558年）2月5日には今川氏から織田氏に通じた加茂郡寺部城主・鈴木重辰を攻めた。これが初陣であり、城下を焼いて引き揚げ、転じて附近の広瀬・挙母・梅坪・伊保を攻めた（寺部城の戦い）。この戦功により、義元は旧領のうち山中300貫文の地を返付し、腰刀を贈った。永禄2年（1559年）5月16日に駿府の元康は7か条からなる定書を岡崎にいる家臣団との間で交わしている。これは、将来的に今川氏直臣の岡崎城主となるであろう元康と今川氏による間接統治下で希薄化した家臣団との間の主従関係を再確認する性格を持っていた。また、家臣団に対しては家康が諫言を聞かなければ、義父である御一門衆関口親永と今川氏家老朝比奈親徳に訴え出るようにとも記されており、引き続き松平家への関与が継続することも明記されていた。

### 清洲同盟から三河国平定

徳川家の家紋"丸に三つ葉葵（徳川葵）"

永禄3年（1560年）5月、桶狭間の戦いで先鋒を任され、大高城の鵜殿長照が城中の兵糧が足りないことを義元に訴えたため、義元から兵糧の補給を命じられた。しかし織田軍は大高城を包囲しており、兵糧を運び込むには包囲を突破する必要があった。そこで5月18日、鷲津砦と丸根砦の間を突破して、小荷駄を城中に送り込み、全軍無事に引上げた。5月19日、丸根の砦を攻め落とし、朝比奈泰朝は鷲津の砦を攻め落とした。
5月19日昼頃、今川義元は織田信長に討たれた。織田方の武将の水野信元は、甥の元康のもとへ、浅井道忠を使者として遣わした。同日夕方、道忠は、元康が守っていた大高城に到着し、義元戦死の報を伝えた。織田勢が来襲する前に退却するようとの勧めに対し、元康はいったん物見を出して桶狭間敗戦を確認した。同日夜半に退城。岡崎城内には今川の残兵がいたため、これを避けて翌20日、菩提寺の大樹寺に入った。ほどなくして今川軍は岡崎城を退去。23日、元康は「捨城ならば拾はん」と言って岡崎城に入城した。岡崎城に入る際、大樹寺住職の登誉天室と相談の上、独自の軍事行動をとり、今川からの独立を果たそうとしたとされる。また桶狭間の戦いの直後から、元康は今川・織田両氏に対して軍事行動を行う両面作戦を行ったとする説もある。さらに近年の新説として、桶狭間での勝利に乗じた織田軍の三河侵攻を警戒した今川氏真がこれに備えるために元康の岡崎城帰還を許したとする説も出されている。
永禄4年（1561年）2月、元康は将軍・足利義輝に嵐鹿毛とよばれる駿馬を献上して室町幕府との直接的な関係を築くことで、独立した領主として幕府の承認を取り付けようとしている。4月、元康は東三河における今川方の拠点であった牛久保城を攻撃、今川氏からの自立の意思を明確にした。
折しも今川氏の盟友であった武田信玄、北条氏康は、関東管領・上杉憲政を奉じた長尾景虎（上杉謙信）の関東出兵（小田原城の戦い）への対応に追われており、武田・北条からの援軍は来ないという判断があったとされる。また、桶狭間の戦い直後は三河の今川方をまとめて織田方の侵攻と対峙していた元康が三河への軍事的支援を後回しにして同盟国の武田・北条支援に動く氏真に失望して、援軍を得られないまま織田氏に抵抗を続けるよりも織田氏と結んで独立を図った方が領国維持の上で得策と判断したとする見方もある。この事態は義元の後を継いだ今川氏真には痛恨の事態であり、後々まで「松平蔵人逆心」「三州錯乱」などと記して憤りを見せている。その後も元康は藤波畷の戦いなどに勝利して、西三河の諸城を攻略する。
永禄4年（1561年）先に今川氏を見限り織田氏と同盟を結んだ伯父・水野信元の仲介もあって、信長と和睦し、今川氏と断交して信長と同盟を結んだ（清洲同盟）（『史料総覧』巻10）。同年4月西三河で今川氏との戦いが開始された。
永禄5年（1562年）には、元康と信長が会って会談し、同盟の確認をして関係を固めている。一方、今川氏真の要請を受けた将軍・足利義輝は松平・今川両氏の和睦を図り、義輝から北条氏康らに対しても和睦の仲介を指示しているが、和睦は実現しなかった。
永禄6年（1563年）7月6日、元康は、家康と名を改めた（「徳川幕府家譜」）。「元」の字は今川義元の偏諱を与えられたものであるため、この改名により、今川氏からの自立を明確にした。
「家」の字を選んだ理由は明確ではない。ほぼ同じ時期に今川義元に倣った花押の形を変更している。改名以前の花押が「元」の字を変形させたものである以上、花押の変更は当然のことであったとも言えるが、これも今川氏からの決別を示したことと言える。こうした動きが桜井・大草の両松平家をはじめとする親今川派を刺激して、翌年の一斉蜂起につながったとする見方がある。同年3月には、同盟の証として嫡男・竹千代（信康）と信長の娘・五徳との婚約が結ばれる。
永禄7年（1564年）、今川氏真が家康討伐の意向を示すと、酒井忠尚や吉良義昭ら三河国内の反家康勢力の国衆が挙兵し、続いて三河一向一揆が勃発するも、これを鎮圧。こうして岡崎周辺の不安要素を取り払うと、対今川氏の戦略を推し進めた。東三河の戸田氏や西郷氏といった土豪を抱き込みながら、軍勢を東へ進めて鵜殿氏のような敵対勢力を排除していった。遠江国で発生した国衆の反乱（遠州忩劇）の影響で三河国への対応に遅れる今川氏との間で宝飯郡を主戦場とした攻防戦を繰り広げた後、永禄9年（1566年）までには東三河・奥三河（三河国北部）を平定し、三河国を統一した。この際に家康は、西三河衆（旗頭:石川家成（後に石川数正））・東三河衆（旗頭:酒井忠次）・旗本の三備の制への軍制改正を行い、旗本には旗本先手役を新たに置いた。

### 「徳川」への改姓
永禄9年（1566年）12月29日、家康は、正親町天皇の勅許により、松平を改めて徳川を姓とした。また、従五位下三河守に叙任された。
この改姓を朝廷に願い出る際にはいくらかの工夫を要した。松平家は少なくとも清康の時代から新田氏支流世良田氏系統の清和源氏であると自称していたが、当初、正親町天皇が清和源氏の世良田氏が三河守に任官した先例がないことを理由にこの叙任を認めなかった。そこで家康は三河国出身で京誓願寺住持だった泰翁を介して近衛前久に相談した。
前久の対処により、吉田兼右が万里小路家で先例に当たる系譜文書「徳川（根元は得川）は源氏だがもう一つの流れに藤原氏になった例がある」を発見し写しが譲渡され申請に使用した。この得川の末だと藤原氏を名乗る特例ともいえる措置を得て、家康は従五位下三河守に叙任された（近衛家文書）。この先例とされたのは松平氏の祖とされる新田氏庶流の世良田三河守頼氏で、藤原氏となったのは嫡男有氏とその弟教氏で、松平清康の世良田改姓とつなげたとの説がある。この勅許に関連した改姓で当面は徳川姓を名乗るのは家康一人であり、松平氏一族や家臣団統制に役立った。この改姓に伴い家康は「本姓」を「藤原氏」としているが、後に源氏に復している（#源氏への「復姓」時期について）。

### 今川領遠江への侵攻
永禄10年（1567年）5月、長男の竹千代と信長の娘である徳姫を結婚させ、共に9歳の形式の夫婦とはいえ岡崎城で暮らさせる。竹千代は、7月に元服して信長より偏諱の「信」の字を与えられて信康と名乗る事になった。
永禄11年（1568年）、信長が室町幕府13代将軍・足利義輝の弟・義昭を奉じて上洛の途につくと、家康も信長への援軍として松平信一を派遣した。同年1月11日、家康は左京大夫に任命されている（『歴名土代』）。左京大夫は歴代管領の盟友的存在の有力守護大名に授けられた官職であり、これは義昭が信長を管領に任命する人事に連動した武家執奏であったとみられる。だが、信長は管領就任を辞退したことから、家康も依然として従来の「三河守」を用い続けた。
同年12月6日、甲斐国の武田信玄が今川領駿河への侵攻を開始すると（駿河侵攻）、家康は酒井忠次を取次役に遠江切り取りを条件として武田氏と同盟を結び、13日、遠江国の今川領へ侵攻して曳馬城を攻め落とし、軍を退かずに遠江国で越年する。
武田氏との今川領分割に関して、徳川氏では大井川を境に東の駿河国を武田領、西の遠江国を徳川領とする協定を結んでいたとされる（『三河物語』）。しかし永禄12年（1569年）1月8日、信濃国から武田家臣・秋山虎繁（信友）による遠江国への侵攻を受け、武田氏とは手切となった。
5月に駿府城から本拠を移した今川氏真の掛川城を攻囲。籠城戦の末に開城勧告を呼びかけて氏真を降し、遠江国を支配下に置く（遠江侵攻）。氏真と和睦すると家康は北条氏康の協力を得て武田軍を退けた。以来、東海地方における織田・徳川・武田の関係は、織田と他2者は同盟関係にあるが徳川と武田は敵対関係で推移する。
元亀元年（1570年）、岡崎城から遠江国の曳馬城に移ると、ここを浜松と改名し、浜松城を築いてこれを本城とした。なお、岡崎城は長男の信康に譲った。また信長を助け、金ヶ崎の戦いに殿としても戦ったほか、朝倉義景・浅井長政の連合軍との姉川の戦いでは活躍を見せた。

### 武田氏との戦い
家康は北条氏康・氏政父子と協調して武田領を攻撃していたが、武田信玄は氏康没後の元亀2年（1571年）末に北条氏政との甲相同盟を回復し駿河国を確保する。信長と反目した将軍・足利義昭が武田信玄、朝倉義景・浅井長政・石山本願寺ら反織田勢力を糾合して信長包囲網を企てた際、家康にも副将軍への就任を要請し協力を求めた。しかし家康はこれを黙殺し、信長との同盟関係を維持した。
元亀3年（1572年）10月には武田氏が徳川領である遠江国・三河国への侵攻（西上作戦）を開始した。これにより武田氏と織田氏は手切となった。家康は信長に援軍を要請するが、信長も包囲網への対応に苦慮しており、武田軍に美濃国岩村城を攻撃されたことから十分な援軍は送られず、徳川軍はほぼ単独という形で武田軍と戦うこととなる。

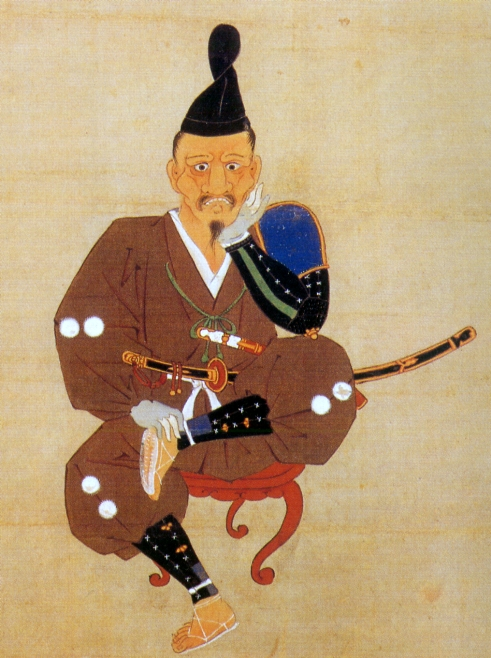
『徳川家康三方ヶ原戦役画像』（徳川美術館所蔵）。

徳川軍は遠江国に侵攻してきた武田軍本隊と戦うため、天竜川を渡って見附（磐田市）にまで進出。浜松の北方を固める要衝・二俣城を取られることを避けたい徳川軍が、武田軍の動向を探るために内藤信成・本多忠勝らを偵察隊として遣わせるも武田軍と遭遇し、一言坂で敗走する（一言坂の戦い）。遠江方面の武田軍本隊と同時に武田軍別働隊が侵攻する三河方面への防備を充分に固められないばかりか、この戦いを機に徳川軍の劣勢は確定してしまう。そして12月、二俣城は落城した（二俣城の戦い）。
ようやく信長から佐久間信盛、平手汎秀率いる援軍が送られてきたころ、別働隊と合流した武田軍本隊が浜松城へ近づきつつあった。対応を迫られる徳川軍であったが、武田軍は浜松城を悠然と素通りして三河国に侵攻するかのように転進した。これを聞いた家康は、佐久間信盛らが籠城を唱えるのに反して武田軍を追撃。しかしその結果、鳥居忠広・成瀬正義や、二俣城の戦いで開城の恥辱を雪ごうとした中根正照・青木貞治といった家臣をはじめ1,000人以上の死傷者を出し、平手汎秀といった織田軍からの援将が戦死するなど、徳川・織田連合軍は惨敗した。家康は夏目吉信に代表されるように、身代わりとなった家臣に助けられて命からがら浜松城に逃げ帰ったという。（三方ヶ原の戦い）武田勢に浜松城まで追撃されたが、帰城してから家康は「空城計」を用いることによって武田軍にそれ以上の追撃を断念させたとされているが、信憑性に疑問も呈されている。
その後家康は、三方原の失敗を戒めとするため、合戦直後の自身の姿を描かせ、それが徳川家康三方ケ原戦役画像であるとするのが通説とされてきた。ただし近年上記通説に対し疑問が呈されている（詳細は「徳川家康三方ケ原戦役画像」を参照）。
浜名湖畔の堀江城攻略を断念して一旦浜名湖北岸で越年した後、三河国への進軍を再開した武田軍によって三河国設楽郡の野田城を2月には落とされ、城主・菅沼定盈が拘束された。ところがその後、武田軍は信玄の発病によって長篠城まで退き、武田信玄の死去（享年51歳）により撤兵した。
武田軍の突然の撤退は、家康に信玄死去の疑念を抱かせた。その生死を確認するため家康は武田領である駿河国の岡部に侵攻・放火し、三河国では長篠城を攻めるなどしている。そして、これら一連の行動で武田軍の抵抗がほとんどなかったことから信玄の死を確信した家康は、武田氏に与していた奥三河の豪族で山家三方衆の一角である奥平貞能・貞昌親子を調略し、再属させた。奪回した長篠城には奥平軍を配し、武田軍の再侵攻に備えさせた。
武田氏の西上作戦の頓挫により信長は反織田勢力を撃滅し、家康も勢力を回復して長篠城から奥三河を奪還し、駿河国の武田領まで脅かした。これに対して信玄の後継者である武田勝頼も攻勢に出て、天正2年（1574年）には東美濃の明智城、遠江高天神城を攻略し、家康と武田氏は攻防を繰り返した。同年、家康は犬居城を攻めるが、城主天野景貫の奇襲により敗退する。同時期、武田に内通していたとして、家臣の大岡弥四郎らを捕え、鋸挽きで処刑した。この大岡弥四郎事件については、築山殿も参画しており武田氏への内通の中心人物だったとの説も唱えられている。
信長の家康への支援は後手に回ったが、天正3年（1575年）5月の長篠の戦いでは主力を持って武田氏と戦い、武田氏は宿老層の主要家臣を数多く失う大敗を喫し、駿河領国の動揺と外交方針の転換を余儀なくさせた。一方家康は戦勝に乗じて光明・犬居・二俣といった城を奪取攻略し、殊に諏訪原城を奪取したことで高天神城の大井川沿いの補給路を封じ、武田氏への優位を築いた。
なお、家康は長篠城主の奥平信昌（信昌の諱「信」は従来は信長の「信」をこの時に拝領したものとされていたが、近年は信玄に従属した時に一字拝領を受けた説もある）の戦功に対する褒美として、名刀・大般若長光を授けて賞した。そのうえ、翌年には長女・亀姫を正室として嫁がせている。だが、このころから、信長との関係が対等ではなくなり、信長を主君とする「一門に準ずる織田政権下の一大名」の立場になる。軍事行動でもこれ以前は将軍足利義昭の要請での軍事援助という形式だったが、以後は信長臣下としての参軍となる。
天正3年（1575年）、家康は唐人五官（五官は通称か）に浜松城下の屋敷と諸役免除を認める朱印状を発行しており、懸塚湊や上流の馬込川に中国商船が来航して浜松城下にて貿易を行っていたことが知られている。五官の名は『慶長見聞録』にも登場しており、五官の名を持つ唐人はその後家康に従って江戸に移住したとみられている。天正5年（1577年）2月以降、遅くても翌年4月までに花押を改めている。家康は元服以来、永禄6年の家康改名に伴う全面的な変更（前述）を含めて度々花押の変更を行ってきたが、この時変更された花押が最晩年まで用いられることになる。
天正6年（1578年）、越後上杉氏で急死した上杉謙信の後継者を争う御館の乱が発生し、武田勝頼は北信濃に出兵し乱に介入する。謙信の養子である上杉景勝（謙信の甥）が勝頼と結んで乱を制し、同じく養子の上杉景虎（謙信の姪婿で後北条氏出身）を敗死させたことで武田・北条間の甲相同盟は破綻した。翌天正7年（1579年）9月に北条氏は家康と同盟を結ぶ。この間に家康は横須賀城などを築き、多数の付城によって高天神城への締め付けを強化した。
また同じころ、信長から正室・築山殿と嫡男・松平信康に対して武田氏への内通疑惑がかけられたとされる。家康は酒井忠次を使者として信長と談判させたが、信長からの詰問を忠次は概ね認めたために信康の切腹が通達され、家康は熟慮の末、信長との同盟関係維持を優先し、築山殿を殺害し、信康を切腹させたという。だが、この通説には疑問点も多く、より信頼性の高い史料では信長は「信康を殺せ」とは言っておらず「家康の思い通りにせよ」と言っており、近年では築山殿の殺害と信康の切腹は家康・信康父子の対立が原因とする説や、築山殿や信康は実際に武田氏に内通して家康への謀反を企んだとする説も出されている。なお家康本人は堀秀政宛に「今度左衛門尉(酒井忠次)をもって申し上げ候処、種々御懇ろ之儀、其の段お取りなし故に候。忝き意存に候。よって三郎不覚悟に付いて、去る四日岡崎を追い出し申し候。猶其の趣小栗大六・成瀬藤八(国次)申し入るべきに候。恐々謹言」としている（松平信康#信康自刃事件についての項を参照）。嫡男・義信を死なせた宿敵にしてお手本たる信玄と同様の悲劇であった。
岩村城の戦い以降に織田氏と武田氏は大規模な抗争をしておらず、後北条氏との対立をも抱えることにもなった勝頼は人質にしていた信長の五男・勝長を返還するなど織田氏との和睦（甲江和与）を模索している。しかし、信長はこれを黙殺し、天正9年（1581年）、降伏・開城を封じた上での総攻撃によって家康は高天神城を奪回する（高天神城の戦い）。高天神城落城、しかも後詰を送らず見殺しにしたことは武田氏の威信を致命的に失墜させ、国人衆は大きく動揺した。木曾義昌の調略成功をきっかけに、天正10年（1582年）2月に信長は家康と共同で武田領へ本格的侵攻を開始した。織田軍の信濃方面からの侵攻に呼応して徳川軍も駿河方面から侵攻し、甲斐南部の河内領・駿河江尻領主の穴山信君（梅雪）を調略によって離反させるなどして駿河領を確保した。勝頼一行は同年3月に天目山で自害して武田氏は滅亡した。最後まで抵抗した武田方の蘆田信蕃（依田信蕃）が守る田中城は成瀬正一らの説得により大久保忠世に引き渡された。
家康は3月10日に信君とともに甲府へ着陣しており、信長は甲斐の仕置を行うと中道往還を通過して帰還している（甲州征伐）。
家康はこの戦功により駿河国（庵原郡江尻は穴山信君領）を与えられ、駿府において信長を接待している。家康はこの接待のために莫大な私財を投じて街道を整備し宿館を造営した。信長はこの接待をことのほか喜んだ。
また遅くともこのころには、三河一向一揆の折に出奔した本多正信が、徳川家に正式に帰参している（正式な帰参時期は不明で、姉川の戦いのころに既に帰参していたとも）。

### 本能寺の変と天正壬午の乱
天正10年（1582年）5月21日、駿河拝領の礼のため、信長の招きに応じて降伏した穴山信君とともに居城・安土城を訪れ、大接待を受けた。この際、秀吉より援軍要請があった信長は自ら出陣することを決めたが、家康もこれに従い帰国後に軍勢を整えて西国へ出陣する予定だった。
6月2日、堺を遊覧中に京で本能寺の変が起こった。このときの家康の供は小姓衆など少人数であったため極めて危険な状態となり、一時は狼狽して信長の後を追おうとするほどであった。しかし本多忠勝に説得されて翻意し、服部半蔵の進言を受け、伊賀国の険しい山道を越え加太越を経て伊勢国から海路で三河国に辛うじて戻った（神君伊賀越え）。帰国後、家康は直ちに兵を率いて上洛しようとしたが、鳴海で秀吉が光秀を討った報を受けて引き返した。穴山信君が帰国途中で戦死したため、駿河国江尻を併呑した。
一方、織田氏の領国となっていた旧武田領の甲斐国と信濃国では大量の一揆が起こった。さらに、越後国の上杉氏、相模国の北条氏も旧武田領への侵攻の気配を見せた。旧武田領国のうち上野一国と信濃小県郡・佐久郡の支配を担っていた滝川一益は、旧武田領を治めてまだ3か月ほどしか経っておらず、軍の編成が済んでいなかったことや、武田遺臣による一揆が相次いで勃発したため、滝川配下であった信濃国の森長可と毛利秀頼は領地を捨て畿内へ敗走した。また、甲斐一国と信濃諏訪郡支配を担った河尻秀隆は一揆勢に敗れ戦死するなど緊迫した状況にあった。追い打ちをかけるように、織田氏と同盟関係を築いていた北条氏が一方的に同盟を破り、北条氏直率いる6万の軍が武蔵・上野国境に襲来した。滝川一益は北条氏直を迎撃、緒戦に勝利するも敗北、尾張国まで敗走した。このため、甲斐・信濃・上野は領主のいない空白地帯となり、家康は武田氏の遺臣・岡部正綱や依田信蕃、甲斐国の辺境武士団である武川衆らを先鋒とし、自らも8,000人の軍勢を率いて甲斐国に攻め入った（天正壬午の乱）。
一方、甲斐・信濃・上野が空白地帯となったのを見た北条氏直も、叔父・北条氏規や北条氏照ら5万5,000人の軍勢を率いて碓氷峠を越えて信濃国に侵攻した。北条軍は上杉軍と川中島で対峙した後に和睦し、南へ進軍した。家康は甲府の尊躰寺・一条信龍屋敷に本陣を置いていたが、新府城（韮崎市中田町中條）に本陣を移すと七里岩台上の城砦群に布陣し、若神子城（北杜市須玉町若神子）に本陣を置く北条勢と対峙した。
ここに徳川軍と北条軍の全面対決の様相を呈したが、依田信蕃の調略を受けて滝川配下から北条に転身していた真田昌幸が徳川軍に再度寝返り、その執拗なゲリラ戦法の前に戦意を喪失した北条軍は、板部岡江雪斎を使者として家康に和睦を求めた。和睦の条件は、上野国を北条氏が、甲斐国・信濃国を徳川氏がそれぞれ領有し、家康の次女・督姫が氏直に嫁ぐというものであった。こうして、家康は北条氏と縁戚・同盟関係を結び、同時に甲斐・信濃（北信濃四郡は上杉領）・駿河・遠江・三河（碧海郡（矢作川以西）を除く）の5か国を領有する大大名へとのし上がった。

### 小牧・長久手の戦い

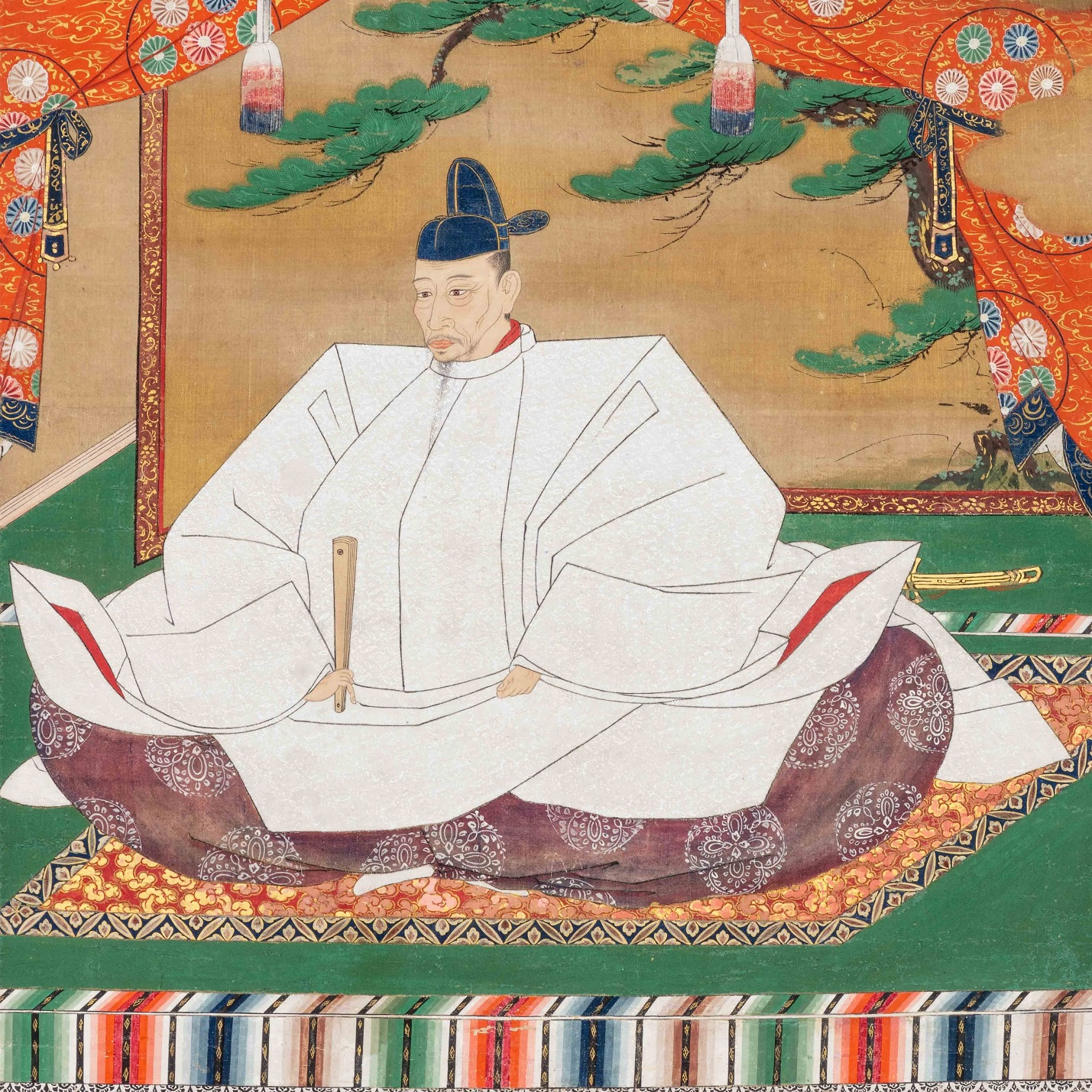
豊臣秀吉

信長死後の織田政権においては織田家臣の羽柴秀吉が台頭し、秀吉は信長次男・織田信雄と手を結び、天正11年（1583年）には織田家筆頭家老であった柴田勝家を賤ヶ岳の戦いで破り、勝家と手を結んだ信長三男・織田信孝を自害させることで、さらに影響力を強めた。家康は賤ヶ岳の戦いで勝った秀吉に、戦勝祝いとして松平親宅が入手した茶器の初花を贈った。また本能寺の変で光秀に加担した疑いで京都から逃れてきた元関白の近衛前久を家康は保護していたが、秀吉と交渉して近衛を無事帰洛させることができた。
しかし天正壬午の乱において家康と北条氏の間を仲裁した織田信雄が、賤ヶ岳の戦い後の織田政権においては信長嫡孫・三法師（織田秀信）を推戴する秀吉と対立するようになると、信雄は家康に接近して秀吉に対抗することとなった（『岩田氏覚書』）。
天正12年（1584年）3月、信雄が秀吉方に通じたとする家老を粛清した事件を契機に合戦が起こり、家康は3月13日に尾張国へ出兵し信雄と合流する。当初、両勢は北伊勢方面に出兵していたが、17日には徳川家臣・酒井忠次が秀吉方の森長可を撃破し（羽黒の戦い）、家康は28日に尾張国小牧（小牧山）に着陣した。
秀吉率いる羽柴軍本隊は、尾張犬山城を陥落させると楽田に布陣し、4月初めには森長可・池田恒興らが三河国に出兵した。4月9日には長久手において両軍は激突し、徳川軍は森・池田勢を撃退した（小牧・長久手の戦い）。「家康公の天下を取るは大坂にあらずして関ケ原にあり。関ケ原にあらずして小牧にあり」といわれた。
小牧・長久手の戦いは羽柴・徳川両軍の全面衝突のないまま推移し、一方で家康は北条氏や土佐国の長宗我部氏ら遠方の諸大名を迎合し、秀吉もこれに対して越後国の上杉氏や安芸国の毛利氏、常陸国の佐竹氏ら徳川氏と対抗する諸勢力に呼びかけ、外交戦の様相を呈していった。秀吉と家康・信雄の双方は同年9月に和睦し、講和条件として、家康の次男・於義丸（結城秀康）を秀吉の養子（徳川家・本願寺の認識、秀吉側の認識は人質）とした。
戦後の和議は秀吉優位であったとされる。越中国の佐々成政が自ら、厳冬の飛騨山脈を越えて浜松の家康を訪ね、秀吉との戦いの継続を訴えたが、家康は承諾しなかった。天正13年（1585年）に入ると、紀伊国の雑賀衆や土佐国の長宗我部元親、越中国の佐々成政ら、小牧・長久手の戦いにおいて家康が迎合した諸勢力は秀吉に服属している。さらに秀吉は7月11日に関白に補任され、豊臣政権を確立する。
これに対して家康は、東国において武田遺領の甲斐・信濃を含めた5か国を領有し相模国の北条氏とも同盟関係を築いていたが、北条氏との同盟条件である上野国沼田（群馬県沼田市）の割譲に対して、沼田を領有していた信濃国上田城主・真田昌幸が上杉氏・秀吉方に帰属して抵抗した。家康は大久保忠世・鳥居元忠・平岩親吉らの軍勢を派兵して上田を攻めるが、昌幸の抵抗や上杉氏の増援などにより撤兵している（第一次上田合戦）。
勢力圏拡大の一方で、徳川氏の領国では天正11年（1583年）から12年（1584年）にかけて地震や大雨に見舞われ、特に天正11年5月から7月にかけて関東地方から東海地方一円にかけて大規模な大雨が相次ぎ、徳川氏の領国も「50年来の大水」に見舞われた。その状況下で北条氏や豊臣政権との戦いをせざるを得なかった徳川氏の領国の打撃は深刻で、三河国田原にある龍門寺の歴代住持が記したとされる『龍門寺拠実記』には、天正12年に小牧・長久手の戦いで多くの人々が動員された結果、田畑の荒廃と飢饉を招いて残された老少が自ら命を絶ったと記している。徳川氏領国の荒廃は豊臣政権との戦いの継続を困難にし、国内の立て直しを迫られることになる。
家康の豊臣政権への臣従までの経緯は『家忠日記』に記されているが、こうした情勢の中、同年9月に秀吉は家康に対してさらなる人質の差し出しを求め、徳川家中は酒井忠次・本多忠勝ら豊臣政権に対する強硬派と石川数正ら融和派に分裂し、さらに秀吉方との和睦の風聞は北条氏との関係に緊張を生じさせていたという。同年11月13日には石川康輝（数正より改名）が出奔して秀吉に帰属する事件が発生する。この事件で徳川軍の機密が筒抜けになったことから、軍制を刷新し武田軍を見習ったものに改革したという（『駿河土産』）。

### 豊臣秀吉の義弟
天正14年（1586年）に入ると秀吉は織田信雄を通じて家康の懐柔を試み（『当代記』）、4月23日には臣従要求を拒み続ける家康に対して秀吉は実妹・朝日姫（南明院）を正室として差し出し、5月14日に家康はこれを室として迎え、秀吉と家康は義兄弟となる。さらに10月18日には秀吉が生母・大政所を朝日姫の見舞いとして岡崎に送ると、24日に家康は浜松を出立し上洛している。ただし、天正14年正月に織田信雄が岡崎城に訪問した際に家康は秀吉に臣従する内意を表明し（『貝塚御座所日記』）、2月には秀吉から一柳直末に対して家康を赦免することにしたので家康討伐命令が中止になったことを伝える朱印状が送付されている（『一柳家文書』）。このため、朝日姫との婚姻は家康の臣従を受けた対応とも考えられる。なお、家康の臣従から上洛までの間隔が開いた背景として、家康から秀吉に離反した信濃国の国衆3名（木曽義昌・小笠原貞慶・真田昌幸）の取り扱いを巡る調整を必要としたことも考えられる。実際に7月に家康に従わない真田昌幸討伐の動きがあり、翌8月に上杉景勝の嘆願で家康が昌幸を赦免して昌幸が家康の与力大名となることが確定している。柴裕之は大政所の岡崎訪問は家康の上洛中に秀吉方に危害を加えられることを恐れる家康や徳川家中に対する配慮であったとしている。また、同年9月11日に家康が本拠地を浜松城から駿府城に移す意向を表明しているのも、秀吉が臣従と引き換えに5か国安堵を認めたことをきっかけにしているとしている。
家康は10月26日に大坂に到着、豊臣秀長邸に宿泊した。その夜には秀吉本人が家康に秘かに会いにきて、改めて臣従を求めた。こうして家康は完全に秀吉に屈することとなり、10月27日、大坂城において秀吉に謁見し、諸大名の前で豊臣氏に臣従することを表明した。この謁見の際に家康は、秀吉が着用していた陣羽織を所望し、今後秀吉が陣羽織を着て合戦の指揮を執るようなことはさせない、という意思を示し諸侯の前で忠誠を誓った（徳川実紀）。

### 豊臣家臣時代・関東への移封
天正14年（1586年）11月1日、京へ上り、11月5日に正三位に叙される。このとき、多くの家康家臣も叙任された。11月11日には三河国に帰還し、11月12日には大政所を秀吉の元へ送り返している。12月4日、本城を17年間過ごした浜松城から隣国・駿河国の駿府城へ移した。5か国支配の安定と今後の「関東総無事」のための拠点として駿府は重要な場所であった。
これは、出奔した石川康輝が浜松城の軍事機密を知り尽くしていたため、それに備えたとする説がある。
天正15年（1587年）8月、再び上洛し、秀吉の推挙により、朝廷から8月8日に従二位・権大納言に叙任され、所領から駿河大納言と呼ばれた。この際、秀吉から羽柴の名字を下賜され大和大納言豊臣秀長に並んだ。
同年12月3日に豊臣政権より関東・奥両国惣無事令が出され、家康に関東・奥両国（陸奥国・出羽国）の監視が託された。12月28日、秀吉の推挙により、朝廷から左近衛大将および左馬寮御監に任ぜられる。このことにより、このころの家康は駿府左大将と呼ばれた。
家康は北条氏と縁戚関係にある経緯から、北条氏政・氏直父子宛ての5月21日付起請文で、以下の内容で北条氏に秀吉への恭順を促した。
1. 家康が北条親子のことを讒言せず、北条氏の分国（領国）を一切望まない
2. 今月中に兄弟衆を京都に派遣する
3. 豊臣家への出仕を拒否する場合、娘（氏直に嫁いだ督姫）を離別させる

家康の仲介は、氏政の弟であり家康の旧友でもある北条氏規を上洛させるなど、ある程度の成果を挙げたが、北条氏直は秀吉に臣従することに応じなかった。天正18年（1590年）1月、家康は嫡男とみなされていた三男の長丸（後の秀忠）を上洛させて事実上の人質とさせることで改めて秀吉への臣従の意思を明確にして北条氏と事実上断交し、これを受けた秀吉は北条氏討伐を開始。家康も豊臣軍の先鋒を務めると共に自分の城を提供し、4月には吉川広家が豊臣家の城番として岡崎城に入城している（小田原征伐）。
なお、これに先立って天正17年（1589年）7月から翌年にかけて「五ヶ国総検地」と称せられる大規模な検地を断行する。これは想定される北条氏討伐に対する準備であると同時に、領内の徹底した実情把握を目指したものである。この直後に秀吉によって関東へ領地を移封されてしまい、成果を生かすことはできなかったが、ここで得た知識と経験は新領地の関東統治に生かされた。
天正18年（1590年）7月5日の北条氏降伏後、秀吉の命令で、駿河国・遠江国・三河国・甲斐国・信濃国（上杉領の川中島を除く）の5か国を召し上げられ、北条氏の旧領である武蔵国・伊豆国・相模国・上野国・上総国・下総国・下野国の一部・常陸国の一部の関八州に移封された。石高は約240万石で、さらに上洛の際の費用（在京賄領）として、近江国・伊勢国・遠江国・駿河国のうちで約11万石が与えられた。家康の関東移封の噂は戦前からあり、家康も北条氏との交渉で、自分には北条領への野心はないことを弁明していたが、結局北条氏の旧領国に移されることになった。
秀吉は関東・奥羽の惣無事という目的を達成するために家康に関東の安定と奥羽の抑えを期待したと考えられている。一方、家康は豊臣政権から政治的・軍事的保護を得ている以上、移封を拒絶することは出来なかった。ただし、関東移封に関しては流動的な側面があり、その後も奥羽情勢の悪化に伴って陸奥国への再移封の噂が徳川家中に流れている（『家忠日記』天正20年2月6日条）。
この移封によって三遠駿と甲信（上杉の北信を除く）119万石（徳川家内の「五ヶ国総検地」では実高150万石とも）から関東250万石（家康240万石および結城秀康10万石の合計）への類を見ない大幅な加増を受けたことになるが、徳川氏に縁の深い三河国を失い、さらに当時の関東には北条氏の残党などによって不穏な動きがあり、しかも北条氏は四公六民という当時としては極めて低い税率を採用しており、これをむやみに上げるわけにもいかず、石高ほどには実収入を見込めない状況であった。こういった事情から、この移封は秀吉の家康に対する優遇策か冷遇策かという議論が古くからある。阿部能久は、鎌倉幕府の成立以来西国政権が東国を一元支配した例は無く、古河公方の断絶とともに機能停止していた室町幕府の鎌倉府と同様の役割を東国に通じた家康によって担わせようとしたと考察している。この命令に従って関東に移り、北条氏が本城とした相模小田原城ではなく、武蔵江戸城を居城とした。なお、小田原合戦中に秀吉が自らの「御座所」を江戸に設ける構想を示しており（「富岡文書」）、江戸城を家康の本拠地としたのも秀吉の積極的な意向が関与していた。

天正18年（1590年）8月1日、家康は江戸へ入城した（江戸御打入）。この日は正式に入城した日であり、これ以前にも、視察のため江戸に入っている。
家康は、関東の統治に際して、有力な家臣を重要な支城に配置するとともに、100万石余といわれる直轄地には大久保長安・伊奈忠次・長谷川長綱・彦坂元正・向井正綱・成瀬正一・日下部定好ら有能な家臣を代官などに抜擢することによって難なく統治し、関東はこれ以降現在に至るまで大きく発展を遂げることとなる。ちなみに、関東における四公六民という北条氏の定めた低税率は、徳川吉宗の享保の改革で引き上げられるまで継承された。
家康によって配された有力家臣たちは以下の通りである。
| 国名   | 領地名             | 石高     | 家臣名     | 備考                                |
| ------ | ------------------ | -------- | ---------- | ----------------------------------- |
| 上野国 | 箕輪（後に高崎）   | 12万石   | 井伊直政   |                                     |
| 上野国 | 館林               | 10万石   | 榊原康政   |                                     |
| 上野国 | 厩橋               | 3.3万石  | 平岩親吉   |                                     |
| 上野国 | 白井               | 3.3万石  | 本多康重   | ただし、1.3万石は父広孝分とされる。 |
| 上野国 | 宮崎（小幡）       | 3万石    | 奥平信昌   |                                     |
| 上野国 | 藤岡               | 3万石    | 依田康勝   |                                     |
| 上野国 | 大胡               | 2万石    | 牧野康成   |                                     |
| 上野国 | 吉井               | 2万石    | 菅沼定利   |                                     |
| 上野国 | 総社               | 1.2万石  | 諏訪頼水   | 頼忠説もある。                      |
| 上野国 | 那波               | 1万石    | 松平家乗   |                                     |
| 下野国 | 皆川               | 1万石    | 皆川広照   |                                     |
| 下総国 | 結城兼常陸国内土浦 | 10.1万石 | 結城秀康   |                                     |
| 下総国 | 矢作               | 4万石    | 鳥居元忠   |                                     |
| 下総国 | 臼井               | 3万石    | 酒井家次   |                                     |
| 下総国 | 古河               | 3万石    | 小笠原秀政 |                                     |
| 下総国 | 関宿               | 2万石    | 松平康元   |                                     |
| 下総国 | 山崎               | 1.2万石  | 岡部長盛   | 康綱説もある。                      |
| 下総国 | 蘆戸（阿知戸）     | 1万石    | 木曾義昌   |                                     |
| 下総国 | 守谷               | 1万石    | 菅沼定政   |                                     |
| 下総国 | 多古               | 1万石    | 保科正光   |                                     |
| 下総国 | 佐倉               | 1万石    | 三浦義次   | 久能宗能説もある。                  |
| 下総国 | 岩富               | 1万石    | 北条氏勝   |                                     |
| 武蔵国 | 岩付（岩槻）       | 2万石    | 高力清長   |                                     |
| 武蔵国 | 騎西（寄西）       | 2万石    | 松平康重   |                                     |
| 武蔵国 | 河越               | 1万石    | 酒井重忠   |                                     |
| 武蔵国 | 小室               | 1万石    | 伊奈忠次   |                                     |
| 武蔵国 | 松山               | 1万石    | 松平家広   |                                     |
| 武蔵国 | 忍                 | 1万石    | 松平家忠   |                                     |
| 武蔵国 | 羽生               | 1万石    | 大久保忠隣 | 2万石とも。                         |
| 武蔵国 | 深谷               | 1万石    | 松平康忠   |                                     |
| 武蔵国 | 東方               | 1万石    | 戸田康長   |                                     |
| 武蔵国 | 本庄               | 1万石    | 小笠原信嶺 |                                     |
| 武蔵国 | 阿保               | 1万石    | 菅沼定盈   |                                     |
| 武蔵国 | 八幡山             | 1万石    | 松平清宗   |                                     |
| 上総国 | 大多喜             | 10万石   | 本多忠勝   | 当初は万喜とも。                    |
| 上総国 | 久留里             | 3万石    | 大須賀忠政 |                                     |
| 上総国 | 佐貫               | 2万石    | 内藤家長   |                                     |
| 上総国 | 鳴戸（成東）       | 2万石    | 石川康通   |                                     |
| 相模国 | 小田原             | 4.5万石  | 大久保忠世 |                                     |
| 相模国 | 甘縄               | 1万石    | 本多正信   |                                     |
| 伊豆国 | 韮山               | 1万石    | 内藤信成   |                                     |

なお、小田原攻め直前の天正18年1月14日、前年より京都の聚楽第で病に臥せっていた朝日姫が病死した。朝日姫の死で徳川家との婚姻関係が亡くなることを憂慮した秀吉は同月に自分の養女である小姫（実父は織田信雄）を長丸（秀忠）と婚姻させている（一説には婚約とも）。しかし、小姫も天正19年（1591年）7月に早世している。後に豊臣秀勝と死別した別の養女達子（実父は浅井長政）を秀忠に嫁がせたのも、秀吉が家康および徳川家を親族として引き留めたいという考えがあったと推測される。
天正19年（1591年）6月20日、秀吉は奥州での一揆鎮圧のため号令をかけて豊臣秀次を総大将とした奥州再仕置軍を編成した。家康も秀次の軍に加わり、葛西大崎一揆、和賀・稗貫一揆、仙北一揆、藤島一揆、九戸政実の乱などの鎮圧に貢献した。
文禄元年（1592年）から秀次に関白を譲り太閤となった秀吉の命令により朝鮮出兵が開始されるが、家康は渡海することなく名護屋城に在陣しただけであった。『家忠日記』にはこの時に伊達政宗・南部信直・上杉景勝・佐竹義宣が家康の指揮下にあったと記してある。このころの家康は武蔵大納言とよばれた。
文禄4年（1595年）7月に「秀次事件」が起きた。豊臣政権を揺るがすこの大事件を受けて、秀吉は諸大名に上洛を命じ、事態の鎮静化を図った。家康も秀吉の命令で上洛した。これ以降、開発途上の居城・江戸城よりも伏見城に滞在する期間が長くなっている。豊臣政権における家康の立場が高まっていたのは明らかだが、家康自身も政権の中枢に身を置くことにより中央政権の政治制度を直接学ぶことになった。

### 徳川内府
慶長元年（1596年）5月8日、秀吉の推挙により内大臣に任ぜられる。これ以後は江戸の内府と呼ばれる。
慶長2年（1597年）、再び朝鮮出兵が開始された。日本軍は前回の反省を踏まえ、初期の攻勢以降は前進せず、朝鮮半島の沿岸部で地盤固めに注力した。このときも家康は渡海しなかった。
慶長3年（1598年）、秀吉は病に倒れると、自身没後の豊臣政権を磐石にするため、後継者である豊臣秀頼を補佐するための五大老・五奉行の制度を7月に定め、五大老の一人に家康を任命した。8月に秀吉が死ぬと五大老・五奉行は朝鮮からの撤退を決め、日本軍は撤退した。結果的に家康は兵力・財力などの消耗を免れ、自国を固めることができた。しかし渡海を免除されたのは家康だけではなく、一部の例外を除くと東国の大名は名護屋残留であった。

### 秀吉死後
豊臣秀吉の死後、内大臣の家康が朝廷の官位で最高位になり、また秀吉から「秀頼が成人するまで政事を家康に託す」という遺言を受けていたため五大老筆頭と目されるようになる。また生前の秀吉により文禄4年（1595年）8月に禁止と定められた、合議による合意を得ない大名家同士の婚姻を行う。婚約した娘は、全て家康の養女とし、その内容は次の通りである。
- 伊達政宗の長女・五郎八姫と家康の六男・松平忠輝。
- 松平康元（家康の甥）の娘と福島正之（福島正則の養子）。
- 蜂須賀至鎮（蜂須賀家政の世子）と小笠原秀政の娘（家康の外曽孫で養女）。
- 水野忠重（家康の叔父）の娘と加藤清正。
- 保科正直の娘・栄姫（家康の姪で養女）と黒田長政（黒田孝高の嫡男）。

このころより家康は、細川忠興や島津義弘、増田長盛らの屋敷にも頻繁に訪問するようになった。こうした政権運営をめぐって、大老・前田利家や五奉行の石田三成らより「専横」との反感を買い、慶長4年（1599年）1月19日、家康に対して三中老の堀尾吉晴らが問罪使として派遣されたが、吉晴らを恫喝して追い返した。29日に徳川の軍勢が伏見に到着した（『義演准后日記』）があくまでも詰番交替の域を出ない人数でしかなく、家康以外の大老・奉行全員が利家・三成を支持している以上は家康が彼らと戦うには不利な状況であった。利家らと家康は2月2日には誓書を交わし、利家が家康を、家康が利家を相互に訪問、さらに家康は後述する伏見城治部少丸の直下にある自身の屋敷から、対岸の向島城へ移ることでこの一件は和解となった。
3月3日の利家病死直後、福島正則や加藤清正ら7将が、大坂屋敷の石田三成を殺害目的で襲撃する事件が起きた（石田三成襲撃事件）。三成は佐竹義宣の協力で大坂を脱出して伏見城内治部少丸にある自身の屋敷に逃れたが、家康の仲裁により三成は奉行の退任を承諾して佐和山城に蟄居することになり、退去の際には護衛役として家康の次男・結城秀康があたった。結果として三成を失脚させ、最も中立的と見られている北政所の仲裁を受けたことにより、結論の客観性（正当性）が得られ、家康の評価も相対的に高まったと評価され、同時に三成を生存させることによって豊臣家家臣同士の対立が継続することになる。もっとも、家康と三成は対立一辺倒ではなく協調を模索する時期もあり、家康は中立的な立場からの解決を図り双方の均衡を保とうとしたが、それが却って政争を悪化させたとする見方もある。閏3月13日、家康は伏見城西ノ丸に入城。多聞院日記には天下殿になり目出度いと評し、また近衛信尹の日記には諸人が喜んだとある。なお、後日作成された「内府ちかひの条々」にはこの時に御留守居を追い出したことを糾弾されているが、御留守居とは秀吉の遺言によって交替で城の管理実務を任されていた三成ら五奉行を指し、襲撃事件を機に家康が五奉行から伏見城の管理権限を取り上げて直接管理を図ったとみられている。
9月7日、「増田・長束両奉行の要請」として大坂に入り、三成の大坂屋敷を宿所とした。9月9日に登城して豊臣秀頼に対し、重陽の節句における祝意を述べた。9月12日には三成の兄・石田正澄の大坂屋敷に移り、9月28日には大坂城・西の丸に移り、大坂で政務を執ることとなる。
9月13日付毛利秀元宛輝元書状には、家康が大坂入りした理由として次の3つを挙げている。
1. 秀忠が江戸へ下向したため正室お江と離れるので、彼女以外の女性が秀忠の子を生む可能性があり両者の仲が悪くなるのを避けるため、お江も下向させようとしたが淀殿周辺から反対されたこと。
2. 後陽成天皇が譲位の意向を示したが、秀吉の遺言とは異なる子を指名したため、家康が譲位の断念を申し入れざる得なかったこと。
3. 秀吉遺言で東国の大名は大坂、西国の大名は伏見にいることが求められたが、宇喜多秀家は大坂に留まったため家康の抗議で伏見に移ることを承諾したが、同様の者がまだ複数いること。

9月9日に登城した際、前田利長・浅野長政・大野治長・土方雄久の4名が家康の暗殺を企んだと増田・長束両奉行より密告があったとして、10月2日に長政を隠居の上、徳川領の武蔵府中で蟄居させ、治長は下総国の結城秀康のもとに、雄久は常陸国水戸の佐竹義宣のもとへ追放とした。さらに利長に対しては加賀征伐を企図するが、利長が生母・芳春院を江戸に人質として差し出し、出兵は取りやめとなる。これを機に前田氏は完全に家康の支配下に組み込まれたと見なされることになる。
またこのころ、秀頼の名のもと諸大名への加増を行っている。
- 対馬国の宗義智に1万石を加増。その家臣の柳川智永を従五位下豊前守に叙任（豊臣姓）[107][108]。
- 遠江国・浜松12万石の堀尾吉晴に越前国・府中5万石を加増。
- 美濃国・金山7万石の森忠政を信濃国・川中島13万7,000石に加増移封。
- 丹後国・宮津の細川忠興に豊後国・杵築6万石を加増。
- 薩摩国・大隅の島津義久に5万石を加増。

慶長5年（1600年）3月、豊後国に南蛮船（オランダ船）のリーフデ号が漂着した。家康はリーフデ号を大阪へ移し、航海長のウィリアム・アダムス（後の三浦安針）や船員のヤン・ヨーステンは家康に厚遇され、外交上の諮問にこたえるようになる。特にウィリアム・アダムスは航海や水先案内の技術だけでなく、数学と天文学も得意としていたことから家康にヨーロッパの科学知識や技術を伝えたり、西洋船を作ったりして、家康から寵愛された。

### 関ヶ原の戦い

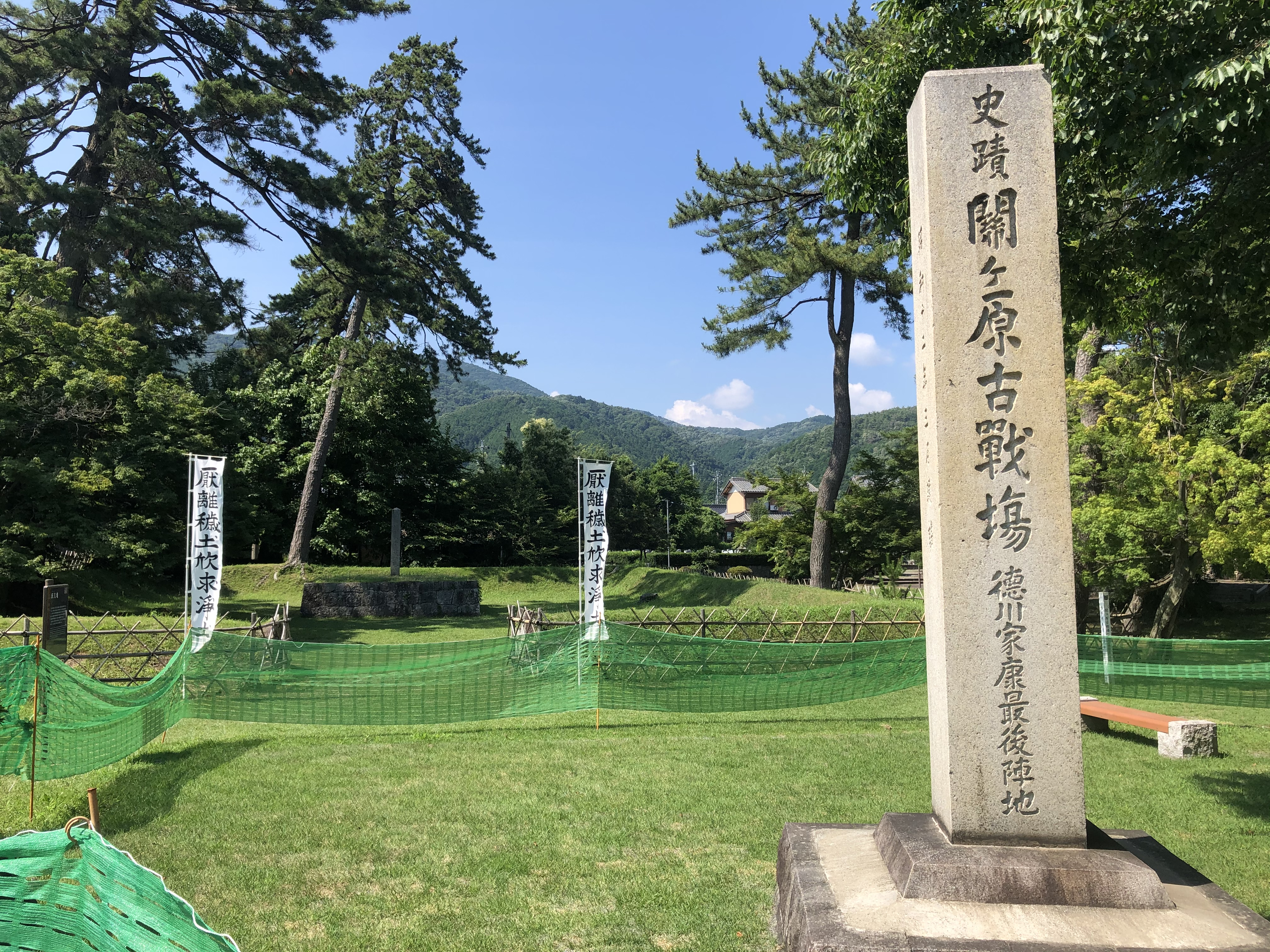
関ヶ原古戦場。家康の馬印に用いられたとされる「厭離穢土欣求浄土」の旗が跡地に掲げてある。

慶長5年（1600年）3月、越後国の堀秀治から会津の上杉景勝の重臣・直江兼続に越後にあった年貢の下半期分まで持ち出された訴えを、出羽国の最上義光らからは会津の軍備を増強する不穏な動きがあるという知らせを受けた。さらに上杉氏の家臣で津川城城代を務め家康とも懇意にあった避戦派の藤田信吉、栗田国時の二人が、会津から江戸の徳川秀忠の元へ上杉の行動に関する釈明をしようとする途中で、兼続の仕向けた使者達に襲撃され、国時が殺害される事件まで起きた。
これに対して家康は、伊奈昭綱を正使として景勝の元へ問罪使を派遣した。ところが、既に徳川との一戦を固めていた兼続が、『直江状』（真贋諸説有り。詳細は直江状#真贋論争参照。）と呼ばれる挑発的な文書を記した書簡を返書として送ったことから家康は激怒。景勝に叛意があることは明確であるとして会津征伐を宣言した。これに際して後陽成天皇から出馬慰労として晒布が下賜され、豊臣秀頼からは黄金2万両・兵糧米2万石を下賜された。これにより、朝廷と豊臣氏から家康の上杉氏征伐は「豊臣氏の忠臣である家康が謀反人の景勝を討つ」という大義名分を得た形となった。
6月16日、家康は大坂城・京橋口から軍勢を率いて上杉氏征伐に出征し、同日の夕刻には伏見城に入った。ところが、6月23日に浜松、6月24日に島田、6月25日に駿府、6月26日に三島、6月27日に小田原、6月28日に藤沢、6月29日に鎌倉、7月1日に金沢、7月2日に江戸という、遅々たる進軍を行っている。
この出兵には、家康に反感をもつ石田三成らの挙兵を待っていたとの見方もある。実際、7月に三成は大谷吉継とともに挙兵すると、家康によって占拠されていた大坂城・西の丸を奪い返し、増田長盛、長束正家ら奉行衆を説得するとともに、五大老の一人・毛利輝元を総大将として擁立し、『内府ちかひ（違い）の条々』という13か条におよぶ家康の弾劾状を諸大名に対して公布した。三成が挙兵すると、家康古参の重臣・鳥居元忠が守る伏見城が4万の軍勢で攻められ、元忠は戦死し伏見城は落城した（伏見城の戦い）。
さらに三成らは伊勢国、美濃国方面に侵攻した。家康は下野国小山の陣において、伏見城の元忠が発した使者の報告により、三成の挙兵を知った。家康は重臣たちと協議した後、上杉氏征伐に従軍していた諸大名の大半を集め、「秀頼公に害を成す君側の奸臣・三成を討つため」として、上方に反転すると告げた。これに対し、福島正則ら三成に反感をもつ武断派の大名らは家康に味方し、こうして家康を総大将とした東軍が結成されていった（小山評定）。
東軍は、家康の徳川直属軍と福島正則らの軍勢、合わせて10万人ほどで編成されていた。そのうち一隊は、徳川秀忠を大将とし榊原康政、大久保忠隣、本多正信らを付けて宇都宮城から中山道を進軍させ、結城秀康には上杉景勝、佐竹義宣に対する抑えとして関東の防衛を託し、家康は残りの軍勢を率いて東海道から上方に向かった。それでも家康は動向が不明な佐竹義宣に対する危険から江戸城に1か月ほど留まり、7月24日から9月14日までの間に、関ヶ原合戦に関する内容の文書だけでも外様の諸将82名に155通、家康の近臣に20通ほどの文書を送っている。
正則ら東軍は、清洲城に入ると、西軍の勢力下にあった美濃国に侵攻し、織田秀信が守る岐阜城を落とした。このとき家康は信長の嫡孫であるとして秀信の命を助けている。
9月、家康は江戸城から出陣し、11日に清洲、14日には美濃赤坂に着陣した。前哨戦として三成の家臣・島左近と宇喜多秀家の家臣・明石全登が奇襲し、それに対して東軍の中村一栄、有馬豊氏らが迎撃するが敗れ、中村一栄の家臣・野一色助義が戦死している（杭瀬川の戦い）。
家康は自らの軍師で臨済宗の禅僧である閑室元佶（関ヶ原の戦いに従軍していた）に易による占筮（）を行わせ、大吉を得た。
9月15日午前8時ごろ、美濃国関ヶ原において東西両軍による決戦が繰り広げられた。開戦当初は高所を取った三成ら西軍が有利であったが、正午ごろかねてより懐柔策をとっていた西軍の小早川秀秋の軍勢が、同じ西軍の大谷吉継の軍勢に襲いかかったのを機に形成が逆転する。さらに脇坂安治、朽木元綱、赤座直保、小川祐忠らの寝返りもあって大谷隊は壊滅、西軍は総崩れとなった。戦いの終盤では、敵中突破の退却戦に挑んだ島津義弘の軍が、家康の本陣目前にまで突撃してくるという非常に危険な局面もあったが、東軍の完勝に終わった（関ヶ原の戦い）。
9月18日、三成の居城・佐和山城を落として近江国に進出し、9月21日には戦場から逃亡していた三成を捕縛。10月1日には小西行長、安国寺恵瓊らと共に六条河原で処刑した。その後大坂に入った家康は、西軍に与した諸大名のほとんどを処刑・流罪・改易・減封に処し、召し上げた所領を東軍諸将に加増分配する傍ら自らの領地も250万石から400万石に加増。秀頼、淀殿に対しては「女、子供のあずかり知らぬところ」として咎めなかったが、論功行賞により各大名家の領地に含めていた太閤蔵入地（豊臣氏の全国に散在していた直轄地）は東軍の諸将に恩賞として分配された。また太閤蔵入地のうち、堺、長崎、生野銀山の管理には家康の家臣が派遣され、家康の直轄領となっていくことになる。
その結果、豊臣氏は摂津国・河内国・和泉国の3か国65万石の一大名となり、家康は天下人としての立場を確立した。だが、まだ西国大名は新年の挨拶に大坂城に伺候し豊臣家が西国を支配する二重公儀体制との説がある。

### 家康のスペイン外交と浦賀
鈴木かほるの研究によれば、秀吉の没後、家康が五大老の筆頭として表舞台に立ったとき、どの国よりもいち早く対外交渉をもったのは、当時、世界最強国と称されたスペインであったという。その目的はスペイン領メキシコで行われている画期的な金銀製錬法であるアマルガム法の導入であり、スペイン人を招致するため浦賀湊を国際貿易港として開港し、西洋事情に詳しいウィリアム・アダムスを外交顧問としたという。
家康はフィリピン（スペイン領）近海における私貿易船を絶滅させるため、慶長6年（1601年）正月、フィリピン総督に宛てて公貿易船の証として日本からフィリピンへ渡海する朱印状を交付することを伝えた。日本では古来から難破船の漂着は龍神の祟りとして積荷を没収し、その売り上げをもってその土地の寺社の修復に充てる習わしであったが、家康はこの仕来りを破り、慶長7年（1602年）8月に漂着船の積荷を保証することを伝え、安心して浦賀湊に商船を派遣するようフィリピン総督に通告した。つまり家康の朱印船制度創設は浦賀ースペイン外交にあったのである。浦賀にはウィリアム・アダムスの尽力により慶長9年にスペイン商船が初めて入港し、以後、毎年入港している。
メキシコ側の思慮によりアマルガム法の導入の実現には至らなかったが、慶長6年秋に上総大多喜浦に漂着した司令官ジュアン・エスケラや、慶長14年（1610年）9月に上総国岩和田沖に漂着したフィリピン総督ドン・ロドリコ・デ・ビベロをアダムスが建造した船で帰国させたが、その返礼大使としてセバスチャン・ビスカイノが浦賀湊に入港している。このときのビスカイノは日本の東西の港の測量および金銀島探検の使命を帯びて来航したのであるが、金銀島の発見には至らず、そのうえ船は破船してしまう。ビスカイノは帰国のための船の建造を家康に請うたが断られた。そこでビスカイノは奥州の港の測量の際、伊達政宗がメキシコとの貿易を希望していたことを思い起こし、宣教師ルイス・ソテロを介して政宗に帰国の大型帆船の建造を依頼し、これが実現してサン・ファン・バウティスタ号の遣欧に至るのである。このとき将軍・秀忠は向井忠勝に政宗遣欧船の随行船として船を造船させている。この船は江戸内海の口で座礁してしまったが、このように秀忠が遣欧船を造船していた事実や、向井忠勝が公儀大工を伊達政宗のもとに派遣している事実、また幕府は禁教令によりビスカイノ一行を本国に帰国させなければならなかったことを考えれば、政宗遣欧船は幕府の知るところであったことは疑う余地もない。

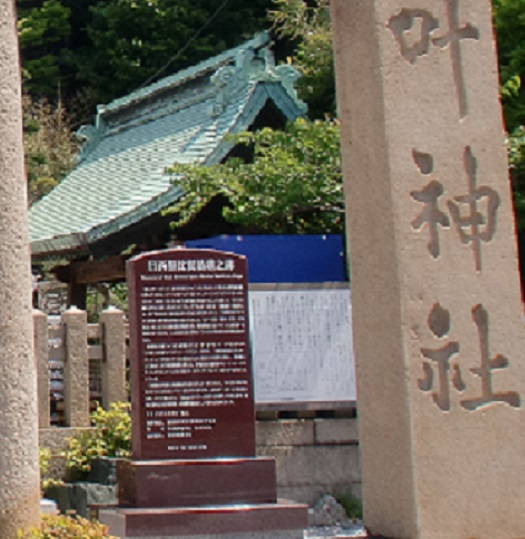
家康が開港したスペイン貿易港浦賀の記念碑が建つ横須賀市東浦賀の東叶神社

元和元年（1615年）6月、サン・ファン・バウティスタ号がビスカイノの返礼大使ディエゴ・デ・サンタ・カタリナを乗せ浦賀湊に帰帆した。この船には政宗の家臣・横沢将監吉久や日本商人らが同船していた。しかし、家康が死去するとサンタ・カタリナに国外退去令が出され、彼らは元和2年（1616年）8月に浦賀を発航した。これがメキシコへ向かう最後の貿易船となった。こうして浦賀湊は国際貿易港としての生命を絶たれ、スペイン人鉱夫の招聘は実現することなく訣別を迎えたのである。
長崎や平戸は貿易港としてよく知られるが、江戸初期に家康によって浦賀がスペイン商船の寄港地として開港され、貿易が行われていたことは教科書にも記されていない。この史実を伝えようと、地元の住民によって市民団体が結成され賛助金が集められ、平成31年（2019年）4月、神奈川県横須賀市東浦賀の東叶神社境内に「日西墨比貿易港之碑」が建てられ除幕式が行われた。

### 征夷大将軍
慶長5年（1600年）12月19日、文禄4年（1595年）に豊臣秀次が解任されて以来空いたままになっていた関白に九条兼孝が家康の奏上により任じられた。このことにより、豊臣氏による関白職世襲を止め旧来の五摂家に関白職が戻る。
関ヶ原の戦いの戦後処理を終わらせた慶長6年（1601年）3月23日、家康は大坂城・西の丸を出て伏見城にて政務を執り、征夷大将軍として幕府を開くため、徳川氏の系図の改姓を行った。
慶長7年（1602年）、関ヶ原の戦いの戦後処理で唯一処分が決まっていなかった常陸国水戸の佐竹義宣を出羽国久保田に減転封。代わりに佐竹氏と同じく源義光の流れをくむ武田氏を継承した五男・武田信吉を水戸に入れた。これによって確定した徳川氏の領域は一門・譜代大名の所領も含めると、東は岩城領から関東一円、北は南信濃から美濃国・越前国、西は近江国・山城国・大和国と北伊勢の桑名領をほぼ一円支配しつつ、西国では長崎や堺、石見銀山、生野銀山の直轄領が点在する内容であった（秋田氏や里見氏などの小規模な外様大名の支配地は除く）。
慶長8年（1603年）2月12日、右大臣に任じられる。同日、征夷大将軍、源氏長者、奨学淳和院等別当、牛車兵仗等の宣下があった。
同年3月12日、伏見城から二条城に移り、3月21日、衣冠束帯を纏い行列を整えて御所に参内し、将軍拝賀の礼を行い、年頭の祝賀も述べた。3月27日、二条城に勅使を迎え、重臣や公家衆を招いて将軍就任の祝賀の儀を行った。また4月4日から3日間、二条城で能楽が行われ諸大名や公家衆を饗応した。
なお家康の将軍宣下の数ヵ月前の、慶長7年12月4日（新暦では1603年1月15日）に、秀吉の造立した方広寺大仏殿が失火のため全焼し、京中を騒然とさせた。この火事について、豊臣氏の権威を失墜させるために徳川方が故意に放火したのではないかという風説も流れたという。
慶長8年10月16日、右大臣を辞任した。

### 大御所政治

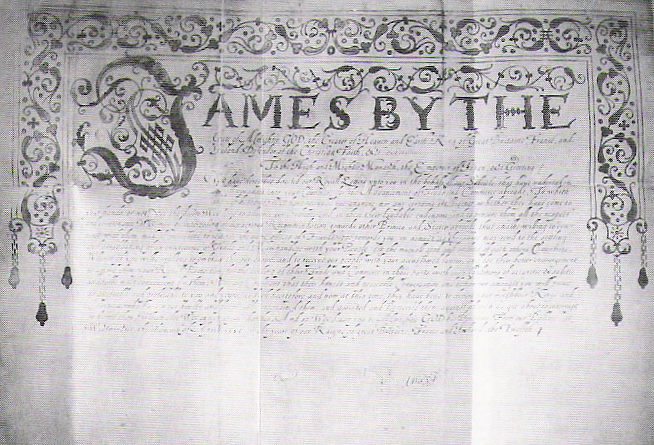
イギリス王ジェームズ1世の徳川家康への書簡（1613年）

慶長10年（1605年）4月16日、将軍職を辞するとともに朝廷に嫡男・秀忠への将軍宣下を行わせ、将軍職は以後「徳川氏が世襲していく」ことを天下に示した。同時に豊臣秀頼に新将軍・秀忠と対面するよう要請したが、秀頼はこれを拒絶。結局、六男・松平忠輝を大坂城に派遣したことで事は収まった。なお、このとき次世代の家臣である井伊直孝と板倉重昌も叙任された。同7月23日、近衛信尹を関白に推挙する。
慶長12年（1607年）には駿府城に移って、東国大名や幕府の制度整備を進める「江戸の将軍」秀忠（御所）に対して、前将軍の家康は「駿府の大御所」として主に朝廷・寺社・西国大名・外交を担当した（大御所政治）。ただ明確に線引きされていたわけではなく、越後福嶋騒動では当事者たちが秀忠が駿府に出向いた際に訴えたため、家康と秀忠の前で弁論させ、越後高田藩堀氏の改易を命じた。
同年、朝鮮通信使が来日し秀忠と謁見して国書・贈物を交換、その後に家康とも謁見し文禄・慶長の役以来断絶していた李氏朝鮮との国交を回復した。
慶長13年（1608年）、大坂方が朝廷に働きかけ秀頼を左大臣にする兆候を事前に捉え、これを阻止する（しばらく左大臣は空位）。同年、右大臣九条忠栄を関白に推挙する。
慶長14年（1609年）、オランダ使節と会見。オランダ総督（使節は国王を自称）マウリッツからの親書を受け取り、朱印状による交易と平戸にオランダ東インド会社の商館の開設を許可した。
慶長15年（1610年）、足尾銅山を開山。1600年に天領にした石見銀山等の銀、1601年に天領にした佐渡金山等の金と併せ、銅もその後の江戸幕府の主要な財源となる。
慶長16年（1611年）3月、家康は後水尾天皇即位に合わせて上洛、同月20日に九男・徳川義利（義直）、十男・頼将（頼宣）を参議中将に、十一男・鶴松（頼房）を少将に叙任させた。「御三家」体制への布石といえよう。3月22日には、自らの祖先と称する新田義重に鎮守府将軍を、実父・松平広忠には権大納言を贈官した。
同月28日、二条城にて秀頼と会見した（二条城会見）。当初、秀頼はこれを秀忠の征夷大将軍任官の際の要請と同じく拒絶する方向でいたが、家康は織田有楽を仲介として上洛を要請し、ついには秀頼を上洛させることに成功した。この会見により、天下の衆目に、徳川公儀が豊臣氏よりも優位であることを明示したとする見解がある。翌4月12日に挙行された後水尾天皇の即位式を、家康は裹頭（僧兵が被る目出しの覆面）でお忍びとして見物、式後に義直・頼宣と共に改めて参内して即位を賀した。同日、西国大名らに対して三カ条の法令を示して誓紙を取っており、これにより徳川公儀の天下支配が概ね成ったともいわれる。
同年、ヌエバ・エスパーニャ（現在のメキシコ）副王ルイス・デ・ベラスコの使者セバスティアン・ビスカイノと会見し、スペイン国王フェリペ3世の親書を受け取る。両国の友好については合意したものの、通商を望んでいた日本側に対し、スペイン側の前提条件はキリスト教の布教で、家康の経教分離の外交を無視したことが、家康をして禁教に踏み切らせた真因である。この後も家康の対外交政策に貿易制限の意図が全くないことから、この禁教令は鎖国に直結するものではない。
慶長17年（1612年）、九条忠栄を左大臣に、鷹司信尚を関白に推挙する。
慶長18年（1613年）、イギリス東インド会社のジョン・セーリスと会見。イングランド国王ジェームズ1世からの親書と献上品を受け取り、朱印状による交易と平戸にイギリス商館の開設を許可した。
慶長19年（1614年）3月8日、勅使が駿府に下向して家康に孫和子入内の許可と共に、太政大臣か准三后への昇進を勧めるが、家康は太政大臣の贈官を希望して辞退した（『本光国師日記』）。翌9日、秀忠は右大臣に就任し、豊臣秀頼に官位が追いつく。

### 大坂の陣
晩年を迎えていた家康にとって豊臣氏は脅威であり続けた。なお特別の地位を保持していて実質的には徳川氏の支配下には編入されておらず、関ヶ原の戦い後に西国に配置した東軍の大名はほとんど豊臣恩顧の大名であった。また、家康の将軍宣下時には、同時に秀頼が関白に任官されるとの風説が当然のこととして受け取られていた。秀忠の将軍宣下時の官位は内大臣であったが、秀頼は家康の引退で空いた右大臣を譲られており、秀忠を上回っていた。
家康は大坂の周囲にある伏見、堺や大和郡山を直轄領にしつつも、当初、徳川氏と豊臣氏の共存を模索しているような動きもあり、秀吉の遺言を受けて孫娘・千姫を秀頼に嫁がせてもいる。しかし、豊臣氏の人々は政権を奪われたことにより次第に家康を警戒するようになっていった。さらに豊臣氏は、徳川氏との決戦に備えて多くの浪人を雇い入れていたが、それが天下に乱をもたらす準備であるとして一層幕府の警戒を強めた。
そのような中、慶長12年（1607年）には結城秀康、慶長16年（1611年）に加藤清正・堀尾吉晴・浅野長政、慶長18年（1613年）には浅野幸長・池田輝政など、豊臣恩顧の大名が次々と死去したため、次第に豊臣氏は孤立を深めていった。
そして、慶長19年（1614年）の方広寺鐘銘事件をきっかけに、豊臣氏の処遇を決するべく、動き始める。

#### 方広寺鐘銘事件

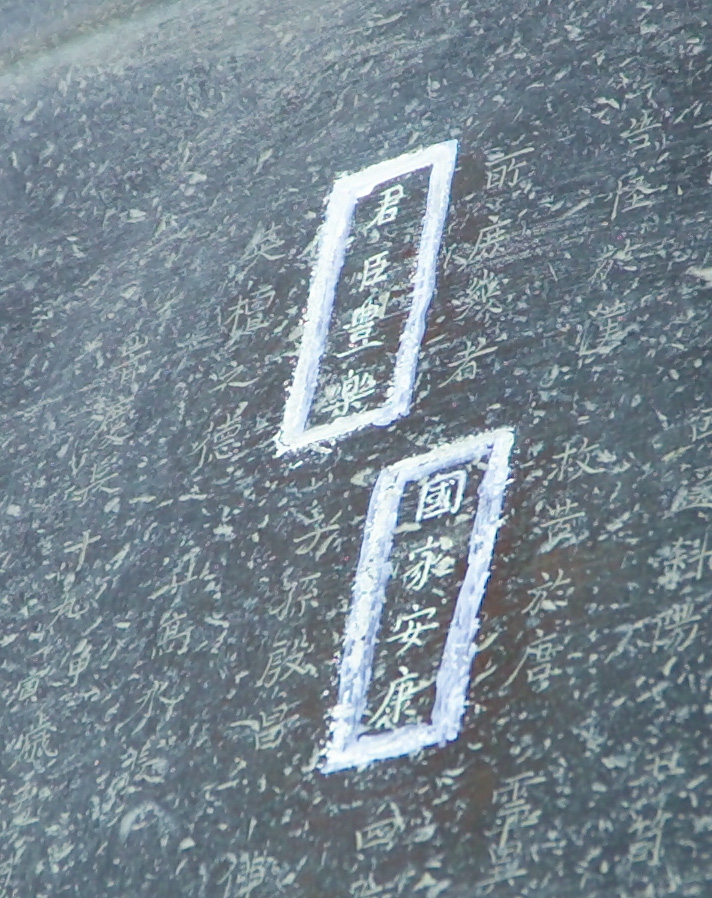
現在も残る方広寺の鐘銘の「国家安康」「君臣豊楽」の文字

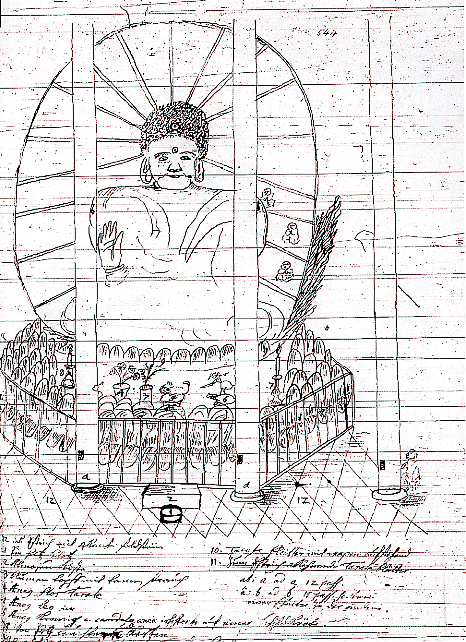
エンゲルベルト・ケンペルが描いた方広寺大仏（京の大仏）のスケッチ
ただし、このスケッチに描かれている大仏は、寛文7年（1667年）に再建された3代目大仏で、秀頼が再建した2代目大仏ではない

大坂の陣の契機となった方広寺鐘銘事件は、秀吉の発願した方広寺大仏（京の大仏）の再建にあたり発生したものだが、方広寺大仏・大仏殿が何故滅失していたかは以下の通りである。
秀吉は焼損した東大寺に代わる新たな大仏として、京都に大仏・大仏殿を造立した（京の大仏）。「国土安全万民快楽」をスローガンに、刀狩で民衆から奪取した刀剣類を大仏造立のための釘・鎹（かすがい）に利用した。この大仏は一応完成したが、開眼供養前に文禄5年閏7月13日（1596年9月5日）の慶長伏見地震で大破し、その後秀吉の命で破却された。大仏殿は地震での倒壊を免れたので、慶長2年（1597）には当時甲斐国にあった善光寺如来が、大仏に代わる新たな本尊とするため方広寺大仏殿に遷座させられ、大仏殿は「善光寺如来堂」と称されるようになったが、翌慶長3年には善光寺如来が本国（信濃善光寺）に還された。豊臣政権は秀吉没後に大仏の再建に取り掛かったが、慶長7年（1602年）12月に大仏鋳造中の失火で火災が発生し、大仏のみならず大仏殿も滅失してしまった。
豊臣氏は秀吉の死後、秀吉の追善供養として、戦乱で荒廃した多数の寺社に寄進を行い、伽藍・社殿の整備を図った（豊臣秀頼の寺社造立も参照）。主なもので東寺金堂・延暦寺横川中堂・熱田神宮・石清水八幡宮・北野天満宮・鞍馬寺毘沙門堂など、多数にのぼった。慶長12年（1607年）には、豊臣秀頼により、豊臣家家臣の片桐且元を奉行として、再び銅製大仏および大仏殿の再建が企図されるようになった。通説では、家康が秀頼に方広寺大仏・大仏殿の再建を勧め、それを豊臣方が受け入れて再建工事の運びとなったとされるが、それは豊臣家の財力を蕩尽させるための家康の謀略とされてきた。しかし歴史学者の河内将芳は、豊臣氏に大仏・大仏殿再建工事費を負担させたのは事実だが、「大仏再建は秀頼と徳川の共同事業で、徳川もかなりの労力を注いだ。幕府は大仏を豊臣一色とは認識せず、東大寺の代わりになるものとして重視したのではないか。」とし、豊臣と徳川の共同事業であったとしている。河内は『新大仏殿地鎮自記』に以下の記述があることをその証左としている。慶長15年（1610年）6月12日に義演を導師として大仏殿の地鎮祭が行われたが、この時のことを義演が著した書が『新大仏殿地鎮自記』である。その書では、工事の大檀那（発注者）について「前将軍昨年（慶長14年）当堂御再興を御下知す、造作料においては、右大臣豊臣朝臣秀頼御下行なり」とあり、先将軍の家康が大仏殿再建の命令を発し、工事費は豊臣秀頼が負担することになっていた。また工事の棟梁については「番匠大和守（中井正清） 前将軍御大工なり、ことごとくみなこの大工がままなり」とあり、家康お抱えの大工中井正清が工事の全てを取り仕切ることになっていた。上記の記述より河内は、大仏再建にかかる費用は豊臣氏が負担するが、大仏・大仏殿再建工事そのものについては徳川氏が主導権を握ったとしている。
大仏の再建工事については史料に乏しく、いつ行われたか詳細は不明である。大仏殿再建工事については史料が多く残っており、それらによれば、大仏殿の立柱工事は慶長15年（1610年）8月22日から行われ、慶長17年（1612年）1月29日から大仏殿に屋根瓦を葺く作業が始まった。慶長17年（1612年）中に大仏殿はほぼ完成し、工事着工から2年足らずという異例の速さで大仏殿の再建が完了したことが分かる。
方広寺大仏・大仏殿の再建が完了したため、落慶供養の段取りを進めることになった。段取りは片桐且元が進め、武家間では京都所司代の板倉勝重や、家康との協議がなされた。しかし落慶供養は武家側だけで決定できるものではなく、朝廷や公家・寺社勢力との協議も必要であった。方広寺は、正式な寺号を持たず（「方広寺」という寺号は江戸時代中期以降に自然発生的に生じたもので、当時は単に「大仏」もしくは「東山大仏」「京大仏」などと呼称されていた）、朝儀を経て創立された寺院ではなかったため（悪く言えば豊臣氏の私的な建造物であった）、正式な寺院となるよう、朝廷との協議がなされた。寺号については「東大寺」とするか、もしくは新たに定めるかなどが候補として挙がっていたが、方広寺の寺号を「東大寺」と定め、方広寺を東大寺の継承寺院とする案も検討されていた。
方広寺再建落慶供養の出席者について、各種史料の記述から、家康が落慶供養に出席するため、上洛する計画であったことが窺える。また『本光国師日記』には、「秀頼公供養に御上洛」については「いかようにも心次第と」と家康が仰せ出したとあり（慶長19年7月18日条）、秀頼と家康の双方が落慶供養に参加する可能性もあった。
慶長19年（1614年）には梵鐘も完成し、片桐且元は梵鐘の銘文を南禅寺の文英清韓に作成させ、梵鐘に銘文を入れた。ところが幕府は、方広寺の梵鐘の銘文中に不適切な語があると供養を差し止めた。問題とされたのは「国家安康」で、大御所・家康の諱を避けなかったことが不敬であるとするものであった。「国家安康」を「家康の名を分断して呪詛する言葉」とし、「君臣豊楽・子孫殷昌」を豊臣氏を君として子孫の殷昌を楽しむとし、さらに「右僕射源朝臣」については、「家康を射るという言葉だ」と非難したとする説もあるが（「右僕射源朝臣」の本来の意味は、右僕射（右大臣の唐名）源家康という意味である）、これは後世の俗説である>。
さらに8月18日、京都五山の長老たちに鐘銘の解釈を行わせた結果、五山の僧侶たちは「みなこの銘中に国家安康の一句、御名を犯す事尤不敬とすべし」（徳川実紀）と返答したという。
これに対して豊臣氏は、家老・片桐且元と鐘銘を作成した文英清韓を駿府に派遣し弁明を試みた。ところが、家康は会見すら拒否し、逆に清韓を拘束し、且元を大坂へ返した。且元は、秀頼の大坂城退去などを提案し妥協を図ったが、豊臣氏は拒否。そして、豊臣氏が9月26日に且元を家康と内通しているとして追放すると、家康は豊臣氏が浪人を集めて軍備を増強していることを理由に、豊臣氏に宣戦布告したのである。
この事件は、豊臣氏攻撃の口実とするために家康が以心崇伝らと画策して問題化させたものであると考えられているが、当時の諱の常識からすれば不敬と考えられるものであり、また近年研究では問題化に崇伝の関与はなかったとされている。なお歴史学者の河内将芳は、以心崇伝が著した『本光国師日記』に、以下のような通説とは逆の記述があることを指摘している。 以心崇伝が板倉勝重に宛てた書状（8月22日条）には「文言以下の善悪、市（片桐且元）存ぜられざることも、もっともとの御諚」「鐘をば銘をすりつぶしそうらえとの御内証」とあり、鐘銘文は重大な問題だが、片桐且元に責任はなく、梵鐘から問題の銘文をすりつぶせば良いとの家康の内意があったとしている。
その後、梵鐘は太平洋戦争中の金属供出を免れ、鋳潰されることもなく方広寺境内に残されている（重要文化財）。なお江戸時代に、梵鐘は懲罰的措置として地面に置かれ鳴らないようにされていたとする俗説があるが、実際は誤りである（詳細は方広寺の記事を参照）。

#### 大坂冬の陣
慶長19年（1614年）11月15日、家康は二条城を発して大坂城攻めの途についた。そして20万人からなる大軍で大坂城を完全包囲したが、力攻めはせずに大坂城外にある砦などを攻めるという局地戦を行うに留めた。徳川軍は木津川口・今福・鴫野・博労淵などの局地戦で勝利を重ねたが、真田丸の戦いでは敗戦を喫した。とはいえ戦局を揺るがすほどの敗戦ではなく、徳川軍は新たな作戦を始動した。午後8時、午前0時、午前4時に一斉に勝ち鬨をあげさせ、さらに午後10時、午前2時、午前6時に大砲（石火矢・大筒・和製大砲）を放たせ、これがきっかけとなり和睦交渉が行われた。
和睦の締結後、慶長20年（1615年）1月中旬までに大坂城は本丸だけを残す無防備な裸城となった。
従来の説では、「豊臣方は二の丸、三の丸の破壊を形式的なもので済ませ、時間稼ぎを狙っていたが、徳川方が惣構を全ての廓と曲解することで強引に工事に参加して、豊臣側が行うとされた二の丸の破却作業も勝手に始め、さらに和議の条件に反して内堀までも埋め立てたため、豊臣側は抗議したが、最初から和議を守るつもりの無い家康はこれを黙殺した」とされていたが、当時の記録には和議の条件は大坂城の「惣構と内堀を含む二の丸、三の丸の破壊」であることが記されており、誤りと言える。二の丸・内堀の破壊を行わないという記述は後世の書でのみ確認できる。また惣構を徳川方が、二の丸・三の丸を豊臣方が破壊する予定だったが、後者の作業も徳川方が行ったことは当時の記録にも記されている。しかし、これに対して豊臣方が抗議を行ったこと、時間稼ぎが目的だったこと、家康が騙すことを目的としたこと等も、後世の書でしか確認はできない。この工事に関係した伊達政宗・細川忠利ら諸大名の往復書状などを見ても、埋め立て工事を巡り大坂方との間で揉め事が発生しているような形跡が見つからず「惣構の周囲をめぐる外堀のみならず、二の丸と三の丸を埋め立て、これらの地を壊平するというのは、大坂方も納得していた、幕府と大坂方との当初からの合意に基づくものであった」といえる。

#### 大坂夏の陣
このころ、豊臣氏は主戦派と穏健派で対立。主戦派は和議の条件であった総堀の埋め立てを不服とし、内堀を掘り返す仕儀に出た。そのため幕府は「豊臣氏が戦準備を進めている」と詰問、大坂城内の浪人の追放と豊臣氏の移封を要求。さらに、徳川義直の婚儀のためと称して上洛するのに合わせ、近畿方面に大軍を送り込んだ。そして、豊臣氏に要求が拒否されると、再度侵攻を開始した。
これに対して豊臣氏は大坂城からの出撃策をとったが、兵力で圧倒的に不利であり、幕府方は各戦闘で勝利を収めた。最終戦の天王寺・岡山の戦いにおいても徳川軍は大軍ゆえに混乱が起きて一時は本陣を下げたが、結果は大勝を収め、豊臣方は大坂城に退却・内部の裏切りにより放火もあり落城した。5月8日、秀頼と淀殿、その側近らは自害、ここに豊臣宗家は滅亡した。
その後、大坂城は完全に埋め立てられ、その上に徳川氏によって新たな大坂城が再建されて、秀吉へ死後授けられた豊国大明神の神号が廃され、豊國神社と秀吉の廟所であった豊国廟は江戸時代を通じて閉鎖・放置された。

### 最晩年

鷹狩り姿の徳川家康公之像（駿府城本丸跡）

慶長20年（1615年）6月28日、後陽成天皇の第八皇子である八宮良純親王を猶子とする。同年7月13日には、朝廷に元号を慶長から元和へ改めさせ、7月17日に朝幕関係を規定する禁中並公家諸法度17条を制定した。あわせて、諸大名統制のために武家諸法度・一国一城令も制定した。こうして家康は江戸幕府が主宰する日本の統治体制を実現し、264年におよぶ江戸時代の礎を築いた。また、大坂夏の陣終結をもって、応仁の乱から日本で断続的に発生していた大規模な戦乱は終息し、後に「元和偃武」と称されるようになった。
同年12月、自らの本格的な隠居の城として駿河沼津の柿田川の湧水にある古城泉頭城の縄張り・再整備を命じたが、翌年の病に倒れる直前1月12日に諸人が迷惑するとの理由で中止し、駿府城二の丸にある元竹腰正信屋敷の改築に方針転換したが、これも体調悪化・死去により立ち消えになっている。
元和2年（1616年）の年始より、幕府による各種儀礼整備の一環として武家諸法度の条文に従い、江戸城・駿府城共に登城する者には烏帽子・装束（狩衣・大紋・素襖）の着用が命じられた。1月9日、前年12月の段階では京で行う意向だった孫家光の元服を、吾妻鏡に倣い勅使の下向と共に自身も江戸に向かい同地で行うことを秀忠に伝えた。
同月21日、鷹狩に出た田中で病に倒れ、小康状態となった25日に駿府へ帰還した。その後、療養生活に入るが、病状は一進一退をたどりつつも徐々に悪化していった。
3月27日、朝廷から太政大臣任官の勅使が派遣され、先述のように太政大臣の贈官を希望していた家康は病を押して勅使に対面し、太政大臣に任ぜられた。武家出身者の太政大臣としては、平清盛、源義満、豊臣秀吉に次いで史上4人目であった。これ以後は駿府の相国様と呼ばれる。同月29日、勅使饗応後に駿府に集まった大名・公家衆へ江戸下向・帰洛を命じた。任官後、家康の病状はいよいよ悪化し、4月1日には後述する遺言を遺した。　

### 最期
元和2年（1616年）4月17日巳の刻（現在の午前10時ごろ）、家康は駿府城において75歳（満73歳4か月）で死去した。即夜、久能山に遺体は移された。死去に際して幕府は、大名・旗本に対して家康弔問のための下向は無用と伝え、寺院に対しても後述する遺言で法事を行う増上寺以外の法要は不要である旨を伝達している。
『東照宮御実記』が伝えるところでは、以下の2首を辞世として詠んでいる。
- 「嬉やと 再び覚めて 一眠り 浮世の夢は 暁の空」
- 「先にゆき 跡に残るも 同じ事 つれて行ぬを 別とぞ思ふ」

死因については、鯛を榧の油で揚げ、その上にすった韮をふりかけた天ぷらによる食中毒説が長く一般化されてきた。しかし、家康が鯛の天ぷらを食べたのは、1月21日の夕食で、死去したのは4月17日と日数がかかり過ぎていることから、食中毒を死因とするには無理があった。替わって主流となっているのは胃癌説である。『徳川実紀』が家康の病状を「見る間に痩せていき、吐血と黒い便、腹にできた大きなシコリは、手で触って確認できるくらいだった」と書き留めていること、および、係る症状が胃癌患者に多く見受けられるものである事実が、その論拠となっている。
後代、江戸城内にては天ぷらを料理することが禁止されており、これは家康の死因が天ぷらによる食中毒であるために生まれた禁忌であるという説明がなされることもあるが、実際には、大奥の侍女の一人が天ぷらを料理していて火事を出しかけたために禁止されたものである。
当時、殉死は彼の子忠吉や秀康の死去時にも行われたように、既に流行の兆しが見えていたが、家康自身は殉死を嫌い禁じていた。このため名のある者の殉死はなかったが、古くから仕えた老齢の小者2人が殉死したという逸話がある。

## 没後

### 家康の神格化

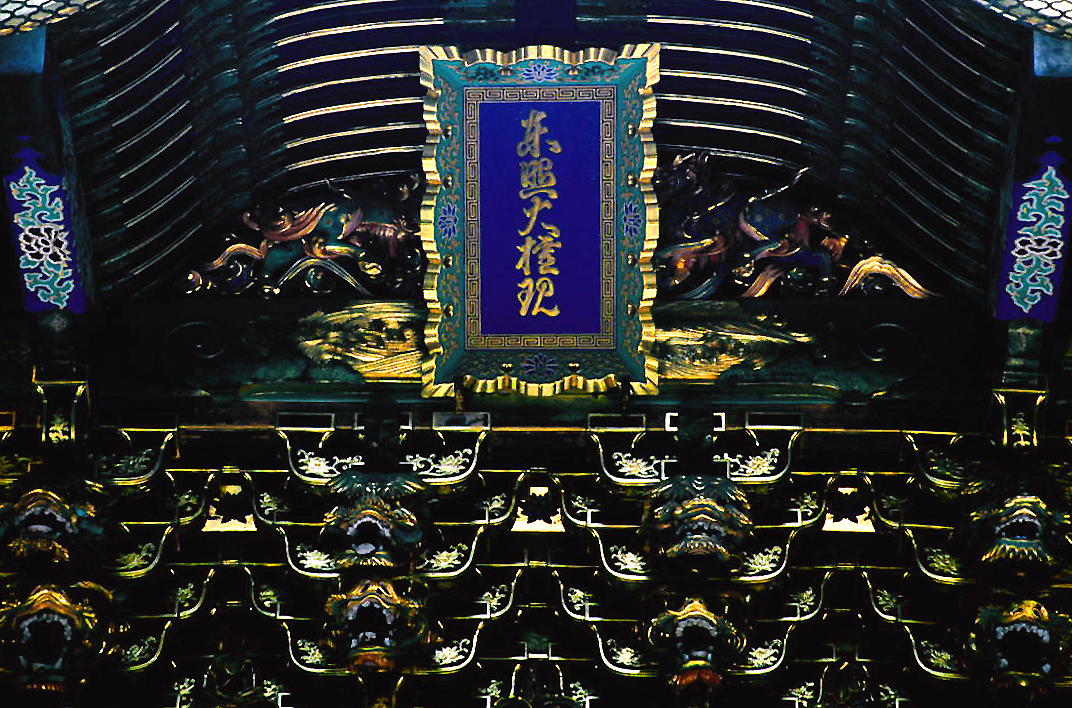
日光東照宮陽明門に掲げられた「東照大権現」の勅額（後水尾天皇の宸筆）

『本光国師日記』によると、家康は「臨終候はば御躰をば久能へ納。御葬禮をば增上寺にて申付。御位牌をば三川之大樹寺に立。一周忌も過候て以後。日光山に小き堂をたて。勧請し候へ。」と遺言したとされる。この遺言に従い、葬儀は5月17日に増上寺で行われ「安国院殿徳蓮社崇誉道和大居士（院殿号）（蓮社号）（誉号）（戒名）（位号）」という浄土宗の戒名がつけられた。この葬儀は神として祀られたため内々で行われ、諸大名の参列・香典は無用、僧も近国からのみの参集であった。遺体は駿府の南東の久能山（現久能山東照宮）に葬られ、遺言通り、一周忌を経て関東平野の最北部にある日光の東照社に分霊された。
神号は側近の天海と崇伝、神龍院梵舜の間で、権現と明神のいずれとするかが争われたが、秀吉が「豊国大明神」だったために明神は不吉とされ、山王一実神道に則って薬師如来を本地とする権現とされた。この後、壬生孝亮が二条関白邸で「日本大権現」「東光大権現」の二つを示し、また一説によると菊亭晴季も「威霊大権現」「東照大権現」の二案を勧進した。日本大権現が有力候補であったが、元和3年（1617年）2月21日に東照大権現の神号、3月9日に神階正一位が贈られた。
また、東照社は今川直房と酒井忠勝の尽力により正保2年（1645年）11月3日に宮号宣下を受け、東照宮となり、さらに東照宮に正一位の神階が贈られた。
以上のように神格化された家康は江戸幕府の始祖として東照神君、権現様、神祖、烈祖などとも呼ばれ、諸大名が東照宮を勧請したことにより全国各地に祀られ、江戸時代を通して崇拝された。徳川家中においては明治維新後も権現様として崇拝され続けた。

### 墓所・霊廟
徳川家康の埋葬地としての「墓所」は一般に、久能山東照宮の廟所宝塔（神廟）と、日光東照宮の奥社宝塔の2つとされる。徳川宗家第18代当主の徳川恒孝は、「徳川家康公顕彰四百年記念事業」に際して静岡商工会議所の広報誌に連載したコラムで、「日本各地で開催された家康公の四百忌の大祭は、駿府で築かれた公の御墓所である久能山東照宮の大祭からスタートし」と書き記した。徳川将軍15人中寛永寺か増上寺のどちらにも墓所がないのは家康以外には徳川家光と徳川慶喜がいる。
久能山東照宮の廟所宝塔
元和2年（1616年）に創建された。創建当初は木造桧皮葺の造りであったが、寛永17年（1640年）に家光により現在の石造宝塔に造替された。「神廟」ともいう。家康の遺命により西向きに建てられている。1955年6月22日に重要文化財に指定された。
日光東照宮の奥社宝塔
元和3年（1617年）4月に日光の社殿が完成し、4月8日に家康は奥院廟塔に改葬された。そして一周忌にあたる4月17日に遷座祭が行われた。1908年8月1日に旧国宝（重要文化財）に指定された。
その他
寛永20年（1643年）、将軍家光は高野山に10年の歳月をかけて、家康と秀忠を祀る霊屋（徳川家霊台）を建てた。向かって右の建物が家康霊屋である。1926年4月19日に旧国宝（重要文化財）に指定された。
1969年4月、松平氏の菩提寺である愛知県岡崎市の大樹寺において、松平八代墓の隣に家康の墓碑が建てられた。形は久能山東照宮の廟所宝塔にも日光東照宮の奥社宝塔にも似ているが、実際には日光東照宮の宝塔を模して制作された。
- 久能山東照宮の神廟
- 日光東照宮の奥社宝塔
- 徳川家霊台の家康霊屋
- 大樹寺の家康公墓碑

## 年表
| 和暦              | 西暦            | 月日          | 数え年 | 内容                                              |
| ----------------- | --------------- | ------------- | ------ | ------------------------------------------------- |
| 天文11年          | 1542年          | 12月26日      | 1歳    | 誕生（三河国岡崎城）                              |
| 永禄3年           | 1560年          | 5月19日       | 19歳   | 桶狭間の戦い                                      |
| 永禄5年           | 1562年          | 1月15日       | 21歳   | 清洲城を訪問し織田信長と同盟を結ぶ。              |
| 永禄9年           | 1566年          | 12月29日      | 25歳   | 藤原徳川氏に改姓。従五位下に叙位し、三河守に任官  |
| 永禄11年          | 1568年          | 1月11日       | 27歳   | 左京大夫                                          |
| 元亀元年          | 1570年          | 6月28日       | 29歳   | 姉川の戦い                                        |
| 元亀2年           | 1571年          | 1月5日        | 30歳   | 従五位上                                          |
| 元亀2年           | 1571年          | 1月11日       | 30歳   | 侍従                                              |
| 元亀3年           | 1572年          | 10月16日      | 31歳   | 二俣城の戦い                                      |
| 元亀3年           | 1573年          | 12月22日      | 31歳   | 三方ヶ原の戦い                                    |
| 天正2年           | 1574年          | 1月5日        | 33歳   | 正五位下                                          |
| 天正3年           | 1575年          | 5月           | 34歳   | 長篠の戦い                                        |
| 天正5年           | 1578年          | 12月10日      | 36歳   | 従四位下                                          |
| 天正5年           | 1578年          | 12月29日      | 36歳   | 右近衛権少将                                      |
| 天正8年           | 1580年          | 1月5日        | 39歳   | 従四位上                                          |
| 天正10年          | 1582年          | 6月2日        | 41歳   | 本能寺の変、神君伊賀越え                          |
| 天正11年          | 1583年          | 10月5日       | 42歳   | 正四位下（遡及）                                  |
| 天正11年          | 1583年          | 10月7日       | 42歳   | 左近衛権中将（遡及）                              |
| 天正12年          | 1584年          | 2月27日       | 43歳   | 従三位参議（遡及）                                |
| 天正12年          | 1584年          | 3-4月         | 43歳   | 小牧・長久手の戦い                                |
| 天正14年          | 1586年          | 10月4日       | 45歳   | 権中納言                                          |
| 天正14年          | 1586年          | 10月27日      | 45歳   | 大坂城にて豊臣秀吉に臣従                          |
| 天正14年          | 1586年          | 11月5日       | 45歳   | 正三位                                            |
| 天正15年          | 1587年          | 8月8日        | 46歳   | 従二位権大納言。羽柴氏を下賜される（豊臣姓もか?） |
| 天正15年          | 1588年          | 12月28日      | 46歳   | 左近衛大将・左馬寮御監両官職兼任                  |
| 天正16年          | 1588年          | 1月13日までに | 47歳   | 左近衛大将・左馬寮御監両官職兼帯辞す。            |
| 天正18年          | 1590年          | 8月           | 49歳   | 関東移封。八月朔日、江戸城に入る。                |
| 天正20年          | 1592年          | 9月16日       | 51歳   | 豊臣秀吉の執奏により清華家の家格勅許。            |
| 慶長元年          | 1596年          | 5月8日        | 55歳   | 正二位内大臣（豊臣姓もか?）                       |
| 慶長5年           | 1600年          | 9月15日       | 59歳   | 関ヶ原の戦い                                      |
| 慶長7年           | 1602年          | 1月6日        | 61歳   | 従一位                                            |
| 慶長8年           | 1603年          | 2月12日       | 62歳   | 右大臣、征夷大将軍宣下・源氏長者宣下              |
| 慶長8年           | 1603年          | 10月16日      | 62歳   | 右大臣辞任                                        |
| 慶長10年          | 1605年          | 4月16日       | 64歳   | 征夷大将軍辞職・源氏長者は如元                    |
| 慶長19年          | 1614年          | 3月8日        | 73歳   | 朝廷よりの太政大臣または准三后の内旨を辞退。      |
| 慶長19年          | 1614年 - 1615年 | 11月-12月     | 73歳   | 大坂冬の陣                                        |
| 慶長20年/元和元年 | 1615年          | 5月           | 74歳   | 大坂夏の陣                                        |
| 慶長20年/元和元年 | 1615年          | 7月7日        | 74歳   | 武家諸法度制定                                    |
| 慶長20年/元和元年 | 1615年          | 7月17日       | 74歳   | 禁中並公家諸法度制定                              |
| 元和2年           | 1616年          | 3月17日       | 75歳   | 太政大臣                                          |
| 元和2年           | 1616年          | 4月17日       | 75歳   | 死去                                              |
| 元和3年           | 1617年          | 3月9日        |        | 贈正一位                                          |

### 源氏への「復姓」時期について
家康は永禄4-6年ごろの文書では本姓として「源氏」を使用しており、永禄9年（1566年）に「徳川」を名乗った際に藤原氏に改姓しているが、氏を源氏に復姓した時期については、はっきりしない。かつては近衛前久による年代不明の書状が「（改姓は）将軍望に付候ての事」としていることから、関ヶ原の戦いの勝利後、征夷大将軍任官のため吉良氏系図を借用して系図を加工し、源氏に戻したというのが通説であった。
しかし米田雄介が官務壬生家の文書を調査したところ、天正20年9月の清華成勅許の口宣案において源氏姓が用いられているなど、秀吉生前からの源氏使用例が存在している。笠谷和比古は、天正16年4月の後陽成天皇の聚楽第行幸の様子を収めた『聚楽行幸記』には、家康が「大納言源家康」と誓紙に署名しているという記述があることから、源氏への復姓は少なくともこの時期からではないかと見ている、
他に天正14年（1586年）、安房国の里見義康（新田一族）に送った同年3月27日付の起請文では、徳川氏と里見氏は新田一族の同族関係にあることを主張している。ただし、これ以降も「藤原家康」名義の書状が現存しており、この起請文は偽文書の可能性が指摘されている。また、天正14年には藤原氏を用いた寺社への朱印状も残っている。天正19年（1591年）、家康が発給した朱印状で姓が記されているものは「大納言源朝臣」ないし「正二位源朝臣」と記されており、藤原氏は使用されていない。
笠谷は家康が源氏復姓の時期が将軍であった足利義昭の出家時期と重なっており、左馬寮御監・左近衛大将など将軍家しか許されてこなかった官をうけていることから、“豊臣政権下で家康はすでに源氏の公称を許され将軍任官の動きが公然化し、豊臣関白政権の下での徳川将軍制を内包する形での、権力の二重構造的な国制を検討していた”と記述している。阿部能久は、天正16年は足利義昭が正式に征夷大将軍を辞任した年であり、豊臣秀吉は家康が将来の「徳川将軍体制」を見越して源氏改姓をしたことを認識しつつ、それを逆手に取って関東地方を治めさせたと捉え、さらに清和源氏（河内源氏）の正統な末裔である足利氏の生き残りと言える喜連川家に古河公方を再興させることで、家康と喜連川家＋佐竹氏など関東諸大名との間に一定の緊張関係をもたらすことで家康の野心を封じ込めようとしたと推測している。

### 豊臣氏への「改姓」時期について
天正15年（1587年）8月8日付の「従二位権大納言昇叙転任」の宣旨では豊臣家康の名義でなされた可能性がある。同日付で息子・徳川秀忠も侍従に任官しているが、これは豊臣秀忠名義となっている。同様に、同年12月28日付の「左近衛大将左馬寮御監両官職兼帯」の宣旨、慶長元年（1595年）5月8日付の正二位内大臣の昇叙転任の宣旨についても豊臣家康の名義であったと考えられる。現存の日光東照宮所蔵の徳川家康の任官叙位の宣旨は、元の宣旨が遺失したため（徳川実紀正保2年5月8日条）、正保2年（1645年）に将軍・徳川家光の要請により朝廷が再発行した文書として伝わっており、この再発行手続きの段階で豊臣から源に変更した可能性がある。
天正15年（1587年）12月某日、従一位行左大臣近衛信輔、左近衛大将兼帯を辞す（公卿補任）。同月28日、従二位行権大納言徳川家康、左近衛大将・左馬寮御監を兼帯（日光東照宮文書）。天正16年（1588年）正月13日、従二位行権大納言鷹司信房、左近衛大将兼帯（公卿補任）。これにより、同日までに徳川家康、左近衛大将および左馬寮御監の兼帯を辞すと想定出来る。なお、文禄5年（1596年）5月8日付、家康に対する内大臣宣旨（日光東照宮文書）においては、家康の官位は、正二位行権大納言兼左近衛大将源朝臣家康となっているが、公卿補任では、家康の左近衛大将の兼任記事は無く、権大納言鷹司信房が左近衛大将を兼任している記事となっている。
文禄3年（1594年）9月21日付、「文禄三年徳川家康宛豊臣秀吉知行方目録」（三重県関町の関地蔵院文書：四日市市史第8巻史料編近世Ⅰ 四日市市編・発行所収）によれば、宛名（家康）は、「羽柴江戸大納言殿」となっており、この時点では、羽柴の苗字を賜わっていたと考えられる。
さらに、その前年、文禄2年（1593年）5月20日に羽柴姓を使用している。東京国立博物館所蔵文書。
これに対して、慶長元年の内大臣昇叙転任の宣旨の際に豊臣改姓が行われたとする説もある。これは権大納言昇叙転任の翌天正16年（1588年）4月に行われた後陽成天皇の聚楽第行幸について記した『聚楽行幸記』において、家康は源姓で記されているためである（前述）。しかし、家康が羽柴の苗字を賜っていること、武家の豊臣改姓が昇叙転任の際に行われていることを考えると、天正16年時点で家康が源姓を称していたとしても、羽柴の苗字を称した後の昇叙転任となる内大臣昇叙転任時には豊臣改姓が行われたとしている。
関ヶ原の戦いの翌年に当たる慶長6年（1601年）に行われた徳川秀忠が権大納言に任じられた時も「豊臣秀忠」名義で行われており、家康が実権を掌握していたとは言え、依然として豊臣政権が継続しているという建前に従って豊臣姓の名乗りが続いていたと思われる。家康をはじめとする徳川家の人々が豊臣姓から源姓に「復姓」したのは、家康が慶長8年（1603年）に源家康の名で征夷大将軍に任じられて徳川将軍が創出された時であったと考えられている。

## 人物・逸話

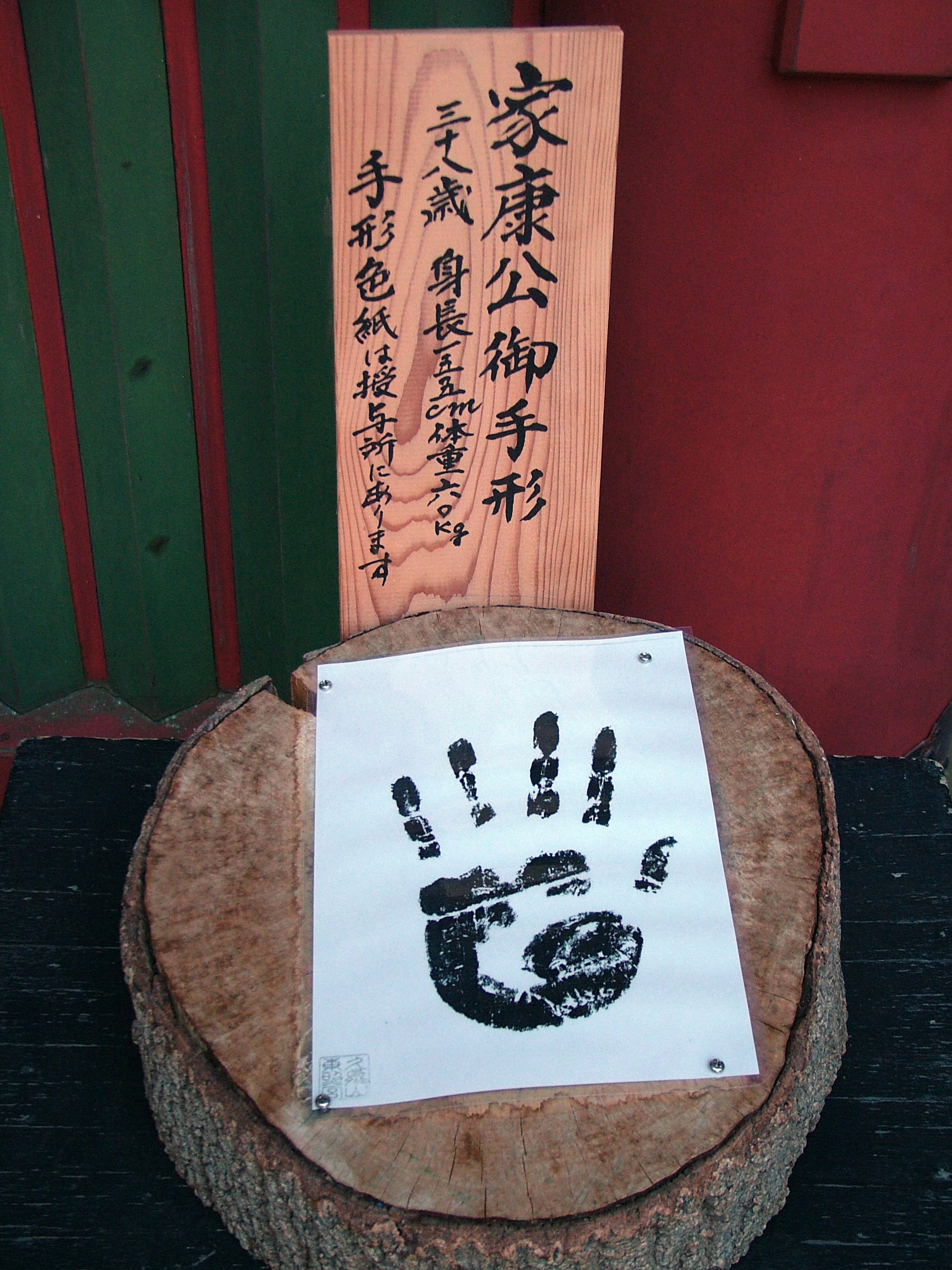
久能山東照宮にある、徳川家康の手形

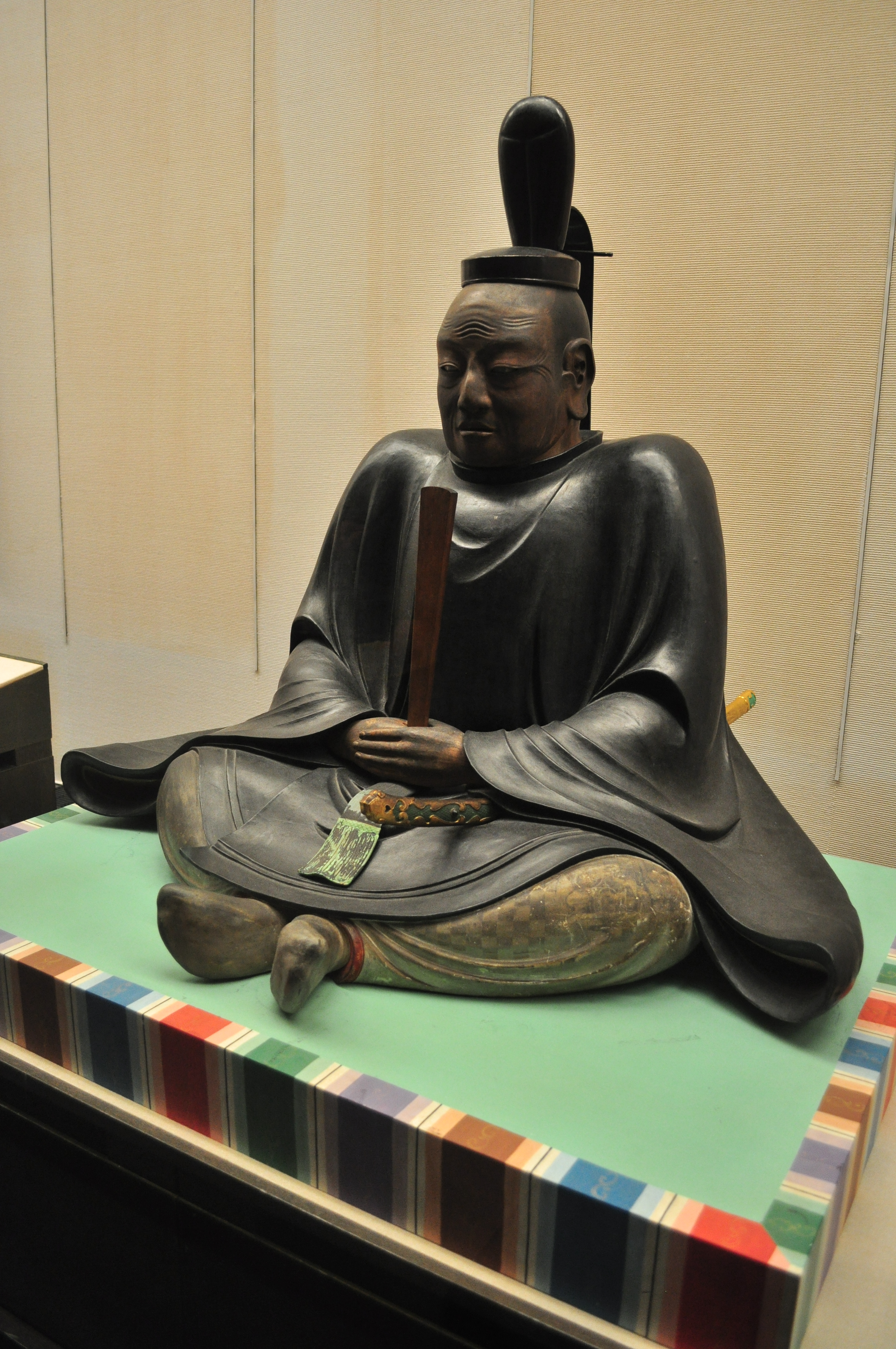
徳川家康像（芝東照宮蔵）

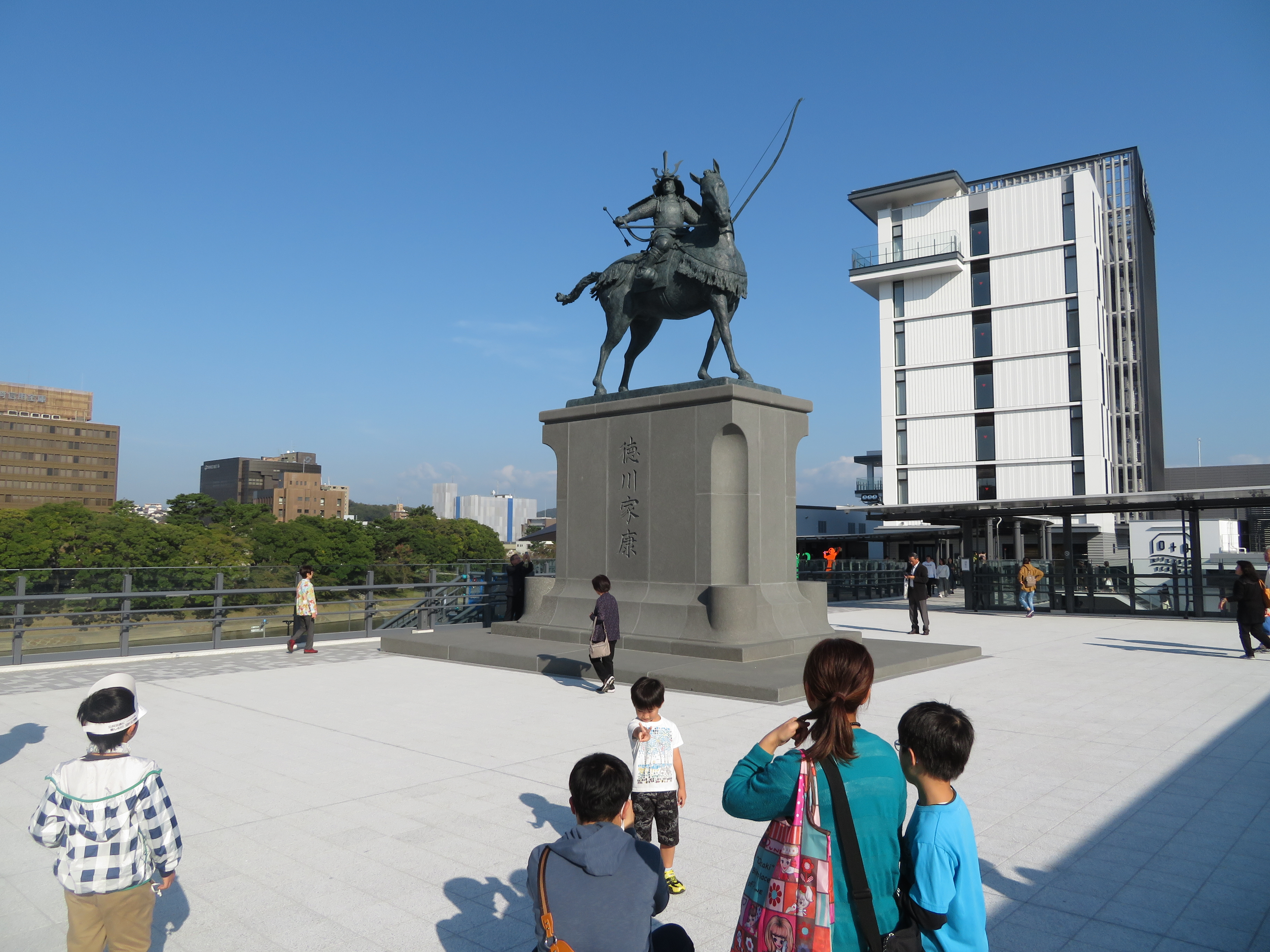
徳川家康像（東岡崎駅前）

### 人物
容貌
家康に謁見したルソン総督ロドリゴ・デ・ビベロは、著作の『ドン・ロドリゴ日本見聞録』で、家康の外貌について「彼は中背の老人で尊敬すべき愉快な容貌を持ち、太子（秀忠）のように、色黒くなく、肥っていた」と記している。下腹が膨れており、自ら下帯を締めることができず、侍女に結ばせていたとされている（『岩淵夜話』）。家康着用の辻ヶ花染の小袖は、身丈139.5cm、背中の中心から袖端まで59cmの長さがあるため、身長は155cmから160cmと推定される。
武術の達人
- 剣術は、新当流の有馬満盛、上泉信綱の新陰流の流れをくむ神影流剣術開祖で家来でもある奥平久賀（号の一に急賀斎）に元亀元年（1570年）から7年間師事。文禄2年（1593年）に小野忠明を200石（一刀流剣術の伊東一刀斎の推薦）で秀忠の指南として、文禄3年（1594年）に新陰流の柳生宗矩を召抱える。塚原卜伝の弟子筋の松岡則方より一つの太刀の伝授を受けるなど、生涯かけて学んでいた。ただし、家康本人は「家臣が周囲にいる貴人には、最初の一撃から身を守る剣法は必要だが、相手を切る剣術は不要である」と発言したと『三河物語』にあり、息子にも「大将は戦場で直接闘うものではない」と言っていたといわれる。
- 馬術も、室町時代初期の大坪慶秀を祖とする大坪流を学んでいる。小田原征伐の際に橋をわたるとき、周囲は家康の馬術に注目したが、家康本人は馬から降りて家臣に負ぶさって渡った（『武将感状記』）。
- 弓術については三方ヶ原の戦いにおいて退却途中に、前方を塞いだ武田の兵を騎射で何人も射ち倒して突破している（『信長公記』）。
- 鉄砲も名手だったと云われ、浜松居城期に5.60間（約100ｍ）先の櫓上の鶴を長筒で射止めたという。また鳶を立て続けに撃ち落としたり、近臣が当たらなかった的の中央に当てたという（『徳川実紀』）。

好学の士
家康は実学を好み、板坂卜斎は家康について「『論語』『中庸』『史記』『貞観政要』『延喜式』『吾妻鑑』を好んだ」と記載している。家康はこれらの書物を関ヶ原以前より木版（伏見版）で、大御所になってからは銅活字版（駿府版）で印刷・刊行していた。特に『吾妻鑑』は散逸した史料を集めて後の「北条本」を開板し、また林羅山に抄出本を作成させており、吾妻鑑研究の草分け的存在と言える。また『源氏物語』の教授を受けたり、三浦按針から幾何学や数学を学ぶなど、その興味は幅広かった。
古典籍の蒐集に努め、駿府城に「駿河文庫」を作り、約一万点の蔵書があったという。これらは将軍家や御三家に譲られて「駿河御譲本」と呼ばれ、幕府の紅葉山文庫や尾張家の蓬左文庫などに受け継がれ、今日まで伝わっている。
南蛮から贈られた薄石が瑪瑙と知らされたおり､『本草綱目』で確認させたように実証的であった。
多趣味
鷹狩と薬作りが家康の趣味として特に有名であるが、他にも非常に多くの趣味があった。
- 鷹狩は、府中御殿に滞在しながらお鷹の道で行われたとの記録が残っているほか、家康の鷹狩にちなむ地名や青山忠成や内藤清成の駿馬伝説などの伝説を各地に残すことになった。家康の鷹狩に対する見方は独自で、鷹狩を慰め（気分転換）のための遊芸にとどめずに、政治的・軍事的視察も兼ねた、身体を鍛える一法とみなし、内臓の働きを促して快食・快眠に資する摂生（養生）と考えていた（『中泉古老諸談』）。
- 薬作りは、八味地黄丸など生薬調合を行い、この薬が、俗に｢八の字｣とよばれていたことから、頭文字の八になぞらえ、八段目の引き出しに保管していた。「薬喰い」とも言われる獣肉を食すなど記録が多い。駿府城外には家康が開いた薬園があり、死後に廃れたが享保年間に復興した。
- 猿楽（現在の名称は能）は、若いころから世阿弥の家系に連なる観世十郎太夫に学び、自ら演じるだけでなく、故実にも通じていた。このためもあってか、能は江戸幕府の式楽とされた。特に幸若舞を好んだという。駿府城三の丸には能楽専用の屋敷があり、家康は度々家族や大名・公家と共に観覧した。
- 囲碁の本因坊算砂を天正15年（1587年）閏11月13日、京都から駿府に招いている。家臣の奥平信昌が京都で本因坊の碁の門下となり下国の際に駿府へ連れてきたとされる。自身で嗜んだのみならず家元を保護し、確立した功績から、家康は2004年に日本棋院の囲碁殿堂に顕彰されている。
- 将棋は一世名人・大橋宗桂に慶長17年（1612年）に扶持を与える（日本将棋連盟はこの時点で宗桂が、初代名人・将棋所になったとしているが、増川宏一の研究ではこの時点ではない。）。この功績により、平成24年（2012年）の名人制度400年を記念して、日本将棋連盟から将棋十段の推戴状が贈呈される。
- 香道を好み薫物（）の用材として、東南アジア各国へ宛てた国書の中で特に極上とされた伽羅を所望する記述があり、遺品にも高品質の香木が多数遺されている。なお有名な蘭奢待については、慶長7年6月10日、東大寺に奉行の本多正純と大久保長安が派遣されて正倉院宝庫の調査を実施し、現物の確認こそしたものの、切り取ると不幸があるという言い伝えに基づき切り取りは行わなかった（『当代記』）。同8年2月25日、開封して修理が行われている（続々群書類従所収「慶長十九年薬師院実祐記」）。

新しいもの好き
南蛮胴、南蛮時計など新しい物好きだった。

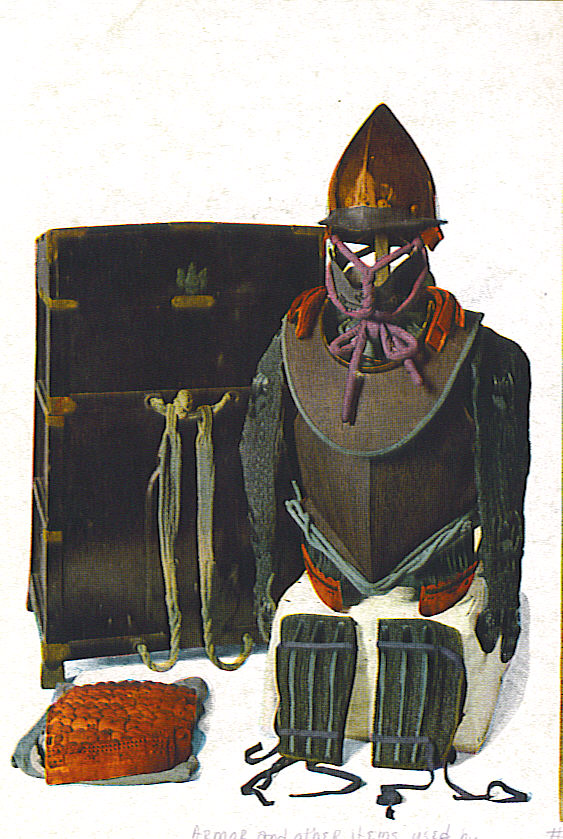
関ケ原の戦いに行くまでの道中で着用したとされる南蛮胴具足

- 日光東照宮には関ヶ原の戦いに行くまでの道中で着用したとされる南蛮胴具足が、紀州東照宮には徳川頼宣が奉納した防弾性能を試したらしい弾痕跡が数箇所ある南蛮胴具足があり、渡辺守綱や榊原康政・皆川広照には南蛮胴を、黒田長政には南蛮兜を下賜し伝世している。
- 晩年の家康は、日時計、唐の時計、砂時計などを蒐集しており、時計が好きだったようだ。
- 遺品として、けひきばし（コンパス）、鉛筆、眼鏡、ビードロ薬壺などの舶来品が現存している。

芸事は好まない
- 今川家での人質時代に今川義元に舞を所望されたが、猿楽にして欲しいと請い唖然とさせた。家臣が代わりに舞っている。
- 家康は幼少期より茶の湯の世界が身近にあったが、信長や秀吉と異なり茶の湯社交に対する積極性は見られない。家康の遺産である『駿府御文物』には足利将軍家以来の唐物の名物・大名物が目白押しだが、久能山東照宮にある家康が日常に用いた手沢品はそれらに比べ質素な品が多い。
- ただし茶を飲むこと自体は好んでおり、天正12年（1584年）に松平親宅と上林政重に製茶支配を命じ、毎年茶葉を献上させている。なお、親宅は家康へ肩衝茶入『初花』を献上し、政重は後に宇治の茶畑の支配を任せられ、伏見城の戦いで戦死している。

家康が尊敬していた人物
家康は、中国の人物として劉邦、唐の太宗、魏徴、張良、韓信、太公望、文王、武王、周公を尊敬している。着目すべきはすべて周・漢・唐時代の人物で前王朝の暴君を倒して長期政権を樹立した王（皇帝）とその功臣の名が挙げられている。日本の人物では源頼朝を尊敬していた（『慶長記』）。
師は武田信玄
武田信玄に大いに苦しめられた家康ではあるが、施政には軍事・政治共に武田家を手本にしたものが多い。軍令に関しては重臣・石川数正の出奔により以前のものから改める必要に駆られたという事情もある。天正10年（1582年）の武田氏滅亡・本能寺の変後の天正壬午の乱を経て武田遺領を確保すると、武田遺臣の多くを家臣団に組み込んでいる。自分の五男・信吉に「武田」の苗字を与え、武田信吉と名乗らせ水戸藩を治めさせている。
書画
『翁草』（神沢貞幹）や『永茗夜話』（渡辺幸庵）には「権現様（家康）は無筆同様の悪筆にて候」とある。しかし、少年から青年期の自ら発給した文書類には、規矩に忠実で作法通りの崩し方を見せ、よく手習いした跡が察せられる。特に岡崎時代の初期の書風には力強い覇気が溢れ、気力充実した様子が窺える。こうした文書類には、普通右筆が書くべき公文書が含まれており、初期には専属の右筆が置かれていなかったようだ。天正年間には、家臣や領土も増えて発給する文書も増加し、大半は奉行や右筆に委ねられていく。しかし、近臣に宛てた書状や子女に宛てた消息、自らの誠意を披露する誓書は自身で筆を執っている。家康は筆まめで、数値から小録の代官に宛てたとみられる金銭請取書や年貢皆済状が天正期から晩年まで確認できる。家臣や金銀に関する実務的な内容なものから、薬種や香合わせなどの趣味的な覚書、さらに駿府城時代の鷹狩の日程を記した道中宿付なども残っている。
文芸として家康の書を眺めると、家康は定家流を好み、藤原定家筆の小倉色紙を臨模し、手紙でも定家流の影響を受けたやや癖の強い筆跡が窺えるようになるが、一方で連綿とした流麗な書風を見せる和歌短冊も残っており、家康が実学ばかりでなく古典や名筆にも学んだ教養人でもあった一面を表している。ただし『慶長記』には、先述の実学との対比で、根本・詩作・歌・連歌は嫌ったとある。絵も簡略な筆致の墨画が10点余り伝わっているが、確実に家康の遺品と言われるものはなく、伝承の域を出ない。しかし、『寛政重修諸家譜』に家康が描いた絵を拝領した記録があり、余技として絵を描いていたことが窺える。
健康指向
家康は健康に関する指向が強く、当時としては長寿の75歳（満73歳4ヵ月）まで生きた。これは少しでも長く生きることで天下取りの機会を得ようとした物と言われ、実際に関ヶ原の合戦は家康59歳、豊臣家滅亡は74歳のときであり、長寿ゆえに手にした天下であった。
その食事は質素で、戦国武将として戦場にいたころの食生活を崩さなかった。麦飯と魚を好み、野菜の煮付けや納豆もよく食べていた。決して過食することのないようにも留意していたといわれる。酒は強かったようだが、これも飲みすぎないようにしていた。
和漢の生薬にも精通し、その知識は専門家も驚くほどであった。海外の薬学書である本草綱目や和剤局方を読破し、慶長12年（1607年）から、本格的な本草研究に踏みだした。調合の際に用いたという小刀や、青磁鉢と乳棒も現存する。腎臓や膵臓によいとされている八味地黄丸を特に好んで処方して日常服用していたという。松前慶広から精力剤になる海狗腎（）を慶長15年（1610年）と慶長17年（1612年）の2回にわたり献上されており、家康の薬の調合に使用されたという記録も残っている（『当代記』）。欧州の薬剤にも関心を示しており、関ヶ原の戦いでは、怪我をした家来に石鹸を使用させ、感染症を予防させたりもしている。東照大権現の本地仏が薬師如来となった所以は家康のこの健康指向に由来している。
本草研究も、後の幕府の薬園開設につながることから、医療史上に一定の役割を果たしたといえる。家康の侍医の一人、呂一官が創業した柳屋本店は今も現存する。
晩年には心身の健康のために東南アジアから香木を集めていたという。
しかし、晩年に病に倒れた際には、介抱した侍医頭の片山宗哲は診察の結果「胃癌」であると突き止めたものの、家康本人は寸白（サナダ虫）の固まりであると誤った自己診断を下してしまう。宗哲の調合した薬は服用せず、自身で調合した万病丹や銀液丹などを飲み続けるも、効果は無く病状は悪化を続けた。父を心配した秀忠は万病丹の服用を諫めてもらうよう宗哲に頼み、同じことを思っていた宗哲は服用を控えるよう家康に進言した。
すると薬学研究者のプライドを傷つけられた家康は顎を震わせて怒りだし、宗哲を信州高島藩へ流罪にするという暴挙に及んだ。日頃養生に細心の注意を払い、「御医師家康」と言われるほど医療に自信を持っていた家康が人生の最後にきて誤診により寿命を縮めてしまったのは皮肉といえる。
寡黙な苦労人
幼少のころから、十数年もの人質生活をおくり、譜代家臣の裏切りにより祖父と父を殺されており、家督相続後は三河一向一揆において多数の家臣に裏切られている。また、小牧・長久手の戦い後には重臣・石川数正にも裏切られている。働き者で律儀者・忠義者が多く、結束が固い強兵と賞賛される三河国人だが反面、頑固で融通が利かず利己的でプライドが高い。結束も縁故関係による所が大きい。腹心以外の家臣団との交流は少なく家臣たちの家康評には「なにを考えているかわからない」「言葉数が非常に少ない」といった表現が多い。
倹約
家康の倹約にまつわる逸話は多い。
- 侍が座敷で相撲をしているときに畳を裏返すように言った（『駿河土産』）。
- 商人より献上された蒔絵装飾を施した御虎子（便器）の悪趣味さに激怒し、直ちに壊させた（『膾餘雑録』）。
- 代官からの金銀納入報告を直に聞き、貫目単位までは蔵に収め、残りの匁・分単位を私用分として女房衆を集めて計算させた（『翁草』）。
- 三河にいたとき、夏に家康は麦飯を食べていた。ある時部下が米飯の上に麦をのせ出した所、戦国の時代において百姓にばかり苦労させて（夏は最も食料がなくなる時期）自分だけ飽食できるかと言った（『正武将感状記』）。
- 厩が壊れても、そちらのほうが頑強な馬が育つと言い、そのままにした（『明良洪範』）。
- 家臣が華美な屋敷を作らないよう与える敷地は小さくし、自身の屋敷も質素であった（『前橋旧聞覚書』『見聞集』）。
- 蒲生氏郷は秀吉の後に天下を取れる人物として前田利家をあげ、家康については人に知行を多く与えないので人心を得られず、天下人にはなれないだろうといった（『 老人雑話』）。

この結果、家康は莫大な財を次代に残している。『落穂集追加』では家康のは吝嗇でなく倹約と評している。例えば『信長公記』に記された織田信長の接待においては京から長谷川秀一を招いて趣向を凝らした接待を行っている。
家康の遺産
家康が死去した時、遺産は金が470箱、銀が4953箱だった。総計にすると194万8721両、つまりおよそ200万両で、現代の価値でいうと約2000億円という莫大なものだった。家康の遺産が莫大だった理由は、以下のことが挙げられる。
- 佐渡金山や石見銀山など、各地の鉱山を積極的に開発したり、貿易に力を入れて莫大な富を蓄えた。
- 駿府城に蓄えた金銀は、伏見城に蓄えていた金銀を慶長12年（1607年）に運ばせたもので、移送された金銀は「780駄」とある。これ以外の記録が無いので推定とされているが、当時の伝馬の規則では「1駄=30貫以内」である。つまり伝馬1頭の荷重量は30貫（約112キロ）。箱の重さを差し引いたとして、1駄の金銀は27貫（約101キロ）。単純計算すると、2万1000貫（約79トン）の金銀を移送したことになる。金銀の比率がわからないので、中江克己は「仮に」とした上で、金2000貫、銀1万9000貫として、全てを小判1両に換算すると、金が40万両、銀は約38万両で、合計は約78万両となる。これをもとに考えると、家康は駿府に移り住んでから死去するまでに122万両も増やしたことになる。なお中江は家康が秀吉が伏見城に蓄えていた金銀を、秀吉の死後に奪ったとする。ただし伏見城は関ヶ原合戦時に西軍により焼亡しており、この時点で伏見城にあった秀吉の金銀も所在が不明となっている。

慶長8年（1603年）にイエズス会の修道士がローマに送った報告書には以下のようにある。
- 「家康は日本において、歴代の中で最も裕福なる君であり、巨額の金銀を集積している」
- 「家康が伏見城の一室に金銀を貯蔵しておいたところ、その重みのために梁が折れ、床が陥没してしまった」

駿府城とは別に、江戸城にも莫大な金銀を遺していた。
- 中江は秀忠が死去した時点で、江戸城には金銀が366万両あったという。秀忠時代の収入は80万両、支出は120万両で、40万両の赤字だが、仮にこの40万両をプラスすると約406万両となる。つまり、家康は江戸城に400万両以上の金銀を遺していたことになる。

家康公遺訓
家康の遺訓として「人の一生は重荷を負て遠き道をゆくがごとし、いそぐべからず。不自由を常とおもへば不足なし、こころに望おこらば困窮したる時を思ひ出すべし。堪忍は無事長久の基、いかりは敵とおもへ。勝事ばかり知りて、まくる事をしらざれば、害其身にいたる。おのれを責て人をせむるな。及ばざるは過たるよりまされり」という言葉が広く知られているが、これは偽作である。明治時代に元500石取りの幕臣・池田松之介が徳川光圀の遺訓と言われる『人のいましめ』を元に、家康63歳の自筆花押文書に似せて偽造したものである。これを高橋泥舟らが日光東照宮など各地の東照宮に収めた。
また、これとよく似た『東照宮御遺訓』（『家康公御遺訓』）は『松永道斎聞書』、『井上主計頭聞書』、『万歳賜』ともいう。これは松永道斎が、井上主計頭（井上正就）が元和の初め、二代将軍・徳川秀忠の使いで駿府の家康のもとに数日間滞在した際に家康から聞いた話を収録したものという。江戸時代は禁書であった。一説には偽書とされている。

### 織田家との関係
平野明夫は家康宛の信長書状は元亀四年四月六日までは書止文言は恐々謹言で宛名の脇付も進覧ないし進覧之候とあるが天正五年一月二十二日付以後の書止は謹言になり、脇付は無くなっている。これを等輩に対する書札礼から下様への書札礼に変化していると分析している。
また家康から信長への書状は天正二年九月十三日付けの書止文言は恐々謹言だが、天正二年閏十一月九日付以降は最高位の恐惶謹言が用いられていてしかも脇付は最高の敬意を示す「人々御中」が用いられている。
これを持って平野は家康は一門に準ずる織田政権下の一大名であったと締め括っている。
谷口克広も武田家滅亡の際に駿河が信長から家康に宛行いを受けたと書いてあるのは信長公記だけでなく当代記にも「駿河国家康下さる」とあるうえ、三河物語でさえも、「駿河をは家康へ遣わされて」という表現を用いているとし家忠日記でもこの頃の信長を「上様」と呼んでおり、家康の家臣でさえ、縦の関係が生じていることを認めざるをえなかったとしている。

### 居城
家康の生誕地は、三河国・岡崎だが、生涯を通じて現在の静岡県（浜松・駿府）を本城あるいは生活の拠点としている期間が長く、岡崎にいたのは、尾張国の織田氏のもとで人質として過ごした2年を含め、幼少期および桶狭間の戦い後10年と極めて短い。

### 幼少から持っていた洞察力

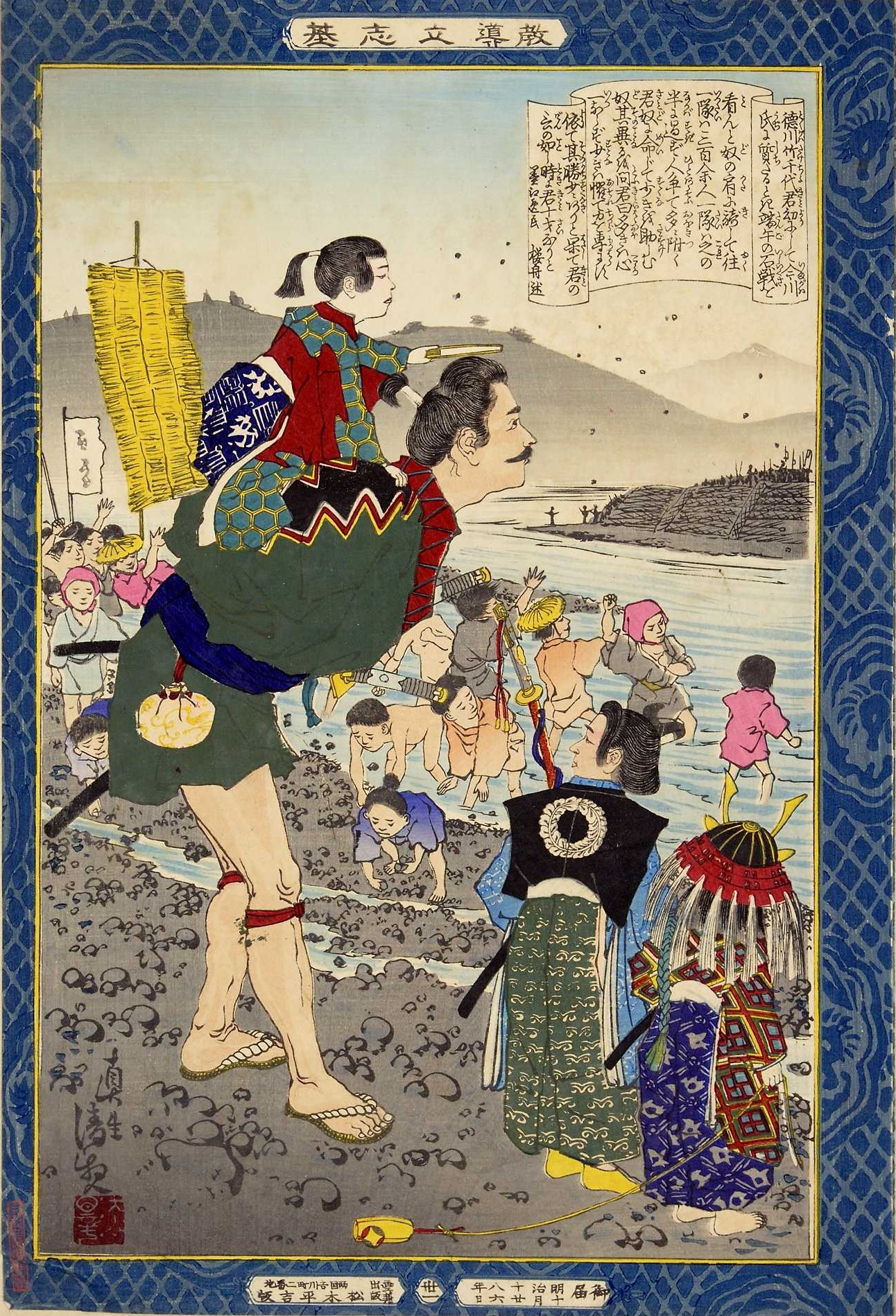
『教導立志基』「徳川竹千代」（小林清親筆）。松平竹千代（徳川家康）が石合戦の勝敗の行方を当てる場面を描く。

10歳のころ、竹千代（家康）は駿河の安倍川の河原で子供達の石合戦を見物した。150人組と300人組の二組の対決で、付添いの家臣は人数の多い300人組が勝つと予想した。だが竹千代は「人数が少ない方が却ってお互いの力を合わせられるから（150人組が）勝つだろう」と言った。家臣は「何をおかしなことを言われるのですか」と取り合わなかったが、竹千代の予想通り、150人組が勝ったので、竹千代は家臣の頭を叩き、「それ見たことか」と笑ったという。ただしこの逸話は、天下人となり江戸幕府を開いた家康を顕彰するために後世創作されたのではないかとする指摘もある。

### 肖像画

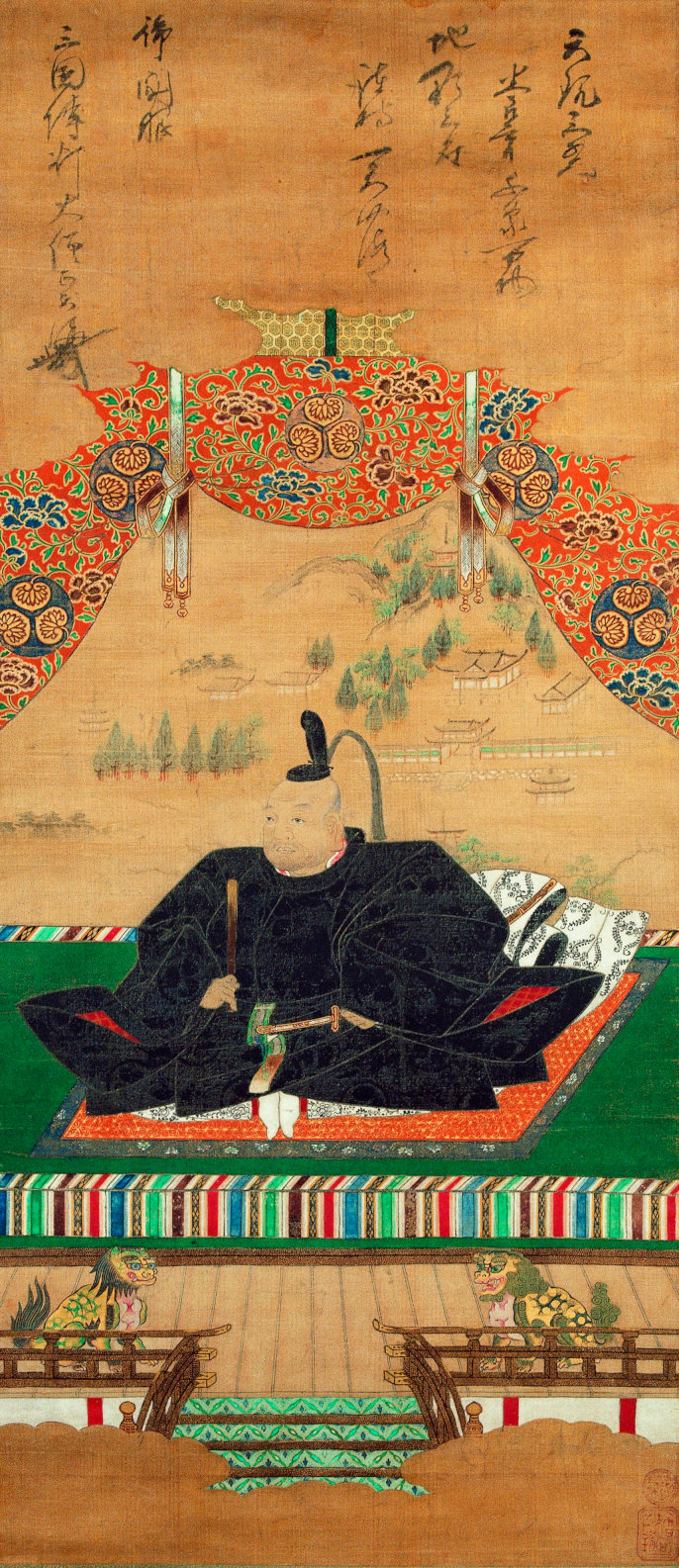
東照大権現像（四代木村了琢筆、天海賛、徳川記念財団蔵）

家康の没後、その神格化を主導した天海は、東照大権現としての家康像を絵仏師の木村了琢や神田宗庭らに多数制作させた。東照大権現像の多くは、天上にある神社（画面の上下に雲を、手前に狛犬一対を配する）において、束帯を着用した東照大権現（徳川家康）が繧繝縁の上畳に座り、葵紋のある御帳と御簾を引き上げて姿を現した構図で描かれた。他方、平成24年（2012年）に公開された徳川記念財団所蔵の歴代将軍肖像画の紙形（下絵）では、家康の紙形は「東照大権現像」（白描淡彩本）とされており、よく知られている肖像画とは違った趣で描かれている。

### 信長の兄弟
『フロイス日本史』では、「信長の姉妹を娶り」とあり、家康は一貫して「信長の義弟」と書かれている。しかし現在のところ、この女性の存在を裏付ける史料は見つかっていない。

### 神君伊賀越え
本能寺の変直後の神君伊賀越えでは伊賀・甲賀忍者の力添えを受けて三河国まで逃走した。その道中、甲賀忍者の多羅尾氏の居館に着いたとき、家康は警戒して城に入ろうとしなかったが、城主・多羅尾光俊が赤飯を与えたところ、信用して城で一泊した。その後は伊賀の豪族・百地氏、服部氏、稲守氏、柘植氏の柘植清広等の護衛で白子まで辿り着き、この功で多羅尾氏は近江国で8,000石を領する代官に、柘植氏は江戸城勤めの旗本となった。他の伊賀・甲賀忍者らは「伊賀同心」として召し抱えられ後に江戸へ移った。また、このときの礼として百地氏には仏像を与え、これは現在も一族の辻家が所有している。

### 影武者説
大坂夏の陣の際に家康は真田信繁に討ち取られ、混乱を避け幕府の安定作業を円滑に進めるために影武者が病死するまで家康の身代わりをしていたとされる説。一説に異母弟の樵臆恵最もしくは小笠原秀政ではないかといわれる。大阪府堺市の南宗寺には家康の墓とされるものがある。徳川家康の影武者説も参照。

### 江戸幕府の支配に関して

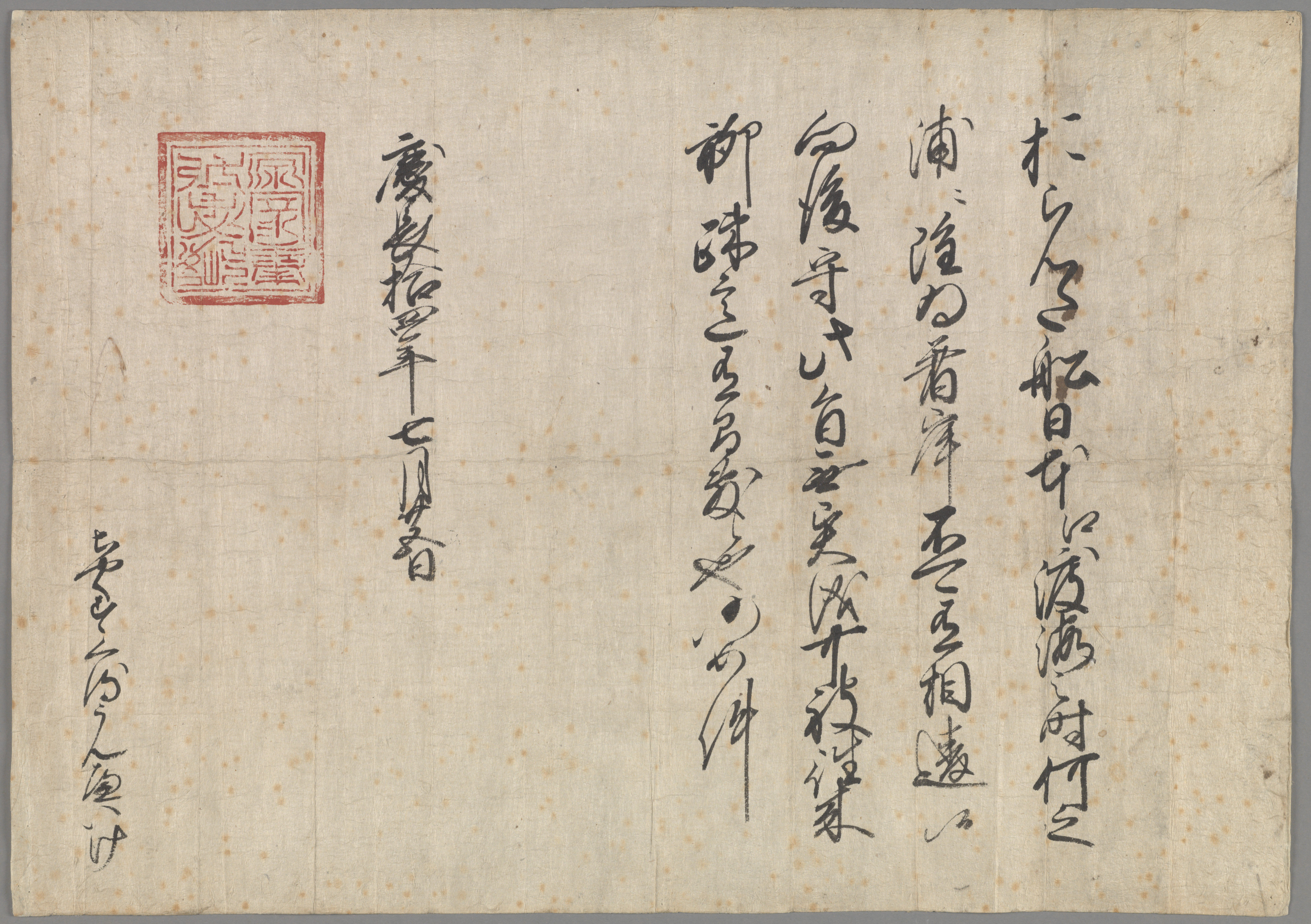
徳川家康の名で発行されたオランダとの通商許可証（慶長）14年7月25日（1609年8月24日）付

家康が礎を築いた徳川将軍家を頂点とする江戸幕府の支配体系は、それまでの日本を統治したどの組織よりも極めて完成度の高いものである。江戸幕府は京、大坂、堺など全国の幕府直轄主要都市（天領）を含め約400万石、旗本知行地を含めれば全国の総石高の1/3に相当する約700万石を独占管理（親藩・譜代大名領を加えればさらに増加する）し、さらには佐渡金山など重要鉱山と貨幣を作る権利も独占して貨幣経済の根幹もおさえるなど、他の大名の追随を許さない圧倒的な権力基盤を持ち、これを背景に全国諸大名、寺社、朝廷、そして皇室までをもいくつもの法度で取り締まり支配した。これに逆らうもの、もしくは幕府に対して危険であると判断されたものには容赦をせず、そのため江戸幕府の初期はいくつもの大名が改易（取り潰し）の憂き目にあっており、これには譜代、親藩大名も含まれる。これは朝廷や皇室でさえも例外ではなく、紫衣事件などはその象徴的事件であった。
幕府に従順な大名に対しても参勤交代などで常に財政を圧迫させ幕府に反抗する力を蓄えることを許さず、また、特に近世初期は多くの転封をおこない「鉢植え」にした。些細な問題でも大名を改易、減封に処し、神経質に公儀の威光に従わせるように仕向けた。大名への叙位任官、松平氏下賜（授与）で、このように圧倒的な権力基盤を背景にして徳川将軍家を頂点に君臨させた。全国の諸大名・朝廷・皇室を「生かさず殺さず。逆らえば（もしくはその危険があるならば）潰す」の姿勢で支配したのが江戸幕府であった。
このように徳川将軍家を頂点とする江戸幕府の絶対的な支配体系については「保守的・封建的」との見方もできる一方、強固な支配体系が確立されたからこそ、戦国時代を完全に終結させ、そして江戸幕府が250年以上におよぶ長期安定政権となったことは否定できない事実である。
後の鎖国政策につながるような限定的外交方針を諸外国との外交基本政策にしたことから、幕末まで海外諸国からの侵略を防げたという評価もある。ただし、これらの「業績」は家康の死後に、当時の情勢において行われたものである。また明が海禁策をとるなど、当時の世界的な趨勢であるとも言える。
家康は朝廷を幕府の支配下におこうとした。慶長11年（1606年）には幕府の推挙無しに大名への官位の授与を禁止し、禁中並公家諸法度を制定するなどして朝廷の政治関与を徹底的に排除している。大坂冬の陣の最中である12月17日、朝廷は家康に勅命による和睦を斡旋したが、家康はこれを拒否した。さらに家康は秀忠の五女・和子を入内させ、外祖父として皇室まで操ろうとしたのである（入内の話は慶長17年（1612年）から始まっていたという。和子の入内が元和6年（1620年）まで長引いたのは、家康と後陽成天皇が死去したためである）。家康の死後、幕府は紫衣事件などを経て、天皇および朝廷をほぼ完全に支配することに成功した。この力関係は幕末の尊王運動が起こるまで続いた。

### 一族・譜代の取り扱いに関して
息子や家臣に対しても冷酷非情な面を見せる人物だったとされることが多いが、情に流されず息子や一族に対しても一律に公平であったと見る向きもある。
長男・信康の切腹に関しては、信長の要求によるものではなく、家康自らの粛清説も近年唱えられている。また、生母の身分が低い次男・結城秀康、六男・忠輝を、出生の疑惑や容貌が醜いなどの理由で常に遠ざけていたとされるが、これには異論もある。
関ヶ原の戦いにおいて江戸留守居役を命じられた秀康は、戦功を挙げるために秀忠に代わり西上したいと申し出たが容れられなかった。かねてから秀康には石田三成との交流があり、豊臣方に内通する恐れがあったとも考えられる一方で、武将として実績のある秀康に三成と友誼が深く西軍に呼応する恐れが強い佐竹義宣を監視させ、東北戦線で上杉氏と戦う伊達政宗・最上義光らの後詰め役として待機させたとされる。秀康は後の論功行賞において破格の50万石を加増、官位も権中納言まで昇進しており、最終的に67万石もの大封を与えられ、江戸への参勤免除、幕府からの使役の免除、関所を大砲で破壊しても黙認されるなど、別格の扱いを受けている。将軍継嗣がならなかったのは、豊臣秀吉の養子で、後に結城家に養子に入り名跡を継いでいることなどが理由とされる。また、秀忠の生母である於愛（竜泉院）は、築山殿の死後に家康の正室とされていた時期があったのではないかとする新説も出されており、この説が正しければ秀忠の後継はかなり早い時期からの既定路線であったとも考えられる。なお、秀康の子・松平忠直には、秀忠の娘・勝姫を嫁がせている。
忠輝についても嫌われ、冷遇されたといわれたが、それを示す史料はなく、改易前には御三家並の所領（越後国・高田55万石）が与えられていた。
しかし秀康はともかく、嫡子・忠直や忠輝は家康よりもむしろ秀忠と不仲であったとされる。松平忠直は大坂の陣で真田信繁（通称、幸村）らを討ち取る功績を挙げたが、論功行賞に不満を言い立てた。家康の死後は幕政批判や乱行が目立ったために秀忠によって隠居させられ、越前福井藩を継いだのは忠直の弟・忠昌であった。忠輝も秀忠により数々の不行状を追及されて改易させられた。
徳川四天王である本多忠勝や榊原康政を関ヶ原の戦い後に中枢から外し、この2人に次ぐ大久保忠隣を改易・失脚させている。しかし、榊原康政は老臣が要職を争うことを嫌い自ら老中職を辞退していることに加え、康政の跡を継いだ榊原康勝が大坂の陣で没した後に起こった騒動を家老の処分にとどめ（家老は却って褒賞を受けたとする説もある）、本多忠勝に対しては、その子・本多忠政と孫・本多忠刻に自分の孫・熊姫（松平信康の娘）と千姫を嫁がせるなど、譜代大名に相応の配慮は示しており、その例は例外も多いが鳥居家、石川家など枚挙に暇がない。大久保氏も忠隣の孫・忠職は大名として復権し、家康の死後は加増が行われ次代・大久保忠朝は旧領小田原への復帰と、11万石という有力譜代大名としての加増を受けている。ただし、忠職が家康の曽孫であるから、という見方もできるのも否めない。しかし、忠隣自身が家康死後に家康の誤りを示すとして秀忠からの赦免要請を拒否していることから、大久保氏を避けていたわけではないと思われる。
家康は吏僚の造反行為には厳しく、三河時代に武田勝頼と内通した寵臣・大岡弥四郎を鋸引きという極刑で処刑している。大久保長安についても、幕府中枢にある者の汚職・不正蓄財と扱い殊更に厳しくすることで、綱紀粛正を促したとする見方もできる。さらには、人材の環流は組織の活性化に必須であり、一連の行為はあくまで幕府の体制固めとして行われた政治的行為として解釈することもできる。また、松平信康を含め、秀康・忠輝に共通するのは武将としての評価が高かったことにあり、武将としては凡庸とされ失敗もあり兄を差し置いて将軍となった秀忠の手前彼らを高く評価することは憚られたことが背景にある。
また、家康はかつて敵対していた今川氏・武田氏・北条氏の家臣も多く登用し、彼らの戦法や政策も数多く取り入れている。『故老諸談』には家康が本多康重に語った言葉として「われ、素知らぬ体をし、能く使ひしかば、みな股肱となり。勇功を顕したり」と記されている。

### 家康と同時代の人々
家康は、武田信玄を尊敬し、武田氏の遺臣から信玄の戦術や思想を積極的に学んだ。その反面、信長のように身分や序列を無視した徹底的な能力主義をとることはなく、秀吉のように自らのカリスマ性や金、領地を餌に釣って家臣を増やすこともなかった。家康の重臣のほとんどは三河以来の代々仕えてきた家臣たちであった。
そのためか、彼らに天下を統一され遅れをとったが、代わりに自身は信頼できる部下だけで周囲を固め、豊臣政権の不備もあって天下人となった。とはいえ、その部下の中には今川氏・武田氏・北条氏等の自身が直接（主導）的には滅ぼしてはいない大名の家臣も含まれているため一種の漁夫の利（統一の際の汚れ役を信長・秀吉が被ってくれた）ともいえる。一方で偉大な先人から学びとり、それを取捨選択しその時流や自分の状況にあう行動をとったことは十分に名君と呼ぶに値するという見方もできる。
その戦振りに関しては、秀吉から「海道一の弓取り」と賞賛されたと伝わる。
家康は常に冷静沈着な知将だったとされているが短気で神経質な一面も持ち、関ヶ原の戦いでは開戦間際において一面に垂れ込める霧の中で使番の野々村四郎右衛門が方向感覚を失い陣幕に馬を乗り入れた際に苛立ち、門奈長三郎という小姓に侵入者が何者か尋ねるが、門奈は侵入者が誰だか知っていたが当人に責任が掛からないように配慮し答えなかった。家康は門奈のこの態度に腹を立て、門奈の指物の竿を一刀のもとに切り捨てたという。さらに家康は苛立ったり、自分が不利になったりすると、親指の爪を常に噛み、時には皮膚を破って血を流すこともあったという。その一方怒りに任せ家臣や領民を手打ちにするようなことは生涯ほとんどなかった。幼少期に今川家の人質だったころ自分に辛く当たった今川方の孕石元泰を後年探しだし切腹させた（『三河物語』）のは例外的処置である。
情を排する冷徹な現実主義者との評価がある一方、法よりも人情を優先させた事例もある。例えば三方ヶ原の戦いで家康の身代わりとなって討死した夏目吉信の子が規律違反を犯しても超法規的に赦し、関ヶ原の合戦後に真田信之、本多忠勝らの決死の嘆願で真田昌幸と真田幸村を助命している。特に苦労を共にしてきた三河時代からの家臣たちとの信頼関係は厚く、三方ヶ原の戦いで三河武士が背を向けず死んで行ったという俗説をはじめ、夏目吉信・鳥居元忠らの盲目的ともいえる三河武士たちの忠節ぶりは敵から「犬のように忠実」と言われたこと（『葉隠覚書』）から、少なくとも地元である三河武士が持つ家康への人望は非常に厚かったようだが、一向一揆を起こされたことも考慮する必要がある。無論、有能な人材も重視し、安祥・岡崎譜代だけでなく今川氏・武田氏・北条氏の旧臣を多く召抱え、大御所時代には武士のみならず僧・商人・学者、さらには英国人ウィリアム・アダムス（外国人に武士として知行を与えたのは家康のみ）と実力も考慮して登用し、江戸幕府の基礎を作り上げていった。

### 家康と宗教
戦国時代最大の武装宗教勢力であった一向宗は第11世門主・顕如の死後、顕如の長男・教如と三男・准如が対立し、教如が独立する形で東本願寺（真宗大谷派）を設立、後にこれに対して准如が西本願寺（浄土真宗本願寺派）を設立し、東西本願寺に分裂するが、この分裂劇に関与しているのも家康である。一説によると、若き日に三河一向一揆に苦しめられたことのある家康が、本願寺の勢力を弱体化させるために、教如を唆して本願寺を分裂させたと言われているが、明確にその意図が記された史料がないため断定はできない。しかし、少なくともこの分裂劇に際し、教如を支持して東本願寺の土地を寄進したのが家康であることは確かである（真宗大谷派も教如の東本願寺の設立に家康の関与があったことは認めている）。
現在の真宗大谷派は、このときの経緯について、「教如は法主を退隠してからも各地の門徒へ名号本尊や消息（手紙）の配布といった法主としての活動を続けており、本願寺教団は関ヶ原の戦いよりも前から准如を法主とする一派と教如を法主とする一派に分裂していた。徳川家康の寺領寄進は本願寺を分裂させるためというより、元々分裂状態にあった本願寺教団の現状を追認したに過ぎない」という見解を示している。
東西本願寺の分立が後世に与えた影響については、『戦国時代には大名に匹敵する勢力を誇った本願寺は分裂し、弱体化を余儀なくされた』という見方も存在するが、前述の通り本願寺の武装解除も顕如・准如派と教如派の対立も信長・秀吉存命のころから始まっており、また江戸時代に同一宗派内の本山と脇門跡という関係だった西本願寺と興正寺が、寺格を巡って長らく対立して幕府の介入を招いたことを鑑みれば、教如派が平和的に公然と独立を果たしたことは、むしろ両本願寺の宗政を安定させた可能性も否定出来ない。
ちなみに、三河一向一揆が起こった際、敵方の一向宗側には本多正信や夏目吉信など、家康の家来だった者もいた。だが家康は彼らを怨まず、逆に再び召抱えている。彼らは家康に恩を感じ、本多正信は家康の晩年まで参謀として活躍し、夏目吉信は三方ヶ原の戦いで家康の身代わりになって戦死した。
また、同様に町衆に対し強い影響力を有する日蓮宗に対しても、秀吉が命じた方広寺大仏殿の千僧供養時に他宗の布施を受けることを容認した受布施派と、禁じた宗義に従った不受不施派の内、後者を家康は公儀に従わぬ者として日蓮宗が他宗への攻撃色が強いことも合わせて危険視した。そのため、後の家康の出仕命令に従わぬ不受不施派の日奥を対馬国に配流したり、他宗への攻撃が激しい日経らを耳・鼻削ぎの上で追放した。家康死後も不受不施派は江戸幕府の布施供養を受けぬことを理由として、江戸時代を通じて弾圧され続けた。
これら新興の宗派以外の古い天台宗・真言宗・法相宗にも独占した門跡を通じ朝廷との深い繋がりを懸念し、新たに浄土宗の知恩院を門跡に加え、さらに天台宗の関東における最高権威として輪王寺に門跡を設けた。これら知恩院・輪王寺は江戸幕府と強い繋がりを持った。
一方でキリスト教に対しては秀吉の死後、南蛮貿易による収益などの観点から当初は容認しており、実際に江戸時代初期にキリスト教は東北地方への布教を行っている。しかしマードレ・デ・デウス号事件や岡本大八事件を経て、慶長18年（1613年）にバテレン追放令を公布する。
家康の死後、幕府は寺請制度等により、寺社勢力を完全に公儀の下に置くことに成功している。また、家康自身が東照神君として信仰対象になった。

### 近現代における評価
家康は江戸期を通じて神格化され、否定的評価は禁じられており、ある程度自由な評価が解禁されたのは江戸幕府が崩壊した明治維新後であるが、この時期は尊王的でないなどとして否定的に評価されることがしばしばあった。
本格的に自由な評価ができるようになった戦後には、大きな影響力を持った司馬遼太郎が家康について記した小説『覇王の家』あとがきで、家康が築いた江戸時代については「功罪半ばする」とし、「（日本人の）民族的性格が矮小化され、奇形化された」といった論やその支配の閉鎖ないし保守性については極めて批判的に評価された。ただし、司馬は家康本人に対しては、必ずしも否定的では無い。初陣を15歳で経験し、大坂夏の陣では73歳でありながら総大将として指揮を採り、その生涯では三方ヶ原の戦いなど大敗も経験したが、晩年まで幾多もの戦争を経験し、指揮も執り、戦死しなかったことを、「歴史上、古今東西見渡しても滅多に類を見ない」とし、「戦が強くはなかったが、戦上手であった」と評している。
しかし一方で、山岡荘八の小説『徳川家康』で、幼いころから我慢に我慢を重ねて、逆境や困難にも決して屈することもなく先見の明をもって勝利を勝ち取った人物、泰平の世を願う求道者として描かれ、この小説をきっかけに家康への再評価が始まった。
2000年に朝日新聞社が実施した識者5人（荒俣宏、岸田秀、ドナルド・キーン、堺屋太一、杉本苑子）が選んだ西暦1000年から1999年までの「日本の顔10人」において、家康が得票数で1位を獲得した。

## 遺品
死去時における家康の遺品は「駿府御分物」として秀忠や側室・娘・孫に一部が、残りの大部分が御三家に分与された。尾張家と水戸家にはその目録があり、大雑把な分類を下記する。
- 武具類  刀剣・薙刀・槍・弓・鉄砲・拵装剣具・甲冑・旗幟・幕・法螺貝・陣太鼓・軍配・采配・馬印・陣中使用調度・馬具・鷹狩道具
- 金銀道具  風炉・釜・天目茶碗等の茶の湯道具一式・香箱・香盆・盃等
- 御数寄屋道具  茶壺・茶入・茶碗・釜・花活等の茶の湯道具・掛物・歌書・香道具類・文房具類
- 能狂言道具  面・衣装・腰帯・髷帯・被服・小道具・楽器等
- 振舞道具  茶碗・皿・徳利・盃・盆・膳・椀等
- 調度類  碁将棋道具・屏風・各種箱類・敷物・鋏・爪切・望遠鏡・ビードロ鏡等
- 衣類反物類  小袖・羽織・帷子等衣服類、絹・木綿・麻等反物類、糸・綿類
- その他  紙・蝋燭・香木・薬類・薬道具等

これらの大半は長い年月の内に使用・贈答・破損等で失われたが、それでも多くの遺品が残存している。この他に生前家臣等へ下賜したものを含めれば、他の人物とは比較にならない多種多様な遺品が伝来している。

### 刀剣
「駿府御分物」目録に記載された刀剣・薙刀・槍の総数は1,172点を数える。この内、目録の記述が簡略なため現存品と確認できるのは少なく100点、刀剣85点中国宝・重要文化財・重要美術品指定42点、御物4点、また名物は40点を数える。
家康は、武家の棟梁として古い名刀を蒐集し、「日光助真」（国宝、東照宮蔵）など多くの名物がその手元にあった。また、晩年の慶長19年（1614年）春には、大坂冬の陣に備えるために、伊賀守金道という刀工に1,000振りの陣太刀を急造発注し、その政治的見返りとして朝廷に対し金道を「日本鍛冶惣匠」に斡旋している。
一方で、家康を始めとする徳川家臣団が、戦場で使う武器として愛用していたのが、当時の「現代刀」だった伊勢国桑名（現在の三重県桑名市）の刀工、千子村正（せんご むらまさ）と千子派（村正の一派）、そしてその周辺流派の作である。
家康自身も村正の打刀と脇差を所有し、これらは尾張徳川家に「村正御大小（むらまさおだいしょう）」として伝来した。脇差は大正期に売却されたが、打刀は現在も徳川美術館に所蔵され、村正に珍しい皆焼（ひたつら）刃の傑作として名高い。家康がこの大小を一揃いで差し実戦で使用したのか確実なところは不明だが、少なくとも今も打刀にはわずかに疵の跡が残っている。この「皆焼」の刃文を持つ村正は相当な稀少品で、現存するのは他に短刀「群千鳥（むらちどり）」や短刀「夢告（むこく）」などの数点しかなく、そのいずれもが評価の高い名作とされている。
お膝元の駿河には村正と作風を共有する島田義助（元今川氏のお抱え刀工）がいて、六代目の義助に御朱印を与えるなど厚遇している。村正と義助は直接の師弟関係ではないが、お互いの派で技術的交流を続けていたから、作風が近づくことがよくあった。
なお、かつては家康が村正を忌避していたという俗説があったが、現在では完全に否定されている。村正は徳川家に祟るとする妖刀伝説が江戸時代に広く流布していたことそのものは事実（村正#妖刀村正伝説）で、村正は銘を潰されるなどの悲惨な被害を受けたが、そうした伝説は家康の死後に発生したものである。徳川美術館は、家康が村正を忌避していたとするのは後世の創作、家康は実際は村正を好んでいた、と断言している。
妖刀伝説が広まった理由としては、以下の理由が考えられる。
- 『三河後風土記』で、家康が村正を忌避し、織田有楽斎が家康を憚って村正の槍を打ち捨てたという逸話が捏造された[262]。これは正保年間（1645-1648年）後に書かれた著者不明の偽書だが、江戸時代後期までは慶長15年（1610年）に平岩親吉が自ら著した神君家康の真実と信じられていた[263]。
- 家康の親族が村正で傷つけられたという妖刀伝説の逸話も、出処が怪しいものが多くそもそもどこまでが真実か極めて疑わしい[264]。主家の家康自身が村正を好んだように、徳川家の重臣には村正や千子派（村正派）の作を持つ者が多かった[256]。仮にそれらの傷害事件が事実としても、確率の問題でたまたま用いられたのが村正だったとしても不思議はなく[256]、また、嘘だとしても、家臣団に普及していた村正を物語に登場させるのは説得力があった。家康の村正愛好のせいで逆に忌避伝説につながった皮肉な例と言える。

### 甲冑
| 伊予札黒糸威胴丸具足 |  | 金溜塗具足 |
| 伊予札黒糸威胴丸具足 |  | 金溜塗具足 |

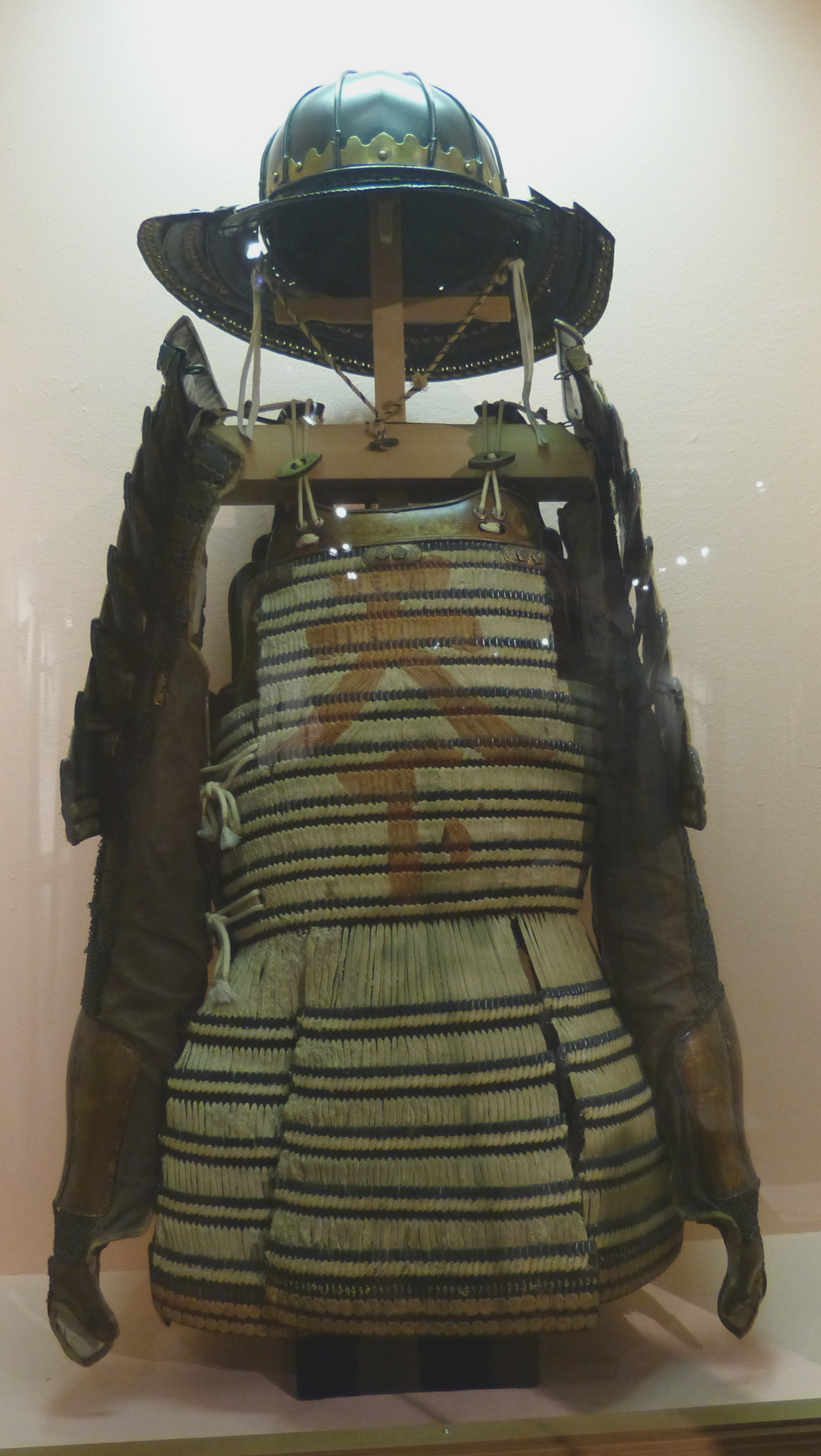
文字威胴丸具足（兜は別品）

家康所用とされる甲冑は多数伝来しており、記録伝承が確実なものだけで10領が現存する。
代表的なものとして上述の「南蛮胴具足」（下賜品含め5領、他兜のみも有）、「伊予札黒糸威胴丸具足（歯朶具足）」（2領、内1領は兜欠）、「金溜塗具足」（2領）などが伝来している。
当時の武将は存在を誇示するため派手な甲冑や前立を好んでいたが、家康が大坂の陣で使用した歯朶具足は飾りが少ない漆黒の甲冑は「現代刀」と共に家康の気質を表しているとされる。一方で、金色の「金溜塗具足」や「金小札緋縅具足」、水牛の角を立物として熊毛を植えた「熊毛植黒糸威具足」、一の谷と大釘を組み合わせた立物に銀箔と白糸による総白色の「白糸威一の谷形兜」、華麗な姿や桐紋から当初は秀吉所用と思われた「花色日の丸威胴丸具足」等派手な甲冑も多数伝来しており、実際には多種多様な甲冑を着用・所持した。
また家康は秀吉と同様に欧州に甲冑を贈っているが、オーストリアアンブラス城にある「文字威胴丸具足」は「日本の皇帝及び皇后が神聖ローマ皇帝ルドルフ2世」に贈った品と記録がある。この具足は先述の「花色日の丸威胴丸具足」や1613年に秀忠がイギリス国王ジェームズ1世に贈った甲冑等の家康やその近辺の甲冑と同一の特徴があり、1608年から1612年に家康が贈った甲冑とされる。この甲冑は胴前面と左袖に「天下」、胴後面と右袖に「太平」の文字が紅糸で縅してある。

### 衣服
目録記載の主な衣類として小袖2,746領、単物2,258領、糸490貫がある。生前の下賜品を含めた現存品は180点を超え、その種類も羽織・胴服・陣羽織・小袖・綿子・下着・カルサン・小袴・襟巻・長裃・裃・肩衣・帷子・浴衣・紙子・下帯・足袋、素材も絹・天鵞絨・羅紗・革・麻・紙と多彩である。
衣類の中でも辻ヶ花の小袖は技術的・美術的にも価値が高い遺品が多く、「葵梶葉文染分辻が花染小袖」のように重要文化財に指定された品も多い。『慶長板坂卜斎記』には家康が家臣へ数多くの小袖（年間に9から14・15領）を下賜した結果、天正末から文禄に掛けて小袖が天下に広まったとして、日本衣装が結構な事は家康に始まるとして、日本建築が結構な事は秀吉に始まると対比させている。
例として「練緯地白紫段葵紋散辻が花染陣羽織」は天正10年（1582年）伊賀越え時の下賜品とされ時期が判明する最も古い衣装であり、慶長15年（1610年）に下賜された「白練緯地松皮菱竹模様小袖」は半世紀以上後に流行した寛文小袖とする説も出た斬新なデザインである。また大破した残欠を化学分析した結果、黄金色に復元された「黄金色地葵紋波兎文辻ケ花染羽織」は地味と言われる家康の趣向に対する認識を大きく変えた。

### 蔵書
家康の駿府城中にあった文庫「駿府御文庫」に収められた蔵書は、「国内の旧記・稀覯本」は将軍家に収められ「紅葉山文庫」の基となった。残りは前述のように御三家に相続され、この内尾張家に収められた分は「蓬左文庫」の基となった。
将軍家相続分は「先代旧事本紀」・「古事記」・「釈日本紀」等国書が多く、史書・故実書が大半を占めるが、漢詩文集や漢籍（史書がほとんど）もある。これらの多くは社寺・公家・院御所等から得られたもので、概算で51部1,200冊を数える。御三家の内、目録のある尾張家の分は378部2,838冊、水戸家の分は180部907冊とされる。「駿府御文庫」の収蔵数は約1,000部7,800冊と推測され、これとは別に林羅山へ預けた分は記録がある漢籍800部に和書を加えれば1,000部になると推測される。
蔵書の分類は漢籍が8割、和書が2割とされ、学問書が多くを占めている。これらの蔵書は江戸幕府による文治政策の基礎を成したと見られる。

## 一族縁者
家康は2代将軍・徳川秀忠の父、3代将軍・徳川家光・水戸藩主水戸光圀らの祖父、4代将軍・徳川家綱、5代将軍・徳川綱吉、徳川綱重（6代将軍・徳川家宣の父）、8代将軍・徳川吉宗の曽祖父に当たる。家康の実子では、六男の松平忠輝が最も長く生きた。家康の存命中に玄孫も生まれており、家康の曽孫の敬台院が蜂須賀至鎮に嫁いで産んだ三保姫と蜂須賀忠英と正徳院の他、家康の曽孫同士で結婚した小笠原忠脩と円照院の間の齢昭院と小笠原長次、家康の曽孫の栄寿院が有馬直純に嫁いで産んだ有馬康純が該当する。
- 正室：築山殿（清池院） - 関口親永娘
  - 長男：松平信康
  - 長女：亀姫 - 奥平信昌室
- 継室：朝日姫（南明院） - 豊臣秀吉妹
- 側室：西郡局（蓮葉院） - 鵜殿長持娘
  - 次女：督姫 - 北条氏直正室のち池田輝政継室
- 側室：於古茶（長勝院） - 永見吉英娘
  - 次男：結城秀康 - 越前松平家
- 側室：於愛（竜泉院） - 西郷清員養女、戸塚忠春娘
  - 三男：秀忠 - 江戸幕府第2代征夷大将軍
  - 四男：松平忠吉 - 松平家忠養子
- 側室：於竹（良雲院） - 市川昌永娘[注釈 67]
  - 三女：振姫[注釈 68] - 蒲生秀行室のち浅野長晟室
- 側室：於都摩（妙真院） - 穴山信君養女、秋山虎康娘
  - 五男：武田信吉 - 穴山勝千代養子
- 側室：於茶阿（朝覚院）
  - 六男：松平忠輝 - 松平康忠養子
  - 七男：松平松千代
- 側室：於亀（相応院） - 志水宗清娘
  - 八男：平岩仙千代 - 平岩親吉養子
  - 九男：義直 - 尾張徳川家
- 側室：於久（普照院） - 間宮康俊娘
  - 四女：松姫[注釈 69]
- 側室：蔭山殿（養珠院） - 蔭山氏広養女、正木頼忠娘[注釈 70]
  - 十男：頼宣 - 紀伊徳川家
  - 十一男：頼房 - 水戸徳川家
- 側室：於梶（英勝院） - 太田康資娘[注釈 71]
  - 五女：市姫
- 側室：於富（山田氏・信寿院）
- 側室：於夏（清雲院） - 長谷川藤直娘
- 側室：於六（養儼院） - 黒田直陣娘
- 側室：於仙（泰栄院） - 宮崎泰景娘
- 側室：於梅（蓮華院） - 青木一矩娘
- 側室：阿茶局（雲光院） - 飯田直政娘
- 側室：於牟須（正栄院）
- 側室：於松（法光院）
- 側室：三条氏
- 側室：松平氏 - 松平重吉娘

- 猶子
  - 八宮良純親王 - 後陽成天皇第八皇子

- 養子
  - 松平家治 - 奥平信昌二男
  - 松平忠政 - 奥平信昌三男
  - 松平忠明 - 奥平信昌四男、奥平松平家祖

- 養女
  - 小松姫（大蓮院） - 本多忠勝の娘、真田信之正室[注釈 72]
  - 満天姫（葉縦院） -家康の異父弟 松平康元の娘、福島正之妻のち津軽信枚正室
  - 栄姫（大涼院） - 保科正直と家康の異父妹多劫姫の娘、黒田長政継室
  - 阿姫（光照院） - 家康の異父弟松平定勝の娘、山内忠義正室
  - 蓮姫（長寿院） - 家康の異母妹矢田姫の子の松平康直の娘、有馬豊氏室
  - 国姫（栄寿院） - 本多忠政の娘、家康の曽孫、堀忠俊妻・有馬直純継室
  - 亀姫（円照院） - 本多忠政の娘、家康の曽孫、小笠原忠脩・小笠原忠真室
  - 万姫（敬台院） - 小笠原秀政娘、家康の曽孫、蜂須賀至鎮室
  - 振姫（孝勝院） - 池田輝政娘、家康の孫、のちに徳川秀忠養女、伊達忠宗正室
  - 久松院 - 家康の異父弟 松平康元の娘、田中忠政室のち松平成重継室
  - 浄明院 - 家康の異父弟 松平康元の娘、中村一忠室のち毛利秀元継室
  - 流光院 - 家康の異父弟 松平康元の娘、菅沼定仍正室
  - 唐梅院 - 松平康親娘、井伊直政正室
  - 菊姫（高源院） - 岡部長盛娘、鍋島勝茂継室
  - 清浄院（清浄院） -家康の母の弟 水野忠重の娘、加藤清正継室
  - 貞松院 - 保科正直と家康の異父妹多劫姫の娘、小出吉英室
  - 清元院 - 保科正直と家康の異父妹多劫姫の娘、安部信盛室
  - 昌泉院 - 牧野康成娘、福島正則継室
  - 名前不詳 - 松平家清の娘、浅野長重室
  - 名前不詳 - 家康の異父弟 松平康元の娘、松平忠政（大須賀忠政）妻・菅沼定芳正室
  - 名前不詳 - 家康の異父弟 松平康元娘、岡部長盛継室
  - 松尾君 - 家康の異父弟 松平定勝娘、服部正就正室
  - 紀為君 - 家康の異父弟 松平定勝娘、中川久盛正室

- 落胤説
  - 鈴木一蔵（母：見附宿の旅籠の娘）
  - 永見貞愛（母：小督局）[注釈 73]
  - 松平民部（母：法光院）[278]
  - 小笠原権之丞（母：三条氏）[278]
  - 井伊直孝（母：）[279]
  - 土井利勝（母：葉佐田則勝の娘） [278][注釈 74]
  - 2代後藤庄三郎（母：大橋局）[注釈 75]

## 偏諱を与えた人物
功績のあった臣や元服する者に自分の名の一字（太字）を与えた。
- 二条康道（公家・摂関家の二条家）
- 松平家元（異母弟?）
- 松平康元（異父弟）
- 松平康俊（異父弟、康元の弟）
- 松平家清
- 松平家忠（深溝松平家）
- 松平家忠（家次）（東条松平家）
- 松平家次（桜井松平家）
- 松平家乗
- 松平家広
- 松平康忠（従弟・義弟）
- 松平康忠（矢田松平家、松平張忠の嫡男）
- 松平康親（松井忠次より改名）
- 松平康次（康重）（康親の子）
- 松平康長（戸田康長）
- 松平康安（大草松平家）
- 天野康景
- 有馬康純（家康の玄孫にあたる）
- 石川家成
- 石川康通（家成の子）
- 石川康輝（石川数正より改名、ただし直後に出奔する）
- 伊丹康直
- 伊丹康勝（康直の子）
- 太田康資（側近、のちの資宗）
- 奥平家昌
- 松平家治（養子・奥平家昌の実弟）
- 西郷家員
- 酒井家次
- 榊原康政
- 島津家久（初名:忠恒）
- 田中康政
- 最上家親（初名:義親）
- 最上家信（家親の子・義俊の初名）
- 本多家忠（本多忠政の別名）
- 本多康重
- 牧野康成
- 来島康親
- 山内康豊（別名:家豊）?
- 依田康国（依田信蕃の長男）
- 依田康勝（依田信蕃の二男、のち加藤康寛と名乗る）
- 越前康継（江戸幕府御用鍛冶、葵紋の使用も許される）

## 関連史料

### 同時代の人物による記録
- 家忠日記（松平家忠）
- 信長公記（太田牛一） - 織田信長についての記事が主だが、同盟者の家康についての情報も多い。
- 慶長記（板坂ト斎）
- 本光国師日記（以心崇伝）
- 駿府政事録（駿府記とも、後藤庄三郎光次?林羅山?）
- 当代記（松平忠明?）
- 三河物語（大久保忠教） - 元和8年成立、覚書。
- 言経卿記（山科言経） - 公家の日記だが、公私に渡って家康と交流があり、その様子が記されている。
- 松平記 - 1610年（慶長15年）前後に成立と推測される家伝で、徳川創業記における最初期の作品。

### 編纂物（資料的価値が高いとされるもの）
- 朝野旧聞裒藁
- 徳川実紀
- 武徳編年集成

## 関連作品

### 小説
- 山岡荘八

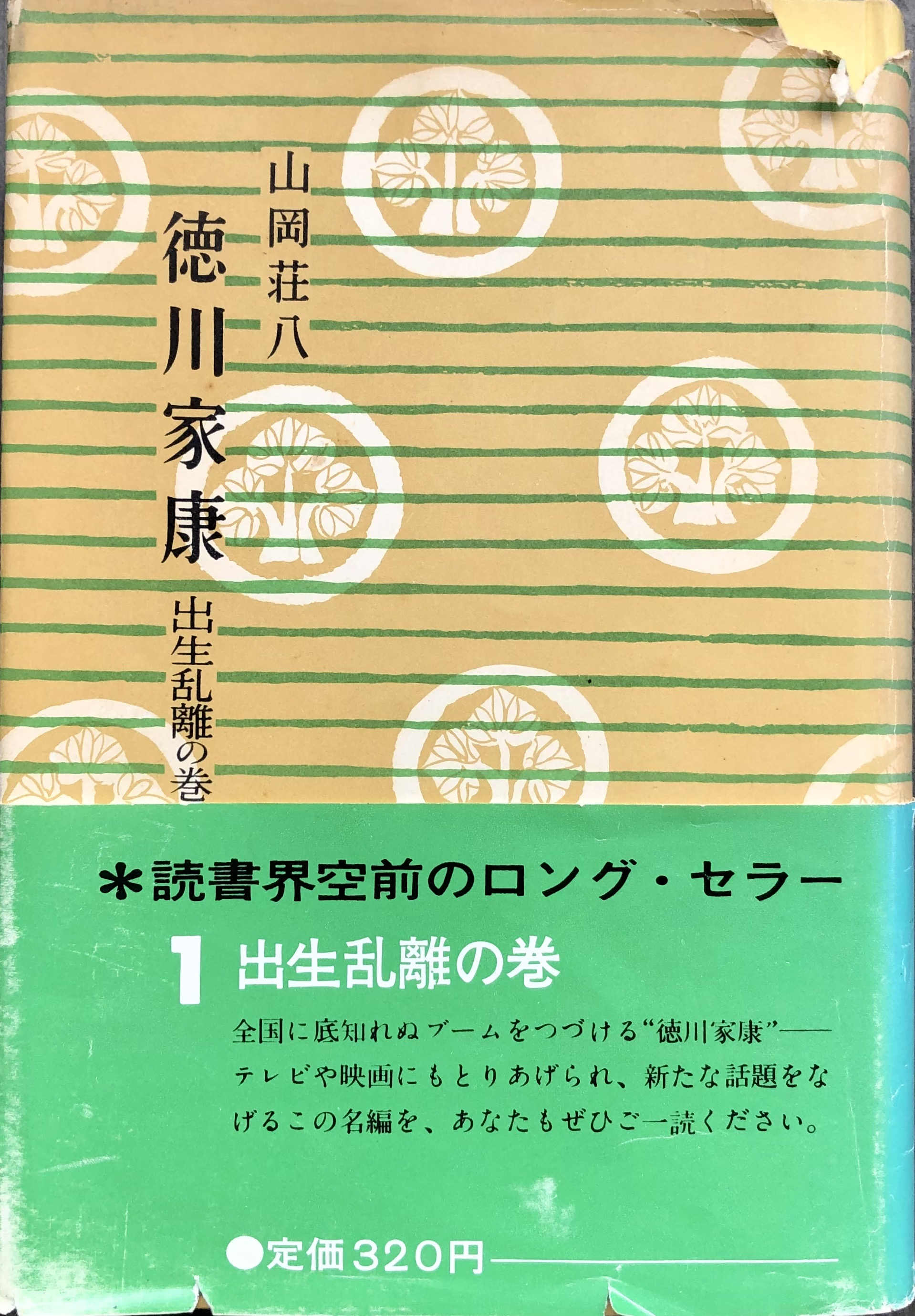
山岡荘八著『徳川家康』第1巻

  - 『徳川家康』（1953年 - 1967年、講談社、全26巻）

明治時代以降に形成されていた老獪な陰謀家という家康像を、その一生涯を通じて描くことによって一新した長編小説。
本作を原作としたメディア展開作は多く、最初の映像化は1964年のNET（現・テレビ朝日）テレビドラマ『徳川家康』で主演は市川右太衛門、青年期を市川の息子の北大路欣也が演じている。1965年公開の映画『徳川家康』（東映、監督：伊藤大輔）では再び北大路欣也が家康を演じた。1970年には日本テレビで『竹千代と母』という題名で放送されて家康を中村光輝が演じ、1975年にはNETで少年期が『少年徳川家康』としてアニメ化、1982年から1984年には横山光輝によって漫画『徳川家康』が連載された。1983年にはNHK大河ドラマ『徳川家康』が滝田栄を主演として1年間放映され、1992年にはテレビ朝日の『戦国最後の勝利者!徳川家康』で再び北大路欣也が家康を演じている。
- 司馬遼太郎
  - 『覇王の家』（1973年、新潮社）
  - 『関ヶ原』（1966年、新潮社）
    - 『関ヶ原』（1981年、TBS、演：森繁久彌、上記小説を原作としたテレビドラマ）
    - 『関ヶ原』（2017年、東宝、演：役所広司、監督：原田眞人、上記小説を原作とした映画）

  - 『城塞』（1971年 - 1972年、新潮社）

※上記三作品は「家康三部作」とも呼ばれる。
- 隆慶一郎
  - 『影武者徳川家康』（1989年、新潮社） - 徳川家康の影武者説をモチーフとした小説。1998年（演：高橋英樹）と2014年（演：西田敏行）の二度に渡ってテレビドラマ化。
- 高橋直樹
  - 『最後の総領・松平次郎三郎』 （1995年、講談社、後に『若獅子家康』と改題されて講談社文庫）
- 伊東潤
  - 「人を致して」（『決戦！関ヶ原』収録、2014年、講談社）
  - 『峠越え』（2016年、講談社）
  - 『天地雷動』（2016年、KADOKAWA）
- 宮本昌孝
  - 「水魚の心」（『決戦！本能寺』収録、2015年、講談社）
- 門井慶喜
  - 『家康、江戸を建てる』（2016年、祥伝社） - 2019年1月に「NHK正月時代劇」にて市村正親をキャストとしてテレビドラマ化。
- 富樫倫太郎
  - 「わが気をつがんや」（『決戦！桶狭間』収録、2016年、講談社）
- 岩井三四二
  - 『家康の遠き道』（2017年、光文社）

- 上田秀人
  - 『夢幻』（2020年、中央公論新社）
- 安部龍太郎
  - 『家康』（2020年～、幻冬舎時代小説文庫）
- 眞邊明人
  - 『もしも徳川家康が総理大臣になったら』（2021年、サンマーク出版） - 2024年に野村萬斎をキャストとして映画化。
- 今村翔吾
  - 『幸村を討て』（2022年、中央公論新社）
  - 「竹千代の値」（『戦国武将伝 東日本編』収録、2023年、PHP研究所）

### 映画
- 『家康公 徳川栄達物語』（1911年、横田商会、監督：牧野省三）
- 『徳川家康』（1919年、日活、演：尾上松之助）
- 『ブレイブ -群青戦記-』（2021年、演：三浦春馬）

### テレビドラマ
主役作品
- 『徳川家康』（1983年、NHK大河ドラマ、出演：滝田栄）
- 『徳川家康』（1988年、TBS大型時代劇スペシャル、出演：松方弘樹）
- 『葵 徳川三代』（2000年、NHK大河ドラマ、出演：津川雅彦）
- 『徳川家康と三人の女』（2008年、テレビ朝日、出演：松平健）
- 『どうする家康』（2023年、NHK大河ドラマ、出演：松本潤）
- 『家康と三成のスマホ』（2023年、NHK、出演：安田顕）

登場作品
- 『太閤記』（1965年、NHK大河ドラマ、出演：尾上菊蔵）
- 『戦国太平記 真田幸村』（1966年、TBS、出演：中村勘三郎）
- 『国盗り物語』（1973年、NHK大河ドラマ、出演：寺尾聰）
- 『関ヶ原』（1981年、TBS、演：森繁久彌）
- 『おんな太閤記』（1981年、NHK大河ドラマ、出演：フランキー堺）
- 『独眼竜政宗』（1987年、NHK大河ドラマ、出演：津川雅彦、山岡荘八の小説を原作としたテレビドラマ）
- 『武田信玄』（1988年、NHK大河ドラマ、出演：中村橋之助）
- 『信長 KING OF ZIPANGU』（1992年、NHK大河ドラマ、出演：郷ひろみ）
- 『琉球の風』（1993年、NHK大河ドラマ、出演：小林旭）
- 『秀吉』（1996年、NHK大河ドラマ、出演：西村雅彦）
- 『利家とまつ〜加賀百万石物語〜』（2002年、NHK大河ドラマ、出演：髙嶋政宏）
- 『武蔵 MUSASHI』（2003年、NHK大河ドラマ、出演：北村和夫）
- 『大奥〜第一章〜』（2004年、フジテレビ時代劇シリーズ、出演：藤田まこと）
- 『功名が辻』（2006年、NHK大河ドラマ、出演：西田敏行）
- 『風林火山』（2007年、NHK大河ドラマ、出演：坂本恵介）  松平元信→松平元康として登場。
- 『天地人』（2009年、NHK大河ドラマ、出演：松方弘樹）
- 『江〜姫たちの戦国〜』（2011年、NHK大河ドラマ、出演：北大路欣也）
- 『軍師官兵衛』（2014年、NHK大河ドラマ、出演：寺尾聰）
- 『信長協奏曲』（2014年10月、フジテレビ「月9枠」、出演：濱田岳）
- 『真田丸』（2016年、NHK大河ドラマ、出演：内野聖陽）
- 『おんな城主 直虎』（2017年、NHK大河ドラマ、出演：阿部サダヲ）
- 『麒麟がくる』（2020年、NHK大河ドラマ、出演：風間俊介）
- 『青天を衝け』（2021年、NHK大河ドラマ、出演：北大路欣也）ドラマの案内役として主に番組冒頭で登場して、歴史上の出来事やその背景についてカメラ目線で視聴者に解説する。
- 『鎌倉殿の13人』（2022年、NHK大河ドラマ、出演：松本潤）  最終回において次回作『どうする家康』より先行登場。『吾妻鏡』を読む姿が描かれている。
- 『豊臣兄弟!』（2026年、NHK大河ドラマ、出演：松下洸平）

### 漫画
- 『按針と家康: イギリス人侍 三浦按針』
- 『あずみ』（小山ゆう）
- 『へうげもの』（山田芳裕）NHKBSプレミアムテレビアニメ版の声は鶴見辰吾。
- 『ねこねこ日本史』（そにしけんじ）
度々登場している。Eテレのテレビアニメ版での徳川家康役は小林ゆう。
- 『バジリスク 〜甲賀忍法帖〜』（せがわまさき）テレビアニメ版での声優は大平透。

### ゲーム
- 『戦国BASARA』シリーズ（CAPCOM、声：大川透）- 関ヶ原の戦いをモチーフとした「3」と、そのアニメ映像化作品『劇場版 戦国BASARA -The Last Party-』で主人公の一人として描かれている。
- 『戦国無双』シリーズ（コーエーテクモゲームス、声：中田譲治【1-4】、逢坂良太【5】）
- 『仁王』（コーエーテクモゲームス、声：市村正親）

### 舞台
- 『TEAM NACS ニッポン公演「WARRIOR〜唄い続ける侍ロマン」』（2012年、出演：安田顕）
- 劇団砂喰社『鶴姫亀姫伝説～瀬名姫と椿姫～』（2011年-2013年）
- 劇団砂喰社『徳川信康物語』（2012年-2014年）
- 劇団砂喰社『徳川家康と井伊直虎』（2014年-2017年）
- 劇団静岡県史『徳川家康と山内一豊～鶴姫亀姫物語～』(2021年）

※影武者としての家康の主題作品は「徳川家康の影武者説」参照。

### 音楽
- 絶頂〜徳川家康（1973年、作詞：佐伯孝夫、作曲：冬木透、歌：三田明。コンピレーション・アルバム『戦国の武将』（規格品番：SJX-155）収録）

## 展覧会
- 「夏季特別展　徳川家康―天下人への歩み―」、2023年7月23日～2023年9月18日、徳川美術館・名古屋市蓬左文庫・読売新聞社[281]